# Valence (Drôme)
Pour les articles homonymes, voir Valence.
Valence est une commune du sud-est de la France, préfecture du département de la Drôme, en région Auvergne-Rhône-Alpes.
Elle est la ville la plus peuplée de la Drôme et la 8e d'Auvergne-Rhône-Alpes avec 64 288 habitants recensés en 2022 (132 446 habitants pour l'agglomération en 2022).
Ses habitants sont dénommés les Valentinois.
Située au cœur du couloir rhodanien et soumise à un climat méditerranéen[réf. nécessaire], Valence est souvent désignée comme étant « la porte du Midi ». Entre Vercors et Provence, sa situation géographique attire de nombreux touristes. Les autoroutes A7 et A49, la RN7, la ligne de TGV Paris/Marseille, ainsi que le Rhône en sont les axes de transports et de communications majeurs. L'agglomération valentinoise est dotée d'un port de plaisance, d'un port de commerce, de deux gares ferroviaires (Valence-Ville et Valence-TGV), d'un aéroport.
Son activité économique est essentiellement tournée vers les secteurs de l'agroalimentaire, des industries métallurgiques, des constructions mécaniques et de l'électronique.
Fondée en 121 avant notre ère par les Romains, elle acquiert rapidement de l'importance grâce à sa position au carrefour des voies romaines, et accède au statut de colonie romaine.
Au fil des siècles, la ville prend de l'ampleur et s'agrandit. La période allant du Moyen Âge au XIXe siècle est bien représentée dans le centre-ville. La ville, historiquement proche de la Provence historique, sera par la suite rattachée au Dauphiné, dont elle est la deuxième ville après Grenoble. Elle fait aujourd'hui partie du réseau des Villes et Pays d'art et d'histoire.
Valence possède de beaux monuments tels que la maison des Têtes (bâtie entre 1528 et 1532 par Antoine de Dorne), la cathédrale Saint-Apollinaire (construite entre 1063 et 1099 sous l'impulsion de l'évêque Gontard), ou encore la fontaine monumentale de l'architecte Eugène Poitoux. La ville compte de nombreux monuments historiques dont la plupart se trouvent dans le Vieux Valence.
La ville offre des parcours de découverte au fil des jardins et des canaux qui la traversent sur plus de 17 km. Des chemins longent les berges où évolue une faune diversifiée. Inscrite sur la liste des villes et villages fleuris de France, Valence est l'une des dix-sept communes de l'ancienne région Rhône-Alpes à être labellisée « Quatre fleurs » par le concours des villes et villages fleuris.
Par sa situation géographique, Valence est un des points de passage obligatoires entre Paris et la Méditerranée. Sa position au centre de l'axe méridien de la vallée du Rhône place la ville au débouché de la vallée de l'Isère (voie d'accès vers les Alpes), dans l'ouest de la province historique du Dauphiné, au sein de la région historique et naturelle du Valentinois, et à la limite du département de l'Ardèche (dont elle est séparée par le Rhône).

## Géographie

### Situation et description
Valence se trouve à 561 km au sud-est de Paris, à 100 km au sud de Lyon, à 70 km au sud-ouest de Grenoble et à 220 km au nord de Marseille.
La ville est située à quelques kilomètres au sud du 45e parallèle et elle est la principale ville et la ville siège de la communauté d'agglomération Valence Romans Agglo qui compte plus de 200 000 habitants.

### Relief et géologie

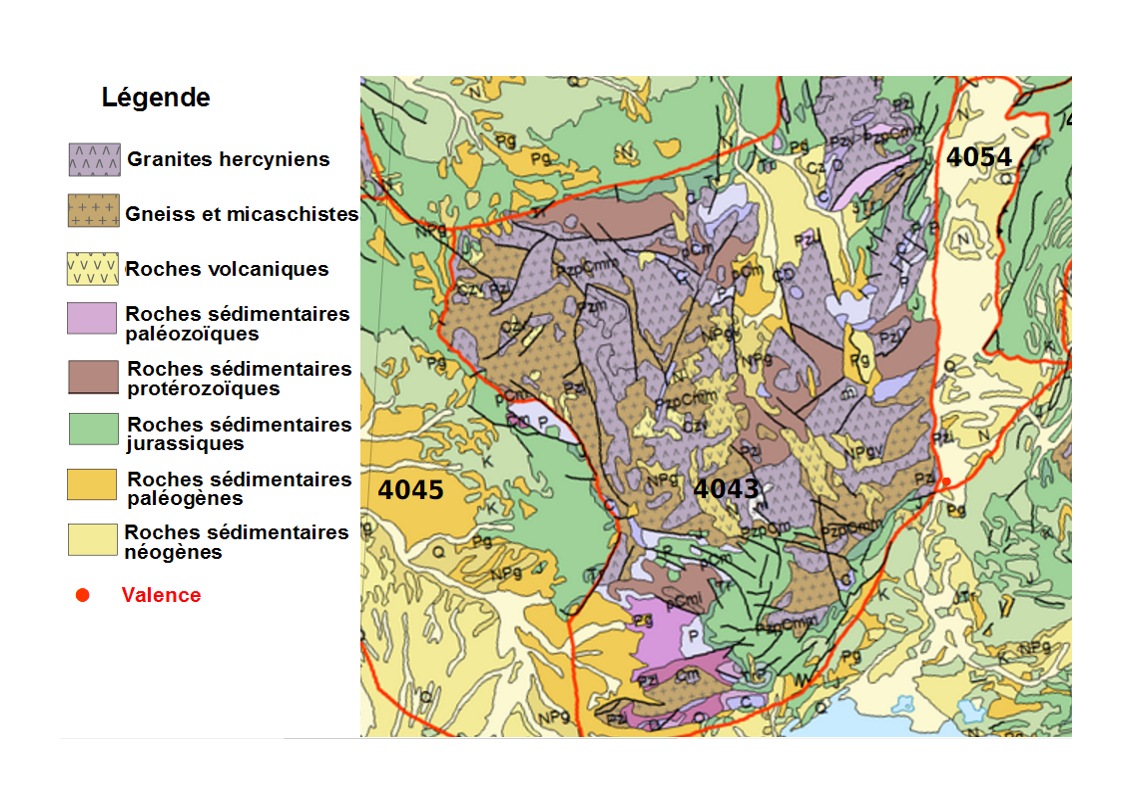
Carte géologique de Valence montrant le bassin molassique installé dans un fossé d'effondrement qui prend toute son ampleur le long du rift ouest-européen.

La commune est dans une plaine entourée de plusieurs massifs montagneux, dont le Massif central et les collines ardèchoises à l'ouest, et le massif du Vercors dans les Préalpes à l'est.
La superficie de la commune est de 3 669 hectares, soit 36,69 km2. Son altitude varie entre 106 et 191 mètres. La montagne la plus proche est le pic de Saint-Romain-de-Lerps (650 mètres) et se trouve à 10 km à l'ouest de Valence à vol d'oiseau, mais le mont le plus visible de Valence est celui du château de Crussol.
Le socle granitique, coupé par le Rhône dans le défilé Saint-Vallier/Tain-l'Hermitage, est recouvert par 2 000 mètres de sédiments dans la fosse de Valence. Au Miocène, une molasse formée de roches détritiques dues à l'érosion des Alpes et du Massif central, se dépose dans une mer peu profonde. Son épaisseur peut atteindre 800 mètres au niveau de la Drôme des collines. Sous la plaine de Valence, l'épaisseur maximale de la formation doit être proche de 600 mètres.
Le rifting à l'ouest de l'Europe est à l'origine d'une tectonique cassante qui, combinée à la subsidence, permet l'individualisation de la fosse de Valence et l'accumulation de plus de 2 000 mètres de sédiments avec une épaisseur maximale de 1 100 mètres de sels puis de 800 mètres de molasse. Au Pliocène, la mer se transforme en lac, ce qui entraîne des dépôts lacustres et la formation de lœss.
Au cours du Quaternaire, entre les périodes glaciaires, les moraines sont emportées par les eaux de fusion aux stades inter-glaciaires et sont creusées par les rivières. Ainsi se sont formées des terrasses emboîtées. Ces terrasses emboîtées de l'Isère et du Rhône finissent de combler la fosse de Valence.
La Drôme des Collines, qui intègre Valence, s'est formée à la fin du Miocène. Sous l'effet de la poussée alpine, la région est recouverte d'un lac et la molasse fluvio-lacustre forme quelques ondulations dans la plaine de Valence. La confluence de l'Isère et du Rhône et l'érosion fluviatique provoquée par leurs eaux forment au Quaternaire quatre terrasses superposées où s'installera Valence.

#### Plaine de Valence

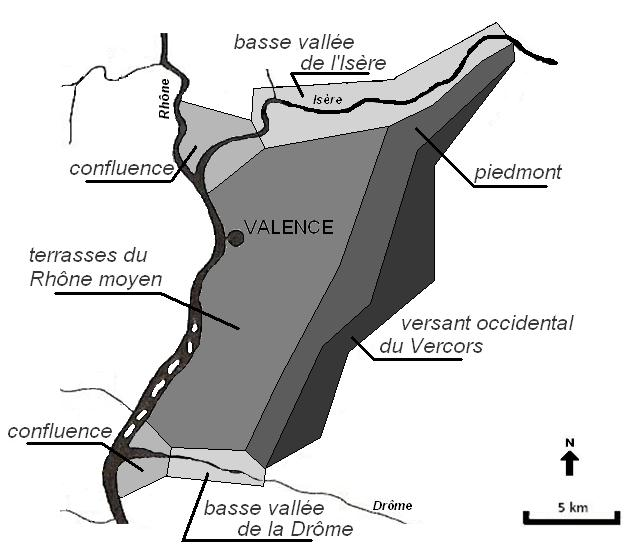
Unités de paysage du Valentinois.

La ville a donné son nom à une région géographique bien délimitée : le Valentinois. Cette région correspond, pour plus des trois quarts de son territoire, à la plaine de Valence, façonnée par les lits successifs du Rhône qui y a abandonné de féconds dépôts sédimentaires. En effet, cette plaine, parfaitement délimitée par les vallées du Rhône à l'ouest, de l'Isère au nord, et de la Drôme au sud, offre l'aspect d'un riant verger : pêchers, abricotiers et cerisiers, alternant avec les cultures maraîchères et céréalières. De grosses fermes, conquises une a une par les habitants de l'agglomération valentinoise, ponctuent cette platitude agricole, a peine rompue de rivières et de canaux servant à l'irriguer, de bosquets et de bois sur ses marges.
À l'est, les Monts du Matin étendent une longue barrière de hautes collines, dominée par la proue calcaire du Vercors. Au sud, par-delà la vallée de la Drôme, la plaine se termine au pied du massif portant la vaste forêt de Marsanne, coiffée d'éoliennes.
Au nord, par-delà la vallée de l'Isère, le Romanais poursuit, géologiquement, la plaine valentinoise. Le fond molassique miocène du nord de la plaine fut recouvert par les alluvions fluvio-glaciaires de l'Isère, dont les terrasses marquent aujourd'hui encore la forme du Valentinois.

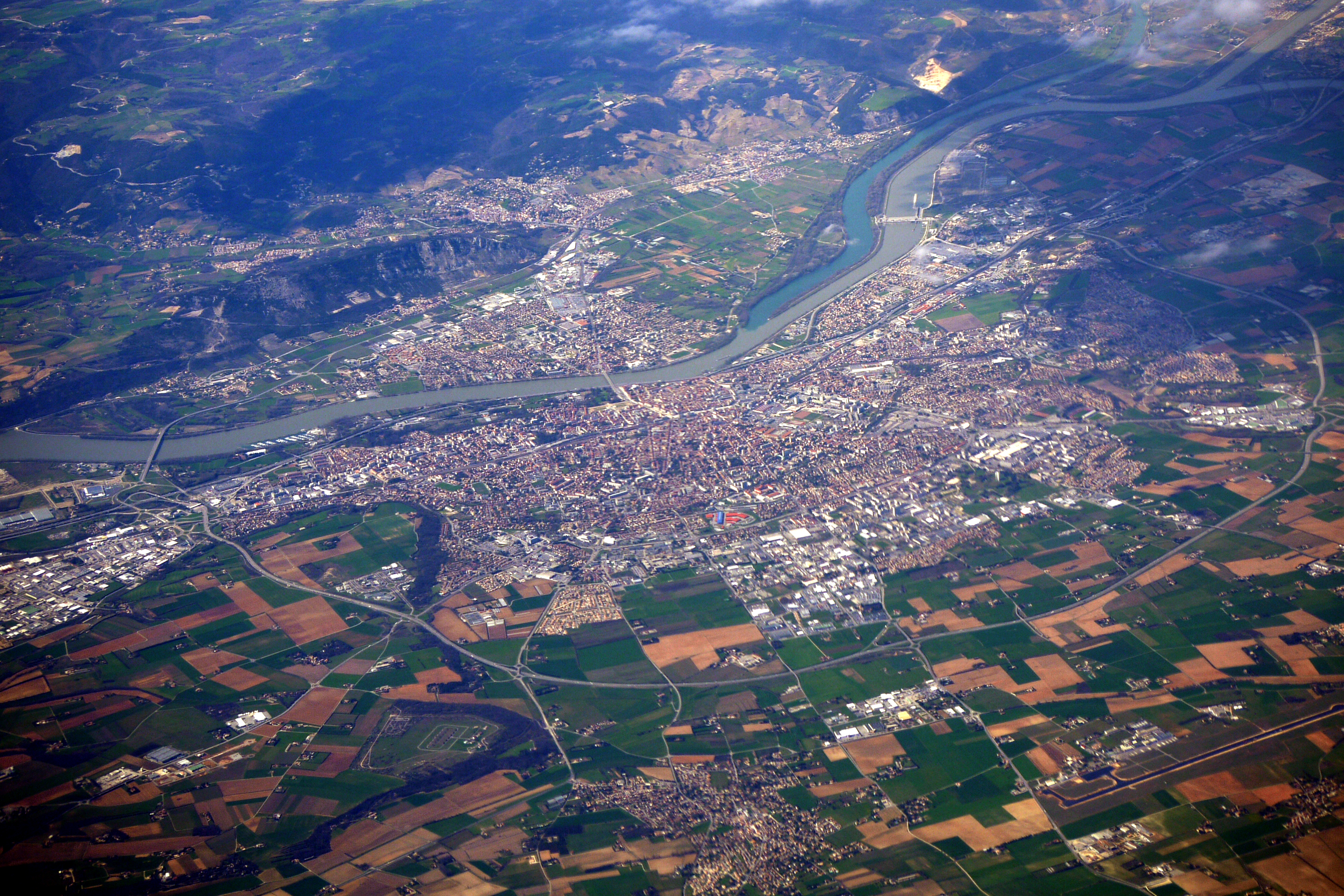
Vue aérienne de Valence.

Vue depuis les ruines du château de Crussol, ou, en face, après les premiers lacets quittant le col des Limouches, la plaine de Valence apparaît telle qu'elle est, une grande surface plane, bordée par deux reliefs qui s'emploient à la laisser dégagée, sans l'étouffer. Elle présente également une très grande unité car la même organisation physique l'a constituée, celle de terrasses successives. Seuls, l'habitat et les cultures apportent des variantes, dues d'ailleurs à la nature différente de ces terrasses.
Aujourd'hui la plaine de Valence s'organise autour des infrastructures de l'agglomération valentinoise dont l'urbanisme s'étend peu à peu à l'ensemble de sa superficie. Un certain nombre de communes conservent toutefois leur identité villageoise et leur caractère rural, les prémunissant encore d'une mutation en cités-dortoirs. Ce sont d'anciens villages agricoles, notamment ceux qui précèdent les premiers villages à flanc de Vercors. Leur toponymie évoque une installation initialement en hauteur pour déjà avoir une vue défensive sur la plaine de Valence : Montélier, Montvendre, Montéléger, Montoison, Montmeyran ou encore Beaumont-lès-Valence.
Cependant, les territoires correspondant à la plaine de Valence et au Valentinois n'incluent pas l'ouest de l'agglomération qui se situe dans le département voisin de l'Ardèche.

### Hydrographie
Valence est sur la rive gauche du Rhône. L'un de ses affluents traverse également la ville : l'Épervière, une rivière longue de 2,6 km, formée entre autres par la réunion de la plupart des canaux valentinois.

### Climat
Pour des articles plus généraux, voir Climat d'Auvergne-Rhône-Alpes et Climat de la Drôme.
Le climat de Valence est un climat de transition entre les climats semi-continental et méditerranéen. Au regard de la classification de Köppen, il s'agit d'un climat subtropical humide (cfa) qui est proche du climat de type climat du Bassin du Sud-Ouest. En 2020, Météo-France publie une typologie des climats de la France métropolitaine dans laquelle la commune est dans la région climatique Moyenne vallée du Rhône, caractérisée par un bon ensoleillement en été (fraction d’insolation > 60 %), une forte amplitude thermique annuelle (4 à 20 °C), un air sec en toutes saisons, orageux en été, des vents forts (mistral), une pluviométrie élevée en automne (250 à 300 mm).
Pour la période 1971-2000, la température annuelle moyenne est de 12,9 °C, avec une amplitude thermique annuelle de 18,1 °C. Le cumul annuel moyen de précipitations est de 858 mm, avec 7,1 jours de précipitations en janvier et 4,9 jours en juillet. Pour la période 1991-2020, la température moyenne annuelle observée sur la station météorologique de Météo-France la plus proche, « Valence-Chabeuil », sur la commune de Chabeuil à 11 km à vol d'oiseau, est de 13,3 °C et le cumul annuel moyen de précipitations est de 873,9 mm,. Pour l'avenir, les paramètres climatiques de la commune estimés pour 2050 selon différents scénarios d'émission de gaz à effet de serre sont consultables sur un site dédié publié par Météo-France en novembre 2022.

#### Le réchauffement climatique
La préfecture a publié une note sur le sujet.

## Urbanisme

### Typologie
Au 1er janvier 2024, Valence est catégorisée grand centre urbain, selon la nouvelle grille communale de densité à 7 niveaux définie par l'Insee en 2022.
Elle appartient à l'unité urbaine de Valence, une agglomération inter-départementale dont elle est ville-centre,. Par ailleurs la commune fait partie de l'aire d'attraction de Valence, dont elle est la commune-centre,. Cette aire, qui regroupe 71 communes, est catégorisée dans les aires de 200 000 à moins de 700 000 habitants,.

### Occupation des sols
L'occupation des sols de la commune, telle qu'elle ressort de la base de données européenne d’occupation biophysique des sols Corine Land Cover (CLC), est marquée par l'importance des territoires artificialisés (52,3 % en 2018), en augmentation par rapport à 1990 (43,6 %). La répartition détaillée en 2018 est la suivante : zones urbanisées (32,6 %), terres arables (26,1 %), zones industrielles ou commerciales et réseaux de communication (17,3 %), zones agricoles hétérogènes (12,5 %), cultures permanentes (4,2 %), eaux continentales (2,6 %), espaces verts artificialisés, non agricoles (2,4 %), forêts (1,2 %), prairies (1,1 %). L'évolution de l’occupation des sols de la commune et de ses infrastructures peut être observée sur les différentes représentations cartographiques du territoire : la carte de Cassini (XVIIIe siècle), la carte d'état-major (1820-1866) et les cartes ou photos aériennes de l'IGN pour la période actuelle (1950 à aujourd'hui).

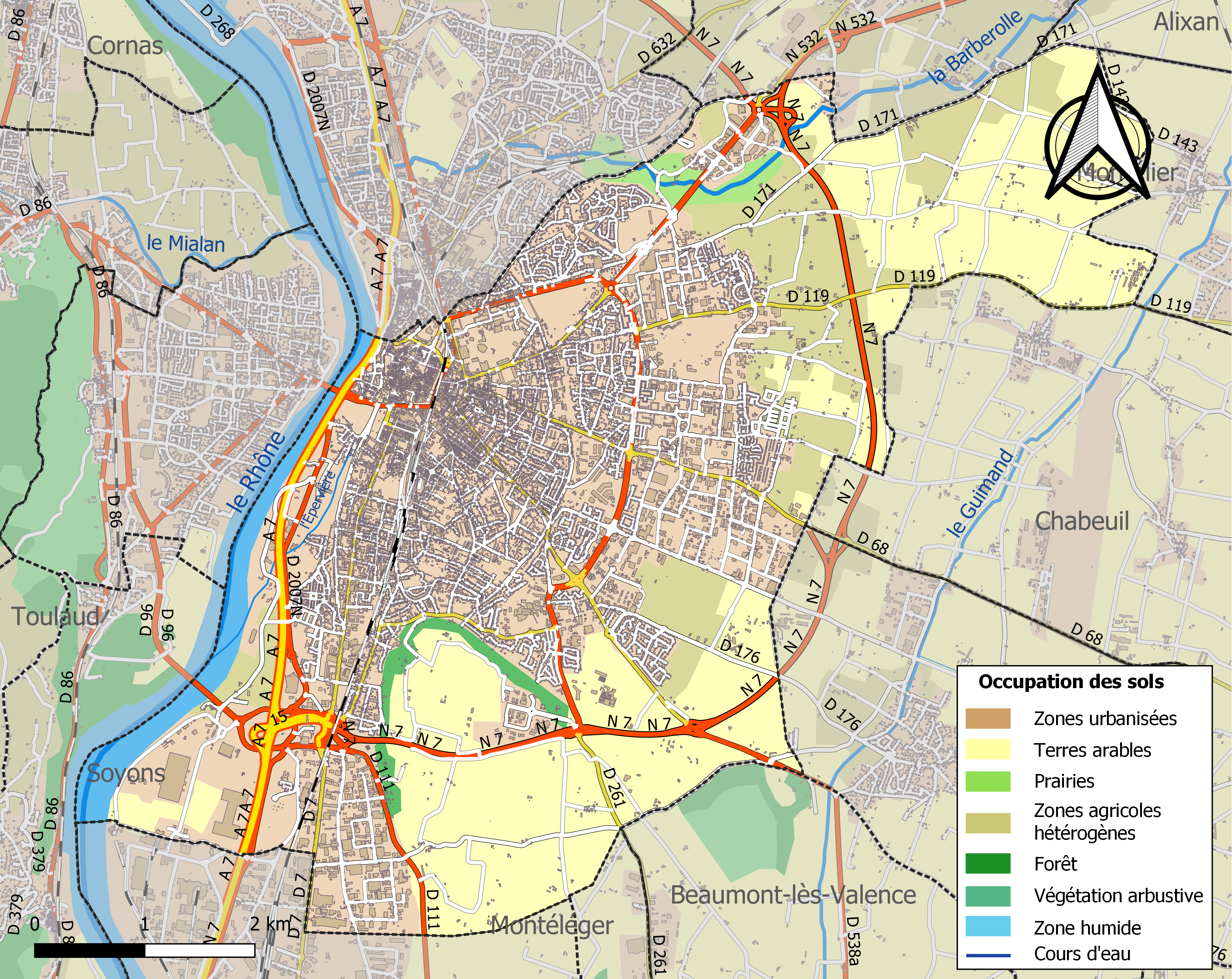
Carte des infrastructures et de l'occupation des sols de la commune en 2018 (CLC).

### Morphologie urbaine
La ville de Valence est établie sur quatre terrasses alluviales qui s'étagent sur la rive gauche du Rhône :
- la plus basse, qui est la plus proche du fleuve, inondable mais désormais protégée par des digues, où se trouvaient les quartiers de pêcheurs et de mariniers (Basse ville, les Îles, l'Épervière…) ;
- la terrasse intermédiaire, à l'abri des crues du fleuve, où s'est développée la ville historique, d'abord à l'intérieur de ses remparts (Vieux Valence), puis à l'extérieur (Centre-ville, Faventines, Latour Maubourg…) ;
- la troisième terrasse s'est fortement urbanisée dans la deuxième moitié du XXe siècle (Les Charrans, Briffaut, Valence-Le-Haut…) ;
- la plus haute, dénommée plateau de Lautagne où se développe un pôle d'activités technologiques depuis la fin du XXe siècle en bordure d'exploitations agricoles céréalières et maraîchères.

Le vieux centre est issu de la fondation romaine sur plan orthonormé, l’occupation des rives du Rhône étant peu dense, probablement à cause de leur instabilité. L’orientation des rues de la ville romaine, orientation encore assez largement présente dans les rues de la vieille ville, est identique à celles des cadastres antiques de la campagne environnante. Le plan orthonormé suit donc une double orientation, variable selon les quartiers, double orientation à laquelle correspondent deux modules de base de ce plan : l’un d’environ 360 pieds romains (soit 107 m), l’autre de 420 pieds, qui se décompose parfois en espacements de 120 pieds. Ce second module explique l’angle de la rue de L’Équerre ; la place des Ormeaux fait exactement un actus carré (soit un carré de 120 pieds romains de côté) ; la cathédrale Saint-Apollinaire occupe deux actus carrés). La présence de l’amphithéâtre romain à proximité de la Porte Neuve n’est décelable que dans le dessin des rues du cadastre de 1807.
La première terrasse alluviale, à 120-125 m d’altitude, est entièrement occupée par la partie ouest du territoire communal dans les années 1960. La ville de Valence s’est ensuite développée vers l'est, sur la terrasse rissienne, à environ 150 m d’altitude. Au sud, le plateau de Lautagne, à 180 m d’altitude, détermine un sillon étroit entre cette avancée de la terrasse de la Léore et le Rhône qui a limité le développement de la ville dans cette direction. À la fin du XXe siècle, la ville est à nouveau coupée du Rhône par la construction de l’autoroute A7. Les zones portuaires se trouvent rejetées au sud à Portes-lès-Valence. L’agglomération valentinoise s’étend sur la rive droite du Rhône, mais est limitée par le rebord du plateau vivarais : elle englobe cependant les communes de Guilherand-Granges, Saint-Péray, Cornas et Soyons.
Pour faciliter l’expansion de l’agglomération vers l’est, une ceinture périphérique a été construite autour de la ville de Valence (dont les premiers tronçons datent du milieu des années 1960), et offre un accès rapide à l’aéroport de Valence-Chabeuil (en activité depuis 1969), à la gare de Valence TGV (mise en service en 2001), et aux autoroutes A7 et A49.

#### Quartiers
La ville de Valence est composée d'une trentaine de quartiers (avec une moyenne de 2 300 habitants par quartier ; le nombre d'habitants varie considérablement d'un quartier à l'autre). Ils sont tous différents les uns des autres : les quartiers nord sont plutôt populaires et résidentiels (Polygone, Fontbarlettes, le Plan et Chamberlière) voire rural (Thodure), tandis que les quartiers sud sont généralement habités par les classes moyennes et les retraités (Fontlozier, Hugo-Provence, Laprat, les Baumes, Mannet, Valence Sud et Lautagne), bien qu'il y existe un quartier populaire (Valensolles), les quartiers centraux sont commerciaux et animés (Centre-ville, Gare, Calvaire-Hugo) voire touristiques durant l'été (Vieux Valence, Saint-Jean, Basse ville, l'Épervière) et les quartiers Est sont des quartiers à caractère résidentiel (Baquet, Grand Charran, Petit Charran, Châteauvert, Danton et Briffaut), cependant le quartier des Martins est plutôt rural.
Certains quartiers sont représentés par un « comité de quartier », ce qui en fait un tissu micro-local très vivant. Un comité de quartier est une association d’habitants qui joue un rôle vis-à-vis des institutions publiques, et qui permet un échange d’informations entre les habitants et les services municipaux. Par ce biais, les habitants peuvent participer à l’orientation des projets d’évolution de leur quartier selon leurs aspirations.
Pour éviter un déplacement à l'hôtel de ville, la ville de Valence a créé cinq mairies annexes dans les quartiers excentrés. Les mairies annexes de Fontbarlettes, du Plan, du Centre-ville, de Valence Sud et de Chamberlière sont mises à disposition des habitants et se chargent de certains services administratifs délégués par la mairie centrale.

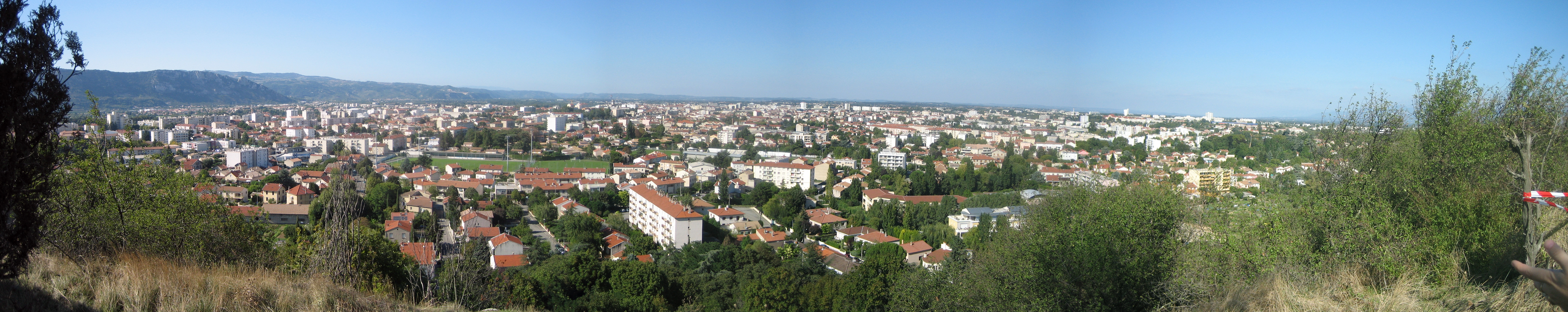
Vue sur les quartiers sud de Valence depuis le plateau de Lautagne.

##### Anciens quartiers
- L'Abbaye : ancienne ferme de l'ordre de Malte[29] :

1611 : Mirabelleys sive la Croix de la Baye (terrier de Ruynat).
1612 : le terroir de Lhabbeye (terrier de Ruynat).
XVIIIe siècle : Labaye (Carte de Cassini).
1891 : L'Abbaye, quartier de la commune de Valence.

### Habitat et logement
En 2019, le nombre total de logements dans la commune était de 37 979, alors qu'il était de 35 427 en 2014 et de 34 459 en 2009.
Parmi ces logements, 84,4 % étaient des résidences principales, 3,3 % des résidences secondaires et 12,3 % des logements vacants. Ces logements étaient pour 23,2 % d'entre eux des maisons individuelles et pour 75,8 % des appartements.
Le tableau ci-dessous présente la typologie des logements à Valence en 2019 en comparaison avec celle du Drôme et de la France entière. Une caractéristique marquante du parc de logements est ainsi une proportion de résidences secondaires et logements occasionnels (3,3 %) inférieure à celle du département (8 %) mais supérieure à celle de la France entière (9,7 %). Concernant le statut d'occupation de ces logements, 43,5 % des habitants de la commune sont propriétaires de leur logement (44,5 % en 2014), contre 61,9 % pour le Drôme et 57,5 pour la France entière.
| Typologie                                               | Valence | Drôme | France entière |
| ------------------------------------------------------- | ------- | ----- | -------------- |
| Résidences principales (en %)                           | 84,4    | 83,3  | 82,1           |
| Résidences secondaires et logements occasionnels (en %) | 3,3     | 8     | 9,7            |
| Logements vacants (en %)                                | 12,3    | 8,6   | 8,2            |

Concernant les logements sociaux, il existe plusieurs organismes dont les principaux sont l'Office Public de l'Habitat de Valence (OPH) et Drôme Aménagement Habitat (DAH) qui construisent, entretiennent et gèrent des logements sociaux à travers toute la ville et dans l'agglomération valentinoise, la plupart étant situés dans les quartiers dits populaires. Quant aux subventions de l’OPH, elles proviennent de la ville de Valence, du département de la Drôme, de la Région et de l’État. Celles de DAH proviennent principalement du département.

### Projets d'aménagement

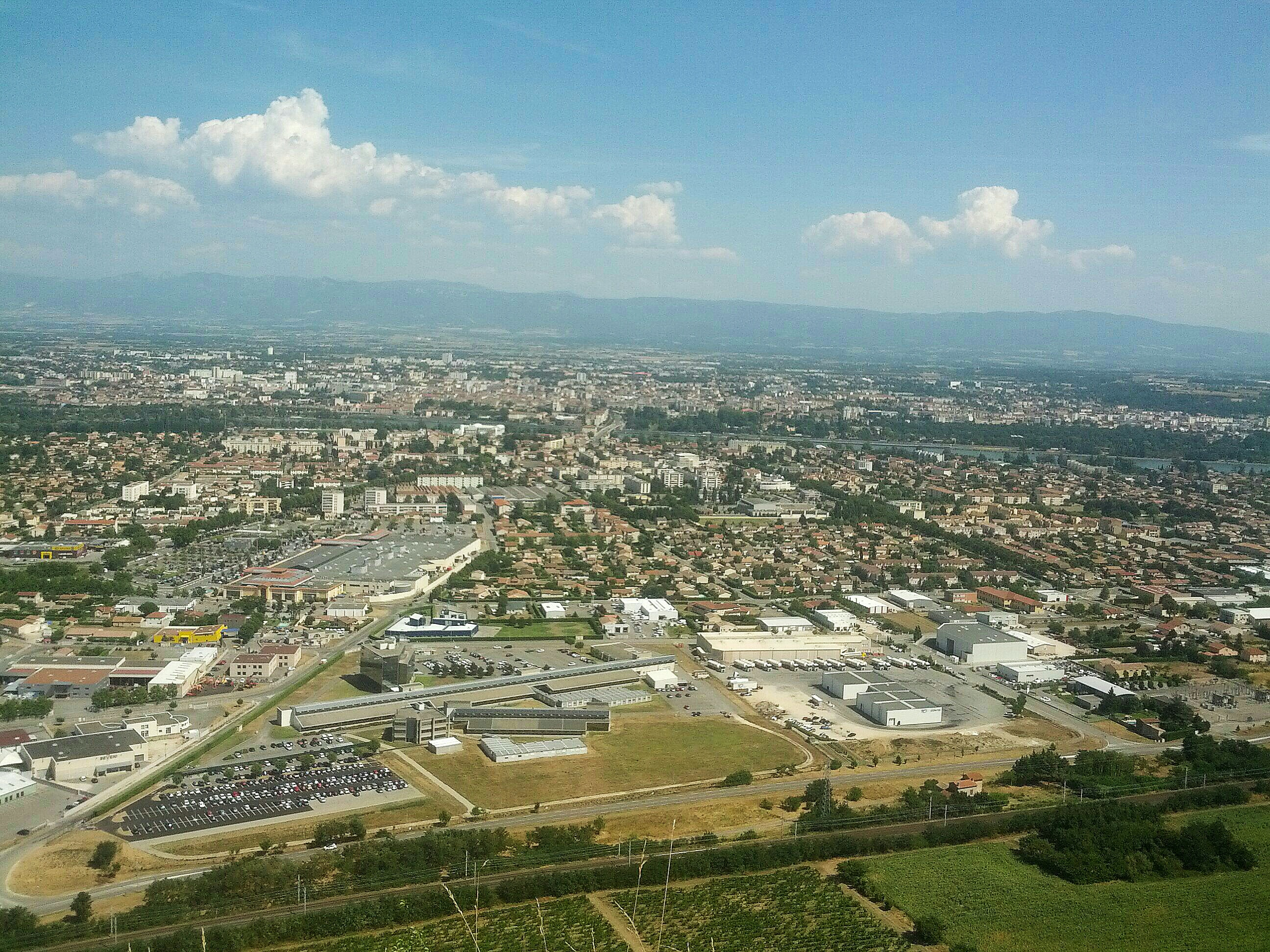
Vue sur les communes de Guilherand-Granges au premier plan et le Valence au second plan, depuis la colline de Crussol dans l'Ardèche.

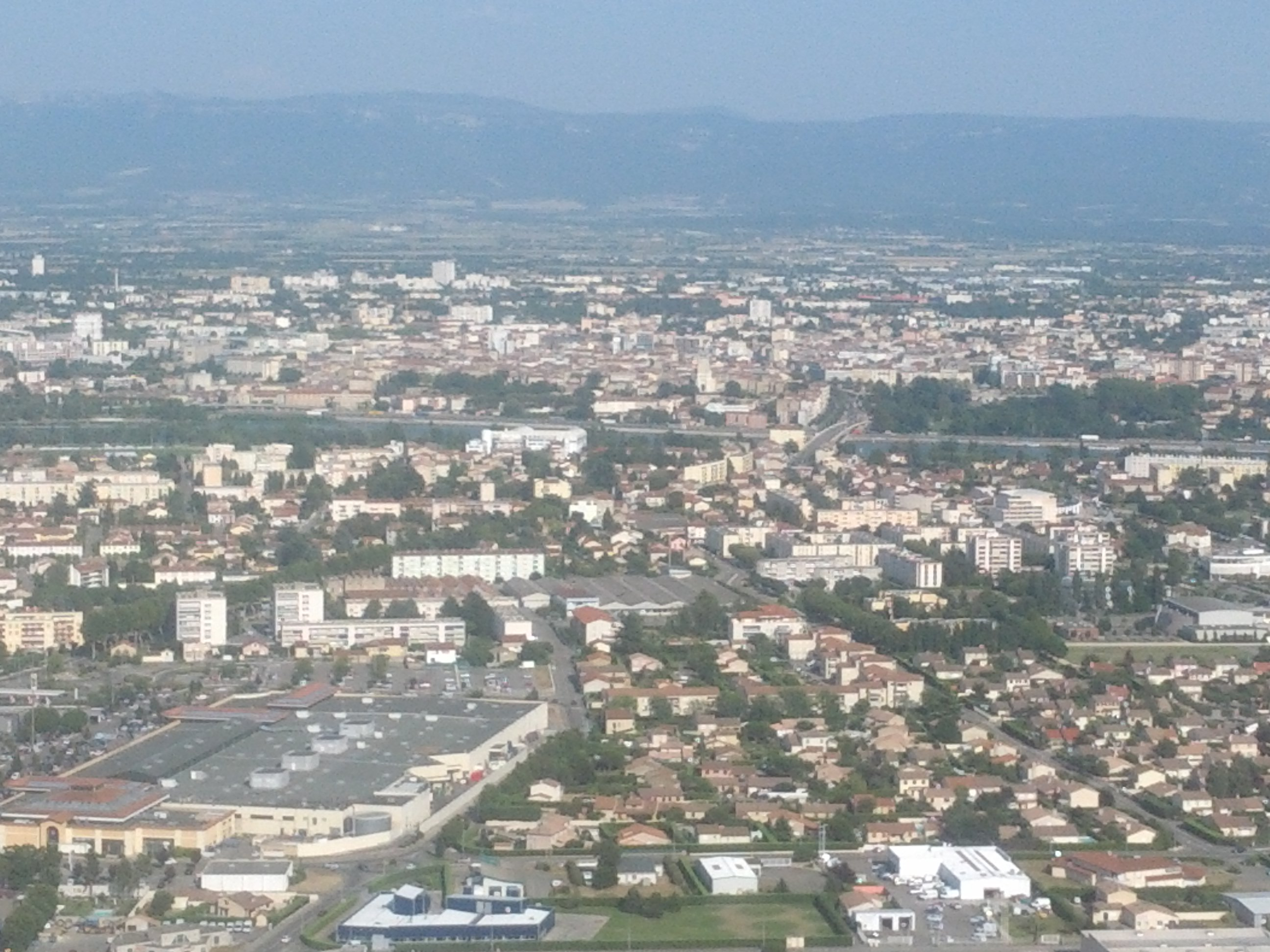
Vue rapprochée de la commune de Guilherand-Granges au premier plan et le centre-ville de Valence au second plan, depuis la colline de Crussol.

Les grands projets de la municipalité ne concernent encore que le centre-ville, même s'ils ont le mérite de s'attaquer aux trois terrasses qui jalonnent la ville : la première terrasse concerne le secteur de Valence-Le-Haut (quartiers du Plan et de Fontbarlettes), la deuxième concerne les secteurs de Valence-Centre et Valence-Sud, et la troisième les berges du Rhône.
L'un des plus grands projets de la ville est la reconquête des berges, défigurées par le passage de l'autoroute A7 sur 1,4 kilomètre. Quand il était maire de Valence, le député Patrick Labaune (UMP) avait défendu un contournement Est de la voie. L'élu préconise donc un "effacement de l'A7", concrètement un enfouissement de l'autoroute en tranchées semi-couvertes. Le projet aurait été validé par la société des Autoroutes du Sud de la France (ASF), mais le maire se refuse pour l'instant à donner un prix, qui avoisinerait les 500 millions d'euros selon les experts,.
D'autres projets seront lancés pour créer sur les berges une boucle verte longue de 24 kilomètres sur les communes de Valence et Bourg-lès-Valence. Outre une rénovation des infrastructures touristiques sur le site de l'Épervière, la ville veut transformer le quartier des îles en écoquartier, avec des logements à énergie positive. Ce projet pourrait engendrer la suppression des jardins familiaux se situant à cet endroit. Cependant, il existe une partie constructible et les jardins seront réinstallés sur des terres fertiles du plateau de Lautagne.
À l'instar du quartier des îles, un nouveau quartier est prévu à la construction dans le sud de la ville sur les friches industrielles du secteur Hugo-Provence, en lieu et place de l'ancien bâtiment Cime (détruit en 2013), avec la construction de 200 logements (moitié sociaux, moitié privés), des commerces et un hôtel. Une première partie devrait être livrée avant 2015.
Un des enjeux majeurs de la municipalité est le désenclavement du secteur de Valence-Le-Haut, qui fait l'objet d'un programme de renouvellement urbain de 117 millions d'euros, cofinancé par la ville et l'Agence nationale pour la rénovation urbaine (ANRU). Il comprend la démolition de 417 logements dans les quartiers populaires du Plan et de Fontbarlettes et leur reconstruction d'ici à la fin 2014 dans l'ensemble de la ville. Le projet inclut également un désenclavement et une connexion de ces quartiers au reste de la ville. Des espaces publics partagés seront créés sur les boulevards Roosevelt et Kennedy.
D'un coût estimé à 100 millions d'euros, le dernier grand projet porté par la ville concerne la création d'une Cité des sports et de la culture sur l'ancienne friche militaire du quartier de Latour Maubourg. Celle-ci accueillera la nouvelle piscine Jean-Pommier, une salle d'exposition municipale, un pôle média avec les sièges de la radio France Bleu Drôme Ardèche et du journal Le Dauphiné libéré, et enfin un pôle d'enseignement supérieur. Les bâtiments rénovés abriteront une maison de l'étudiant, l'école privée Maestris, l'école d'infirmières et l'École supérieure d'art et design de Valence (ESAD), qui vient de créer un établissement public de coopération culturelle avec celle de Grenoble. Outre l'espace de la friche, la ville disposera en 2015 du terrain libéré par le déménagement de la maison d'arrêt. Elle a aussi lancé une étude pour implanter aux alentours un nouveau palais des congrès.
Enfin, de nombreux projets à vocation économique verront le jour sur la commune de Valence d’ici à 2020, dont une Cité de la gastronomie, un Centre aqualudique et l'aménagement d'un parc sur le site de l’Épervière, une halte fluviale pour les bateaux de croisière à hauteur du parc Jouvet.

### Voies de communication et transports

#### Réseau routier

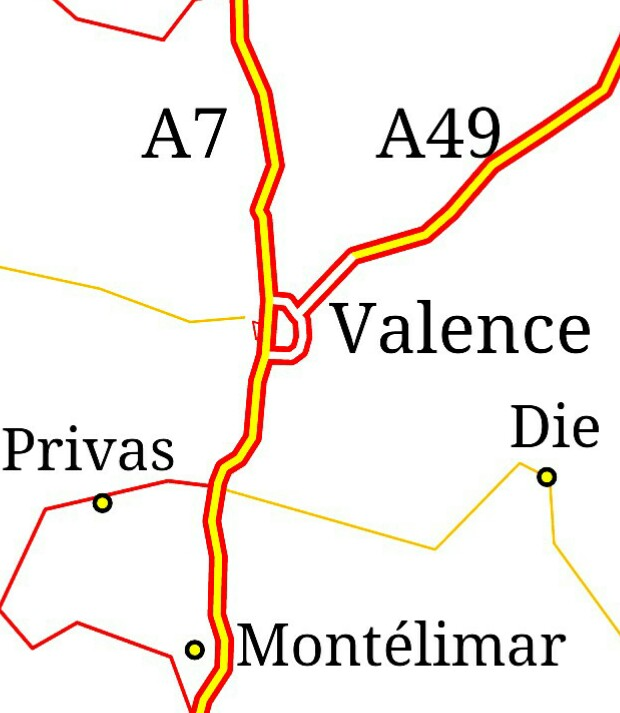
Situation des autoroutes A7 et A49 à Valence.

La ville occupe une position-clef, au centre de la vallée du Rhône. Située sur un carrefour important de réseaux routiers, elle est notamment connue pour être un point de passage (cf. l'Aire d'autoroute de Valence) des vacanciers qui se dirigent vers la Côte d'Azur. L'autoroute A7 (communément appelée l'autoroute du soleil) la relie à Lyon (100 km au nord), à Avignon (120 km au sud), puis à Marseille (220 km au sud). L'autoroute A49 la relie à Grenoble (95 km au nord-est) via la route nationale 532 (RN 532). L'autoroute A41 la relie à la Savoie (Chambéry et Annecy ; respectivement à 158 km et 206 km au nord-est) via l'A49.
Les relations avec les villes du Massif central sont plus difficiles : les routes sont très sinueuses et peuvent être inaccessibles en hiver à cause de la neige. Par exemple, l'itinéraire le plus court pour accéder à Saint-Étienne passe par le col de la République (ex-RN 82) à 1 161 m d'altitude ; Clermont-Ferrand, la capitale de la région Auvergne, est à 260 km au nord-ouest via l'A7 et l'A89 ; Le Puy-en-Velay est à 113 km à l'ouest par les routes départementales D533 (via le pont Frédéric-Mistral) et D15.

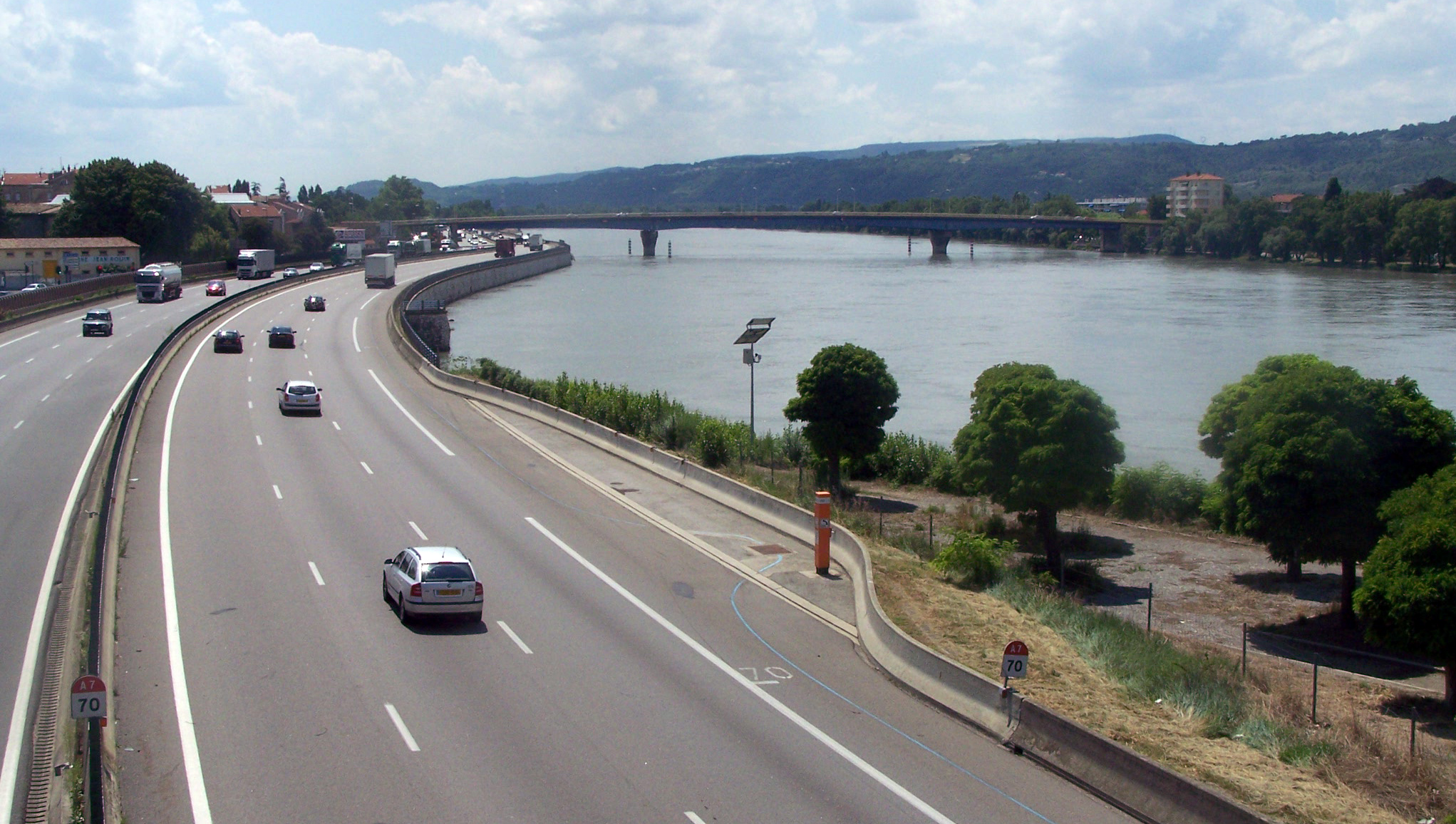
L'A7 longeant le Rhône en direction du sud à hauteur du centre de Valence.

D'une longueur totale de 996 km, la route nationale 7 (RN 7) était la plus longue des routes nationales de France. Avant son déclassement partiel, elle reliait Paris à Menton en passant par Valence et la vallée du Rhône. L'itinéraire de la RN 7 traversait la ville du nord au sud en passant par les grands boulevards (dans le centre-ville de Valence) et par ce qui est aujourd'hui l'avenue Victor-Hugo, en direction du sud. À Valence se situe une récente et substantielle modification du tracé. Alors que l'itinéraire de la RN 7 était plus ou moins coincé entre le Rhône, l'autoroute A7 et la ville, l'achèvement du lien RN 7 Nord – RN 532 sur le tronçon nord du périphérique valentinois (sur la commune de Bourg-lès-Valence), permit de finaliser le contournement intégral de la ville de Valence en 2 × 2 voies, formant ainsi une demi-boucle du nord au sud en passant par l'est. Il s'est ensuivi un changement de tracé de la RN 7 qui passe désormais par le périphérique, incorporant au passage la RN 532. L'ancienne traversée datant de 1981 a été renumérotée RN 2007 avant d'être déclassée en 2006 en D2007N. Il s'agit de la dernière rectification de tracé d'importance survenue avant la réforme de 2005.
Quatorze routes départementales drômoises et ardèchoises convergent vers la ville de Valence et traversent son territoire : D7, D67, D68, D96, D111, D119, D171, D176, D261, D533, D534N, D538A, D632 et D2007N.

##### Projet d'enfouissement de l'A7
À Valence, l'autoroute A7 longe le Rhône et traverse donc la ville en la coupant du fleuve. Un projet d'enfouissement de l'autoroute à hauteur du centre de Valence est à l'étude.
La ville de Valence a été coupée de son fleuve lors de la construction de l’autoroute A7 dans la première moitié des années 1960. L’idée est née d’enfouir l'axe rapide en tranchées semi-couvertes sur une distance d'environ 1,5 km. Ce projet d’enfouissement de l’autoroute devrait rendre les berges du Rhône accessibles aux Valentinois. Les études menées devront permettre de se prononcer sur la longueur exacte d'autoroute à traiter, les choix techniques et le coût financier. Selon une étude préliminaire, les coûts du chantier devraient culminer à hauteur de 500 millions d'euros, dont les dépenses seront partagées entre l'État, la société Vinci Autoroutes, le département de la Drôme et la ville de Valence. Cependant, ce projet estimé trop coûteux par le maire Nicolas Daragon fut abandonné au profit d'une couverture partielle de l'autoroute aménagée en promenade à hauteur du parc Jouvet. Le projet de 40 millions d'euros est acté. Les différents financeurs sont tombés d'accord pour installer des murs anti-bruit et anti-pollution le long de l'autoroute à hauteur du centre de Valence.

##### Périphérique valentinois

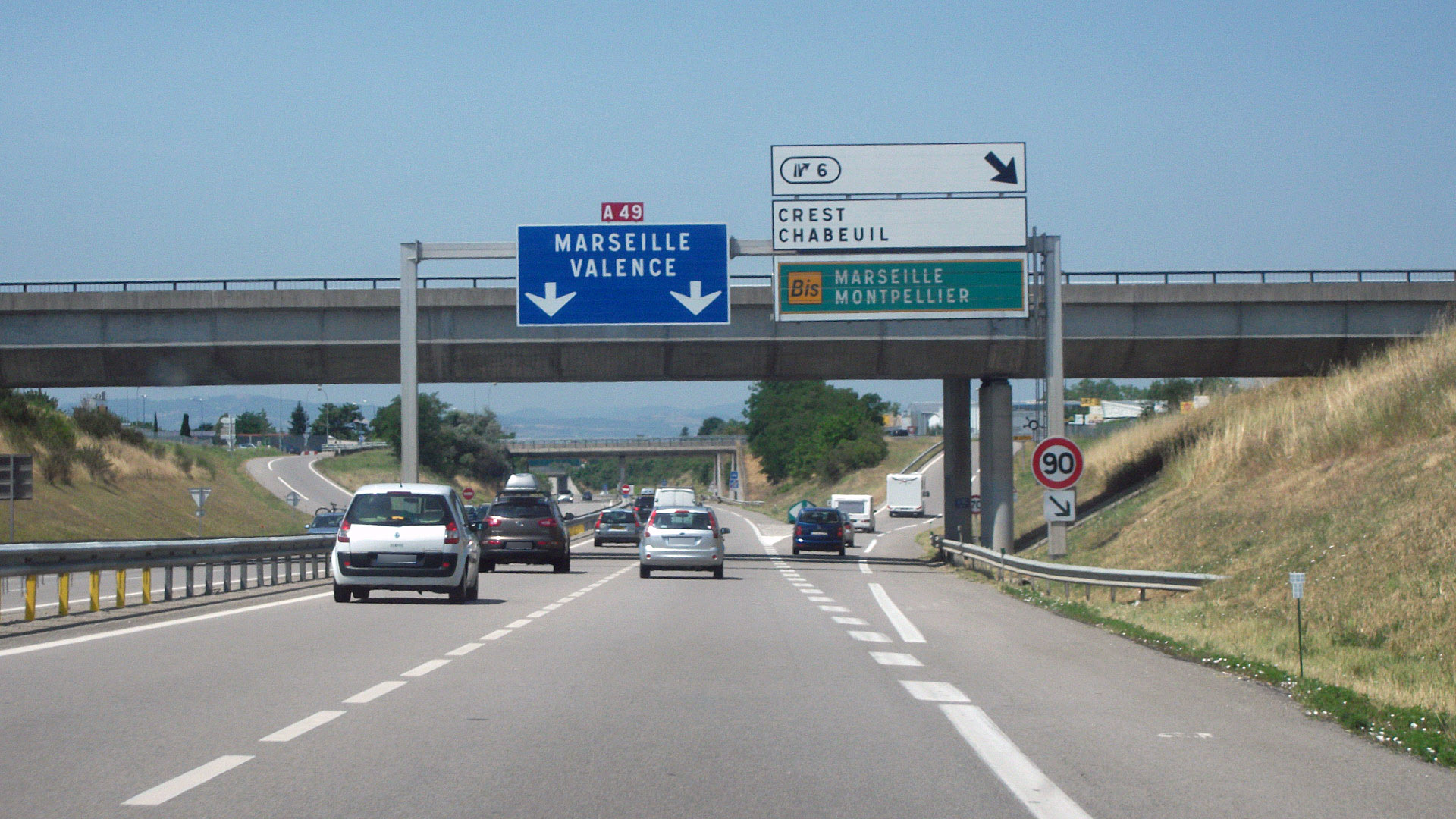
Entrée sur le périphérique de Valence (sur la RN 532) au sortir de l'autoroute A49.

Le périphérique de Valence est constitué de la route nationale 7 (reliée au nord et au sud par l'autoroute A7) et de la route nationale 532 (reliée au nord-est par l'autoroute A49), toutes deux en 2 × 2 voies. Il est situé sur les axes européens E15 (A7) et E713 (RN 532). La vitesse maximale est de 110 km/h.
Formant une demi-boucle, le périphérique de Valence fait une longueur totale de 28,5 km et relie la commune de Bourg-lès-Valence au nord (à hauteur du péage de Valence-Nord) au quartier valentinois de Hugo-Provence au sud (à hauteur du péage de Valence-Sud), contournant ainsi la majeure partie de la ville et assurant une desserte des communes de l'Est valentinois. Il permet également de rejoindre aisément la gare de Valence TGV et l'autoroute A49 au nord (par la RN 532) et l’aéroport de Valence-Chabeuil à l'est (par la RN 7). Le périphérique de Valence présente des caractéristiques autoroutières sauf en deux points singuliers. Le passage de l'autoroute A7 en plein centre-ville est l'héritage des années 1960 quand la ville tournait le dos à son fleuve. Elle est même doublée par une voirie urbaine, la D 2007N.
Des projets visant à former une boucle complète en reliant l'actuel périphérique à un contournement de l'ouest valentinois sur la rive droite du Rhône sont à l'étude. La rocade Est est de conception plus récente et elle assure la continuité de la RN 7, ce qui offre une alternative gratuite à l'A7. Cette section assure également le prolongement de l'autoroute A49 au droit de Valence. Un projet de dédoublement par les autoroutes A7 et A49 a été envisagé pour soulager le périphérique de son trafic de transit mais a été abandonné alors même que cet axe était concédé à la société des Autoroutes du Sud de la France (ASF) et que des acquisitions avaient été effectuées.
La rocade ouest s'esquisse progressivement et elle concerne directement le département de l'Ardèche. Elle se matérialise par un deuxième pont (Pont des Lônes) sur le Rhône (D 96 et D 534) qui vient soulager le pont Frédéric-Mistral situé en centre-ville. Cette rocade est amenée à se développer car elle se trouve en tronc commun avec la D 86, l'axe principal de la rive droite du Rhône. La déviation des communes de Guilherand-Granges, Saint-Péray et Cornas est programmée, ce qui garantit sa réalisation à l'horizon 2025. Il restera alors à construire un troisième pont sur le Rhône dans le nord de l'agglomération (à Bourg-lès-Valence) pour achever le périphérique valentinois qui formera alors une boucle complète : ce projet n'en est qu'au stade des études préliminaires et il semble qu'un passage sur l'actuel barrage de la CNR soit retenu afin d'en limiter le coût.

#### Les ponts de Valence
Un point de passage aurait pu exister à la hauteur du site de Valence dès l’époque protohistorique[réf. nécessaire].
Durant l'Antiquité, l'existence d'un pont assurant, comme à Vienne, la liaison entre les deux rives, semble vraisemblable[réf. nécessaire].

Dès 1388, le toponyme Pont Péri  « pont de pierre » est attesté dans un quartier de la basse ville, au bord du fleuve. L'historien André Blanc y aurait découvert des pilotis de chêne, peut-être en lien avec un embarcadère ; il mentionne également la « tour de Constance », sur la rive valentinoise, construction érigée en 407 par l'empereur romain Constance III et qui existait encore en 1802. Elle fut détruite à partir de 1803 lors de la construction du quai (Le Courrier de la Drôme et de l'Ardèche du 2 juillet 1833, page 1, colonne 3).
Durant les longues périodes où aucun pont n'était disponible, un bac à traille permettait de traverser le Rhône. Sur la rive droite, à Guilherand-Granges, une ancienne pile utilisée par ce bac est encore dressée.

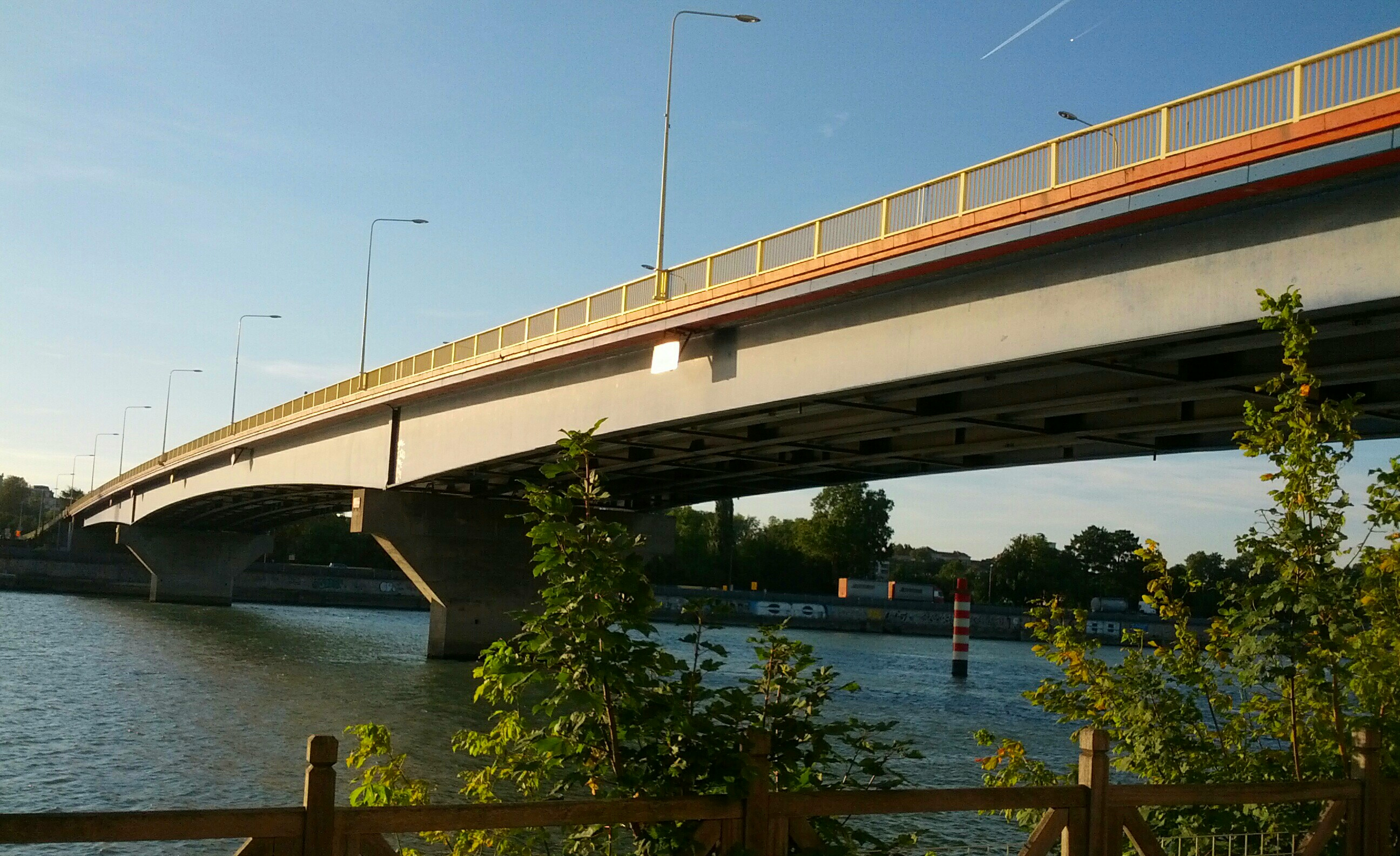
Depuis 1967, le pont Frédéric-Mistral remplace le pont en pierre de 1905.

Les différents ponts de Valence, par ordre chronologique, sont[réf. nécessaire] :
- La passerelle Seguin construite à partir de 1827 (deux ans après celle de Tain-Tournon qui fut la première passerelle de ce type installée en France) et ouverte à la circulation en 1830.
- Le pont en pierre, datant de 1905, fut détruit le 19 juin 1940 par le Génie français afin de ralentir l'avancée des troupes allemandes. Dès août 1940, le Rhône est à nouveau franchissable en barque puis par un bac à traille. * Un pont provisoire de type Pigeaud[39] est ensuite installé par le Génie. Ce pont fut à nouveau endommagé le 18 août 1944 lors d'un bombardement des forces alliées[40].
- Une passerelle suspendue provisoire est installée en 1949. Elle fonctionnera jusqu'en 1967.
- Le pont Frédéric-Mistral est achevé en 1967 et remplace le pont de 1905. D'une longueur totale de 522 m, il enjambe le Rhône et relie Valence (Drôme) a la commune de Guilherand-Granges (Ardèche). Il s'agit de l'un des ponts les plus importants de Drôme/Ardèche en termes de fréquentation.
- Le pont des Lônes permet une liaison entre l'Ardèche et la Drôme. Long de 526 m, il est inauguré le 18 décembre 2004. Il se trouve dans le sud de Valence (quartier de Chantecouriol) ; il est le « deuxième pont » de la ville, longtemps attendu par les habitants de l'agglomération pour atténuer les problèmes de circulation entre les deux rives du Rhône (en effet, de nombreux Ardéchois travaillent en région valentinoise). Il relie la commune de Soyons (Ardèche) aux quartiers sud de Valence ; il offre également un accès direct au périphérique valentinois ainsi qu'au péage de Valence-Sud (côté drômois).

#### Transports en commun

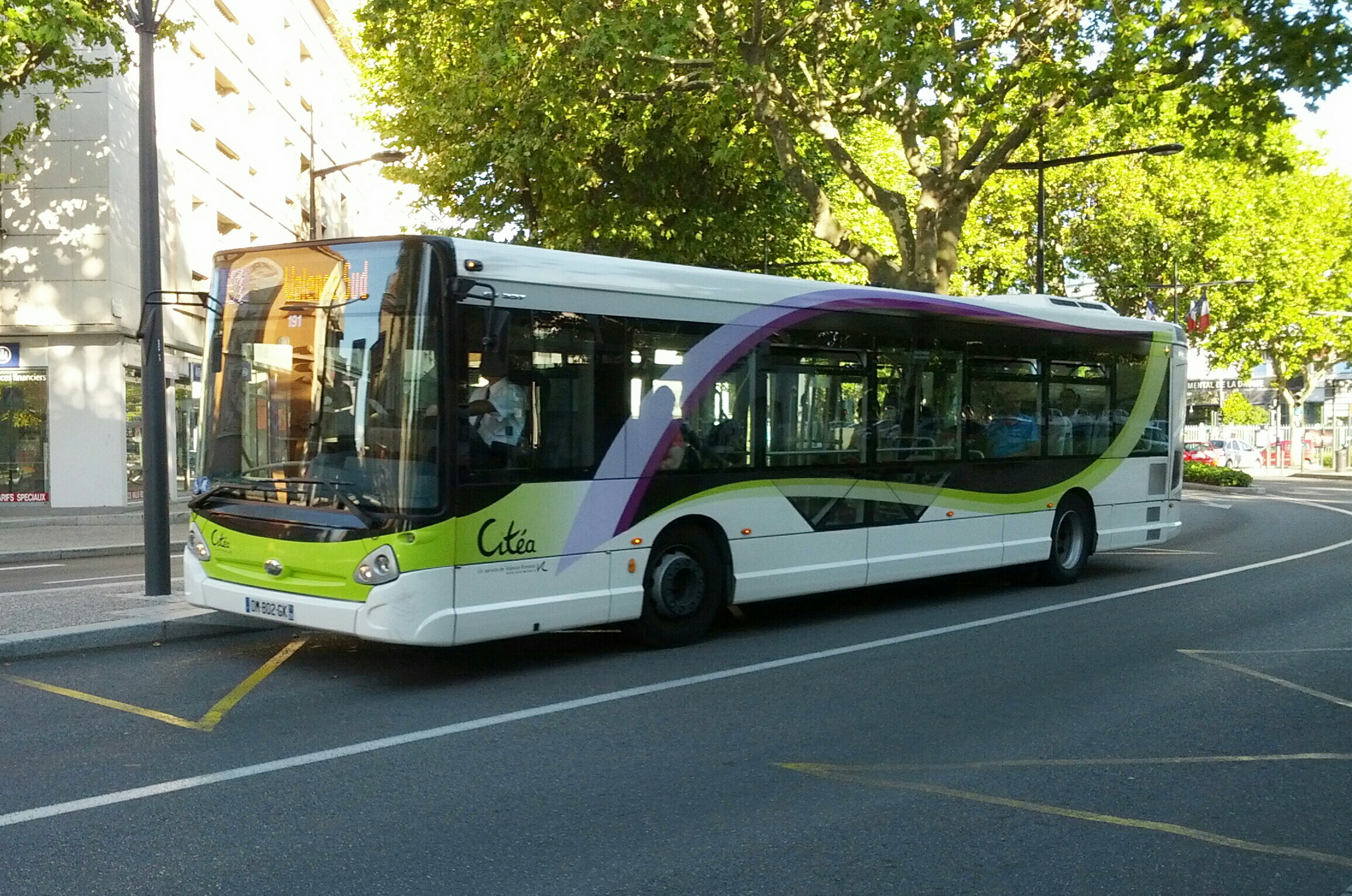
Un bus de la Citéa à l'arrêt Turin près de la préfecture.

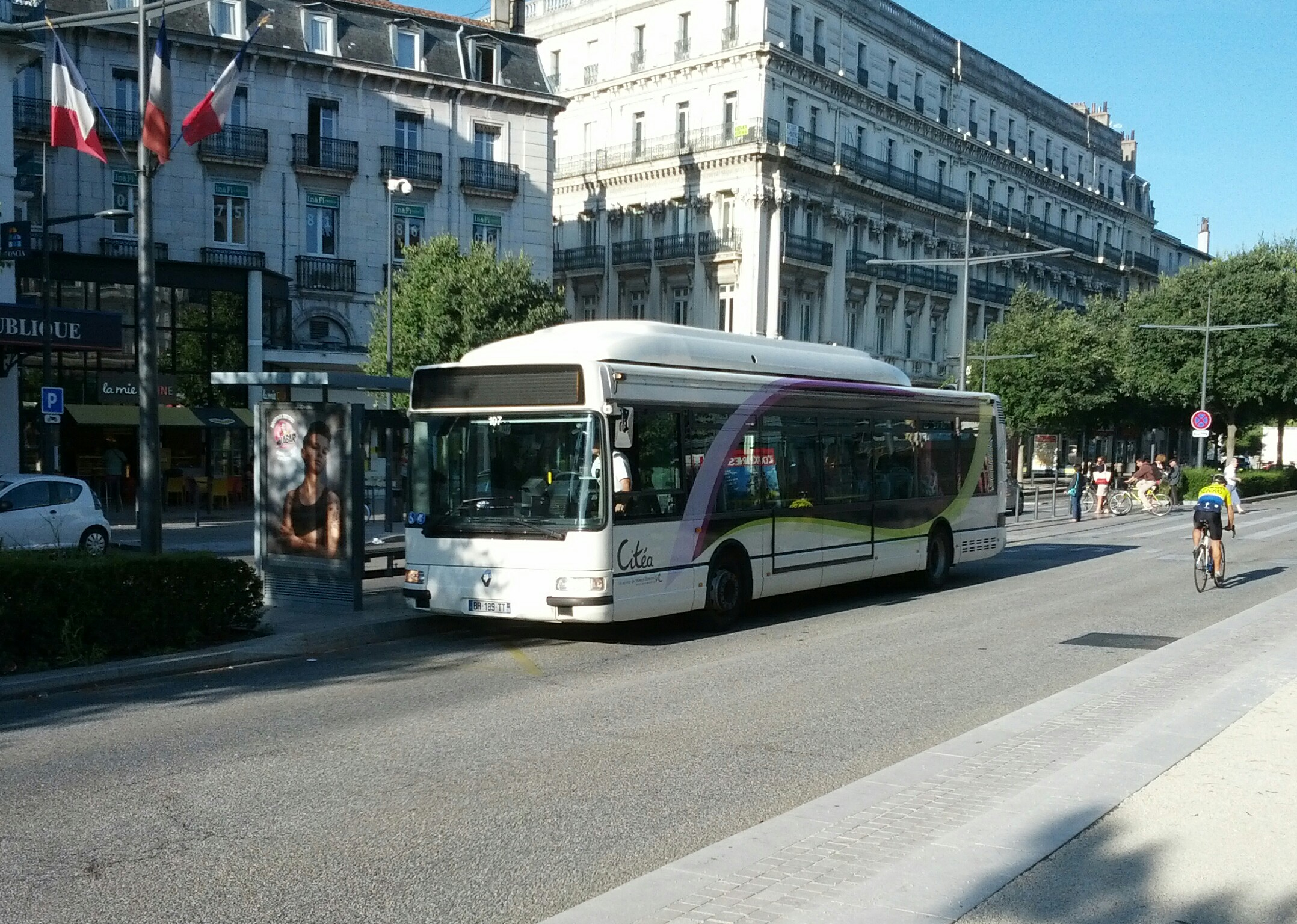
Un bus de la Citéa à l'arrêt République sur l'avenue Gambetta.

Dans la région existe un réseau de bus appelé « Citéa » qui couvre l'agglomération valentinoise (située à cheval sur les départements de la Drôme et de l'Ardèche) et l'agglomération romano-péageoise (à 20 km au nord de Valence). Étant donné de la grande étendue du réseau, ce dernier se divise en deux secteurs (ou régions), celui de Valence et celui de Romans-sur-Isère.
Appartenant à l'autorité organisatrice de la mobilité (AOM) connue sous le nom de Valence Romans Déplacements (VRD), le réseau Citéa est contrôlé par la communauté d'agglomération de Valence Romans Agglo et son exploitation est confiée au groupe Transdev (pour la région valentinoise) depuis 2012 (juillet 2006 pour l'ancien réseau CTAV).
Le territoire couvert par le réseau représente 1 037 km2. Il est composé de 64 communes situées dans et autour des agglomérations de Valence et Romans-sur-Isère et est habité par près de 220 000 personnes. Quatrième réseau urbain de l'ancienne région Rhône-Alpes, il possède 29 lignes régulières (dont 16 à Valence), plus de 200 arrêts et une flotte d'environ 276 véhicules (bus urbains et cars InterCitéa compris).
La carte OùRA! est un titre de transport qui consiste en une carte à puce qui permet non seulement de voyager sur tout le réseau Citéa (en chargeant ses titres de transports), mais aussi de combiner ses déplacements avec d'autres modes de transport de la région comme les TER Auvergne-Rhône-Alpes (Train Express Régional), les cars Région Express, les réseaux de transport en commun de Saint-Étienne (STAS), Grenoble (TAG) ou Lyon (TCL), ou encore de louer un vélo en libre-service.

#### Transport ferroviaire

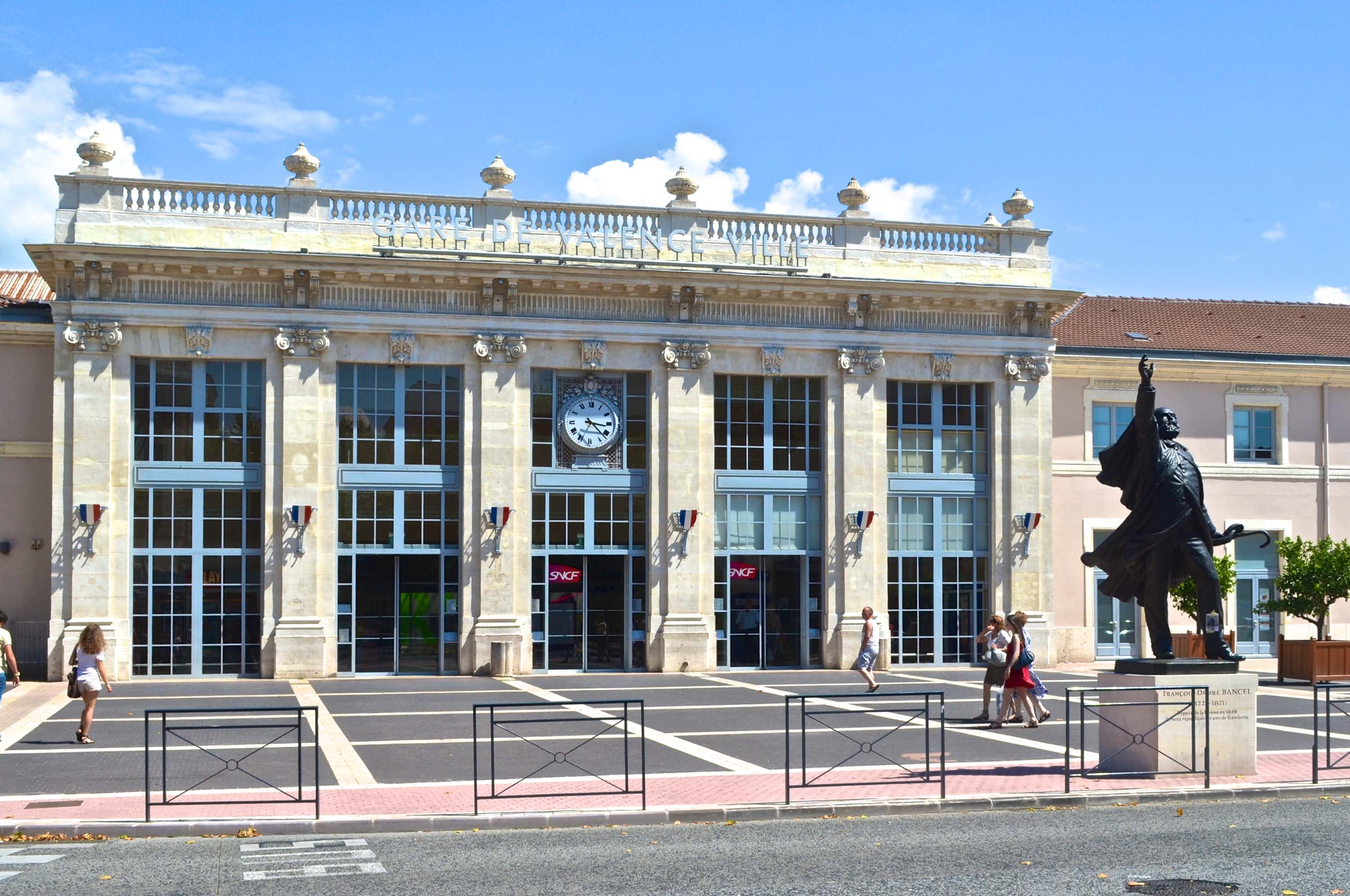
Façade de la gare de Valence-Ville et statue de François-Désiré Bancel.

Mise en service en 1865, le rôle de la gare de Valence-Ville s'est recentré sur les transports régionaux depuis la mise en service de la gare de Valence TGV (en forme longue Valence TGV Rhône-Alpes Sud). Elle est le point de départ des trains en direction de Grenoble, Chambéry, Annecy et Genève. La gare de Valence-Ville était également l'origine de la relation qui dessert Livron, Crest, Die, Veynes - Dévoluy, Gap, Embrun et Briançon. Le bâtiment voyageurs de la gare de Valence-Ville a été mis en service en avril 1866. Il a été conçu par Louis-Jules Bouchot, architecte de Napoléon III. La façade du corps principal, en pierre de taille, s'inspire du Petit Trianon de Versailles. La façade principale sur rue du pavillon central fait l’objet d’une inscription au titre des monuments historiques depuis le 11 octobre 1982.

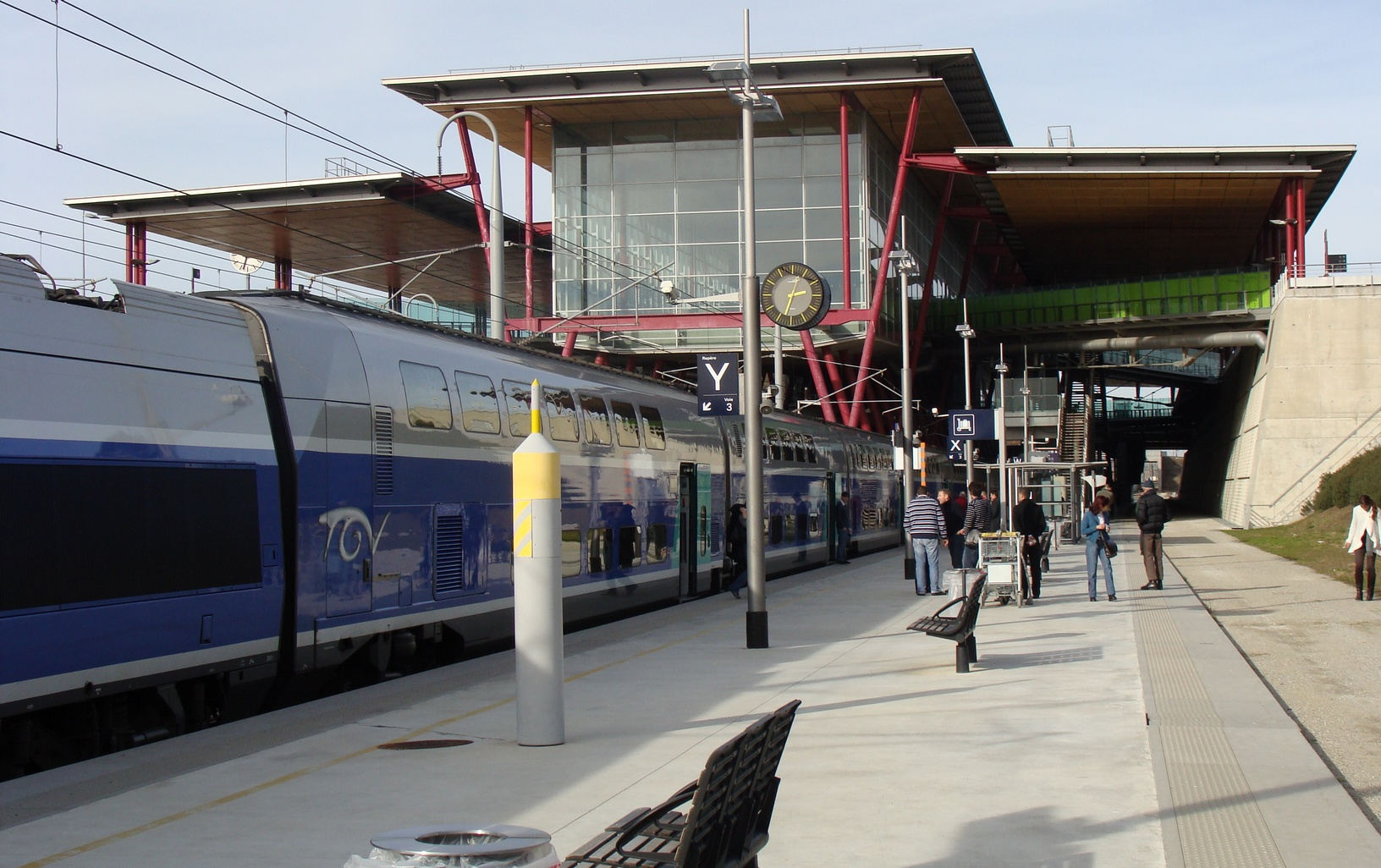
Train en gare de Valence TGV.

La gare de Valence TGV, sur la ligne LGV Méditerranée, est située à 11 km au nord-est du centre-ville. Avant la mise en service de cette gare, une quarantaine de TGV s'arrêtaient en gare de Valence-Ville, permettant par exemple de rejoindre Paris en 2 h 36. À l'ouverture de la gare TGV le 10 juin 2001, une desserte de cinquante TGV par jour était prévue, 8 TGV continuant de desservir Valence-Ville. La gare de Valence TGV est régulièrement reliée à 35 villes importantes, dont Paris, Marseille, Lyon, Toulouse, Lille, Nice, Montpellier, Nantes, Le Havre, Reims, Avignon, Besançon, Strasbourg, Dijon et Bruxelles. La gare de Valence TGV est l'une des plus grandes gares TGV de France pour des liaisons nationales et européennes express avec plus de 3 millions de voyageurs (en 2014) à 2h15 de Paris, 1h05 de Marseille et 35 min de Lyon.
En 2003, 60 TGV quotidiens ont desservi la gare, pour 1,8 million de voyageurs.
En 2008, la gare était desservie par 58 TGV quotidiens, transportant 2,2 millions de voyageurs.

#### Transport fluvial
Le port de plaisance de l'Épervière comporte 478 postes d’amarrage : il s'agit du 1er port fluvial de France. Bâti en 1973, à l'initiative de la Chambre de commerce et d'industrie de la Drôme (CCI de la Drôme), autour d'un bassin de 44 000 m2, il est inclus dans un site d'agrément de 17 hectares. La qualité des services proposés ont permis l'obtention du Pavillon Bleu d'Europe, en 2005.
Créé en 1978 et exploité par la CCI de la Drôme, le port fluvial de commerce de la Drôme (appelé le plus souvent Port de Valence) est situé pour sa part sur le territoire de la commune de Portes-lès-Valence, juste au sud de la ville de Valence. Il s'étend sur 41 hectares et possède outre le port lui-même, une zone industrielle, 9 hectares de zone d'entrepôts, notamment douaniers, un terminal céréalier, un pôle « Bois », et des hangars de stockage (7 600 m2 tous produits). Son implantation stratégique sur le Rhône (au cœur de la région Auvergne-Rhône-Alpes, à proximité de l’Isère, de la Savoie et de la Suisse) lui permet de desservir les pays du bassin méditerranéen et du Proche-Orient. Courant juillet 2013, la Compagnie nationale du Rhône (CNR) a lancé une campagne de travaux d'une valeur de 14 millions d'euros pour développer le port afin d'en faire un lieu d'échange de niveau européen.
Les crues du Rhône ont longtemps été un obstacle au développement d’infrastructures portuaires à Valence. Au Moyen Âge, deux zones de trafic fluvial sont mentionnées en basse-ville, le « grand portalet » et « le portalet du sel ». Au XIXe siècle, la technique de halage est remplacée peu à peu par les grands porteurs et remorqueurs à vapeur. En aval du pont Seguin se développe alors le grand port de Valence, mais le trafic fluvial décline au profit du transport ferroviaire, jusqu’en 1958 qui marque le coup d’arrêt des activités fluviales de la ville.

#### Transport aérien
L'aéroport de Valence-Chabeuil, situé sur la commune de Chabeuil (juste à l'est de Valence), est co-géré par le conseil général de la Drôme et la Chambre de commerce et d'industrie de la Drôme. Il est ouvert au trafic national commercial, aux avions privés, aux IFR et aux VFR mais n'accueille plus de ligne régulière depuis l'arrêt de la ligne Valence-Paris[Quand ?], qui fonctionnait depuis 1969.
L'aéroport dispose de trois pistes : une en béton de 2 100 mètres, et deux en herbe, de 1 300 mètres et 440 mètres. L'aérogare de 530 m2 dispose de deux passerelles d'accès aux avions. L'aire de stationnement des avions est de 16 000 m2. Les passagers ont à leur disposition un parking de 150 places, et une zone hôtelière. Un aéro-club, ainsi qu'une agence de location d'hélicoptères sont installés sur l'aéroport.
L'aéroport de Grenoble-Isère se trouve à 80 km au nord-est de Valence par l'A49 et propose des vols à destination de plusieurs grandes villes européennes dont Barcelone, Dublin, Rotterdam et Varsovie. L'aéroport de Lyon-Saint-Exupéry se trouve à 114 km au nord de Valence par l'A7 et propose des vols internationaux. L'aéroport est considéré comme le deuxième aéroport de province après l'aéroport de Nice-Côte d'Azur et relie Lyon à la plupart des capitales et des grandes métropoles européennes. Plus d'une centaine de villes sont reliées une ou plusieurs fois par semaine, certaines jusqu'à cinq fois par jour, comme Londres. En 2013, l'aéroport de Lyon-Saint-Exupéry a traité plus de 8,5 millions de passagers.

#### Vélos en libre-service

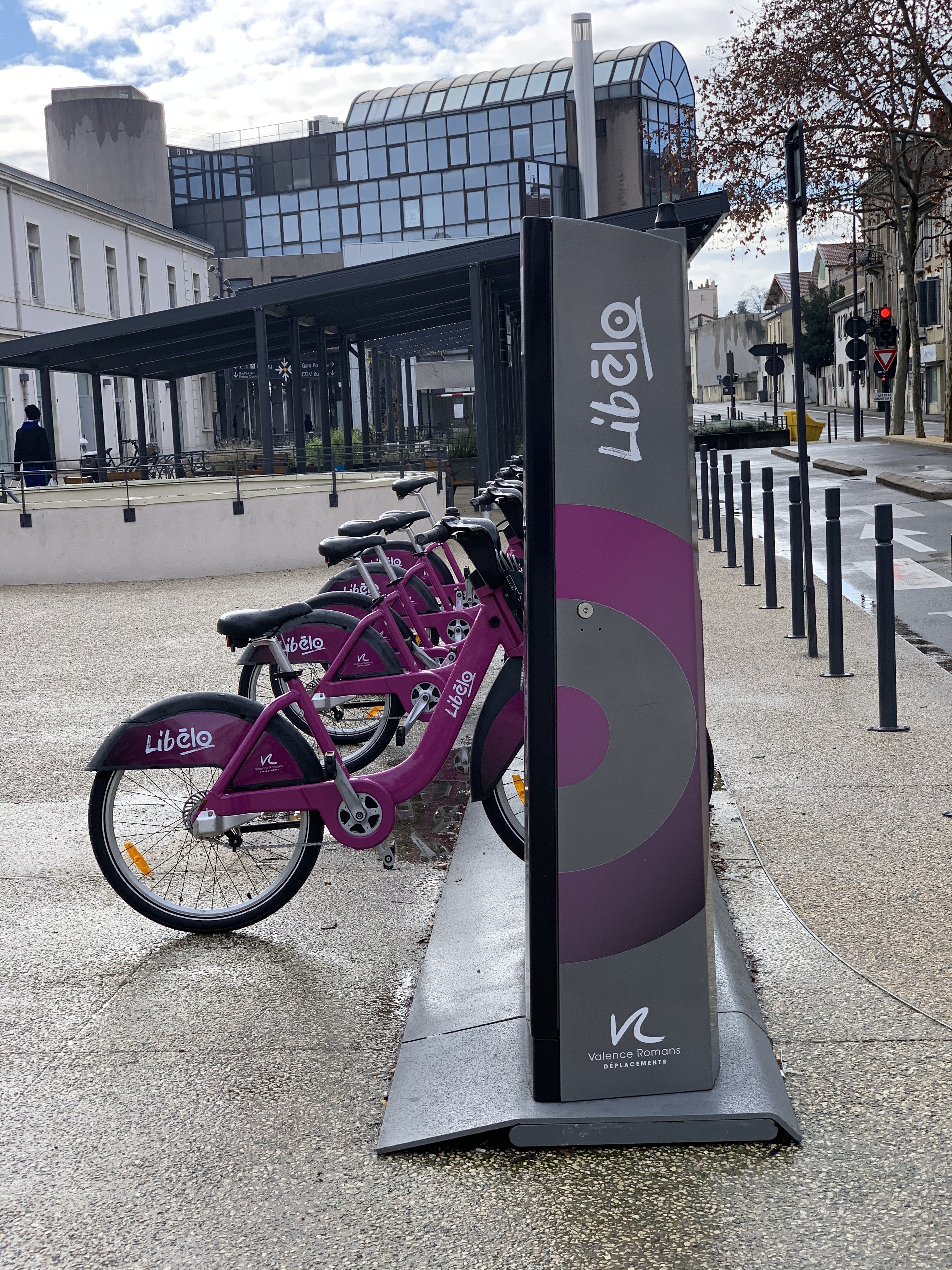
Station de vélos Libélo, devant la gare de Valence-Ville.

Depuis le 28 mars 2010, la ville possède un système de vélocation en libre service et en location longue durée appelé Libélo. Il comprend 160 vélos sur le concept Smoove key répartis sur 18 puis 20 stations et 200 vélos en location longue durée sur Valence et Bourg-lès-Valence. La ville de Valence compte près de 120 km de voies cyclables sur son territoire.
Contrairement à la plupart des autres systèmes de vélos en libre-service, sa gestion n'est pas déléguée à une entreprise, ni liée à un marché de publicité mais assurée par la société des transports de Valence (filiale de Transdev) en partenariat avec le réseau de transports en commun Citéa.

### Risques naturels et technologiques

#### Risques sismiques

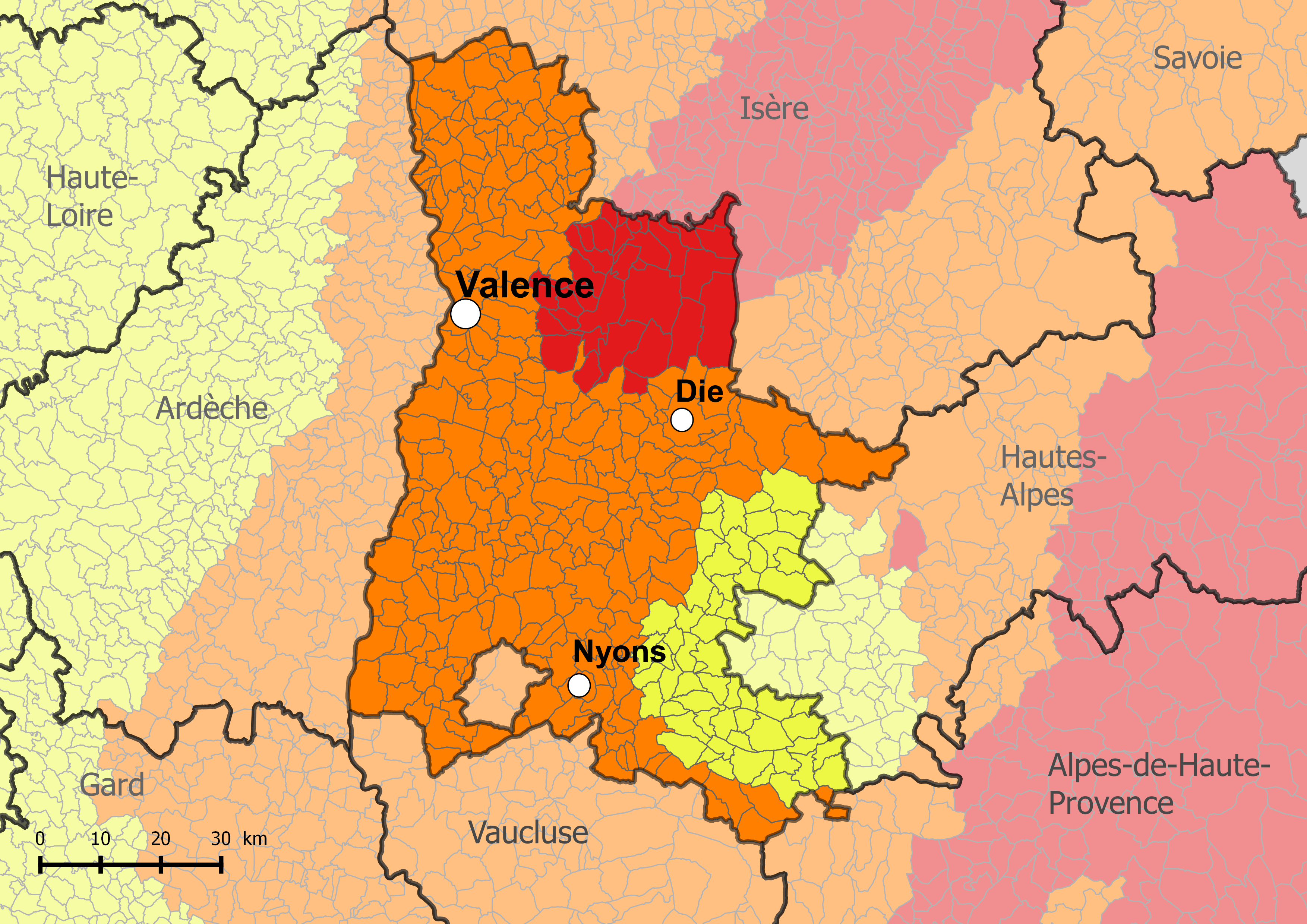
Carte des zones de sismicité de la Drôme

L'ensemble du territoire de la commune de Valence est situé en zone de sismicité n°3 (sur une échelle de 1 à 5), comme l'ensemble des communes situées dans la plaine de Valence et la vallée du Rhône,.
| Type de zone | Niveau            | Définitions (bâtiment à risque normal) |
| ------------ | ----------------- | -------------------------------------- |
| Zone 3       | Sismicité modérée | accélération = 1,1 m/s2                |

## Toponymie
En vivaro-alpin, le nom de la ville est Valença, Valènço en graphie mistralienne et Valinço en provençal local[réf. nécessaire].

### Attestations
- (non daté) : Valentia, sur une carte de la provincia romana[57].
- Vers 65 : in agro Cavarum, Valentia (Pline)[réf. nécessaire].
- Vers 125 : Julia Valentia (Ptolémée, II, 10)[58].
- Fin du IIIe siècle : Valentia (Itinéraire d'Antonin)[réf. nécessaire].
- 333 : Valentia (Itinéraire de Bordeaux à Jérusalem)[réf. nécessaire].
- 374 : mention de l'évêque de Valence : episcopus Valentinensis (Labbe et Cossart, Concilia, II, 904)[58].
- IVe siècle : Valentia (Table de Peutinger) et Ammien Marcellin)[réf. nécessaire].
- Ve siècle : civitas Valentinorum a Valente constructa (Notitia Galliarum, apud Bouquet, II, 10)[58].
- Milieu du Ve siècle : Valentina urbs (Sidoine Apollinaire)[59].
- 566 : Valentiam urbem (Gregorius Turonensis, IV, 45)[58].
- 585 : urbs Valentina (Concil. Valent., 976)[58].
- Xe siècle : mention du diocèse de Valence : in episcopatu Valentinensi (cartulaire de Romans, 61)[58].
- 1050 : apud Valentinam civitatem (cartulaire de Saint-Victor, 7)[58].
- 1060 : Valencia (cartulaire de Romans, 16 bis)[58].
- 1120 : Valentia (cartulaire de Saint-Victor, 809)[58].
- 1150 : mention de l'évêque et comte de Valence : episcopus et comes Valentinensis (cartulaire de Léoncel, 7)[58].
- 1158 : mention du chapitre de Valence : capitulum ecclesiae Valentinensis (Gall. christ., XVI, 105)[58].
- 1173 : mention du chapitre de Valence : capitulum Valentinense (cartulaire de Léoncel, 22)[58].
- 1178 : mention du chapitre Saint-Apollinaire de Valence : canonicis Sancti Apollinaris (cartulaire de Léoncel, 41)[58].
- 1189 : mention de l'évêque de Valence : episcopus Valentiae (cartulaire du Bourg-lès-Valence, 20)[58].
- 1190 : mention de l'évêque de Valence : episcopus Valentinus (petit cartulaire des dauphins, 30)[58].
- 1203 : Valenza (cartulaire des hospitaliers, 31)[58].
- 1283 : mention du chapitre Saint-Apollinaire de Valence : canonicis et clericis ecclesiae Sancti Appollinaris Valentiae (Gall. christ., XVI, 130)[58].
- 1294 : mention du diocèse de Valence : Valentinensis dyocesis (inventaire des dauphins, 61)[58].
- 1332 : mention du chapitre (Saint-Apollinaire) de Valence : canonicis Valentinenses (Gall. christ., XVI, 130)[58].
- 1374 : mention du couvent de dominicains : conventus fratrum predicatorum Valencie (cartulaire de Romans, II, 224)[58].
- 1374 : mention du couvent de cordeliers : conventus fratrum minorum Valencie (cartulaire de Romans, II, 224)[58].
- 1430 : mention du bailliage : judex curiae secularis Valentia (cartulaire du Bourg-lès-Valence, 135)[58].
- 1442 : civitas Valencie (choix de docum., 273)[58].
- XVe siècle : mention du chapitre (Saint-Apollinaire) de Valence : venerabilis ecclesia cathedrali Valentie cum membris (rôle de décimes)[58].
- 1450 : Valence sur le Rosne (J. Ollivier, Essais sur Valence, 320)[58].
- 1450 : Valentia secus Rhodanum (J. Ollivier, Essais sur Valence, 321)[58].
- 1601 : mention de l'université : universitas Valentinae (archives de la Drôme, D 1)[58].
- 1891 : Valence, commune, chef-lieu du département de la Drôme[58].

### Étymologie
Valence doit son nom au latin : Valentia, dérivé de valens, le participe présent du verbe valere, et signifierait « la vaillante », « la valeureuse », « la vigoureuse »,.

## Histoire
Note : le gentilé correspondant à Valence est Valentinois, mais le « Valentinois » désigne aussi une région géographique, historique et l'une des anciennes provinces de France ayant fait partie de la province du Dauphiné. Le comté puis duché de Valentinois n'avait pas Valence pour capitale car cette ville était la possession des comtes-évêques de Valence. Il y avait donc le comté de Valence (capitale Valence) et le comté de Valentinois bien séparé.

### Protohistoire

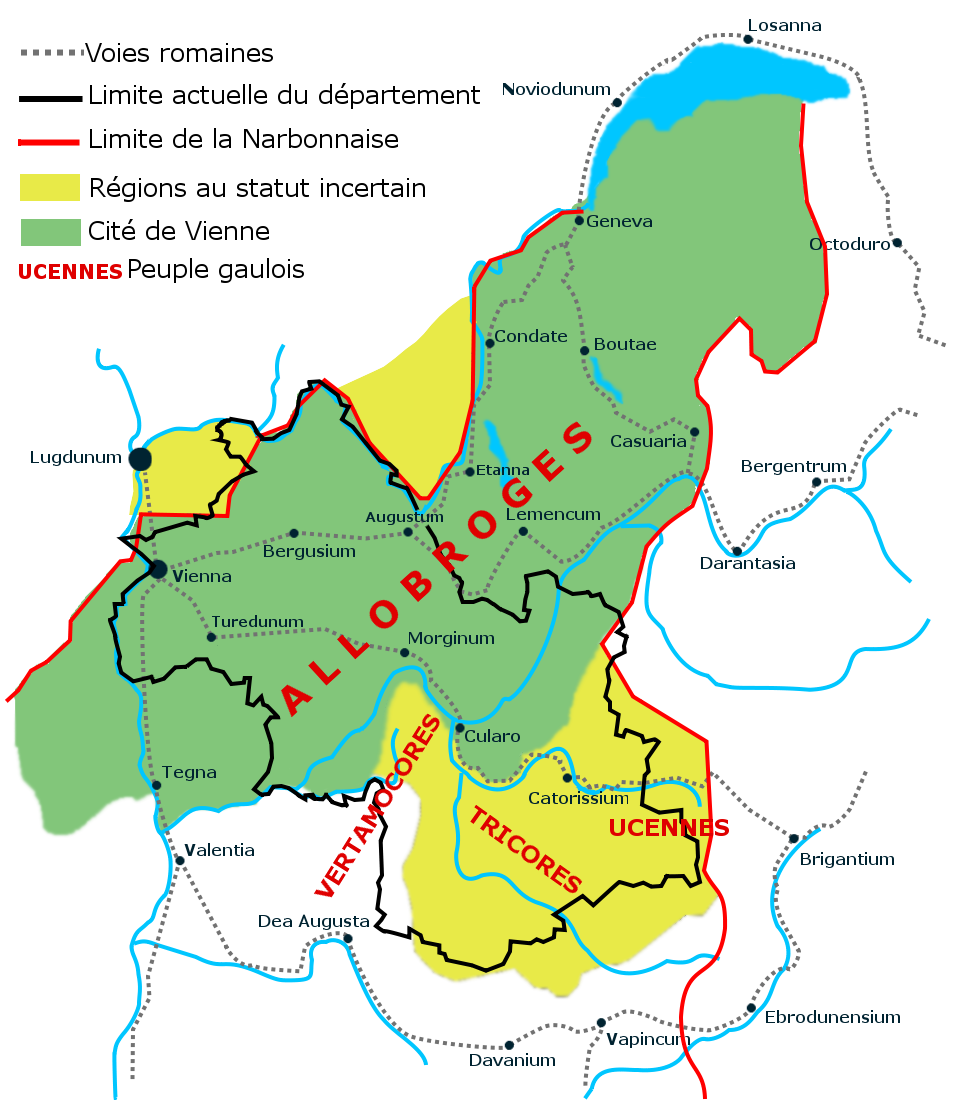
Territoire des Allobroges.

La cité de Massalia, depuis longtemps en bons termes avec Rome, lui avait demandé de l'aide contre les Salyens qui ravageaient son territoire. L'intervention des Romains, dès 125 avant notre ère, assura sa sécurité mais la guerre se poursuivit contre les Allobroges chez qui les dynastes salyens avaient trouvé refuge. En août 121, l'armée de Quintus Fabius Maximus les écrase lors de la bataille du confluent (sous-entendu, du Rhône et de l'Isère) selon Strabon (Géographie, IV, 1, 11)[réf. nécessaire].
Orose signale que Caius Marius, envoyé par Rome pour stopper les Cimbres et les Teutons, avait établi son camp non loin de la confluence entre le Rhône et l'Isère. Les fouilles menées sur la partie haute du plateau de Lautagne (à 2,5 km au sud du centre de Valence) ont révélé la présence de dispositifs d'ordre défensif datés du premier siècle avant notre ère. La fondation de la ville pourrait donc provenir d'un camp militaire romain.

### Antiquité: les Gallo-romains
La cité aurait été fondée entre 50 et 30 avant notre ère[réf. nécessaire]. La plus ancienne occupation reconnue à Valence ne remonterait pas avant la période augustéenne et plus précisément la fin du Ier siècle av. J.-C..
Même sous domination romaine, les Allobroges, établis au nord de l'Isère, se soulevèrent à plusieurs reprises contre Rome. Le dernier affrontement se déroule à Solonion identifié à l'actuelle commune de Soyons (Solo selon Tite-Live, Epitomé, 103) en 62 avant notre ère[réf. nécessaire].

#### Le choix du site
La conquête de la Gaule par Jules César fit du couloir rhodanien un axe de communication nord-sud essentiel, reliant les nouvelles possessions romaines à la mer Méditerranée. De nombreuses colonies y furent fondées, dont Valentia dans le territoire des Segovellaunes[réf. nécessaire].
La cité de Valentia fut établie sur une terrasse de la rive gauche du Rhône, à cinq kilomètres au sud du confluent de l’Isère et à une quinzaine de kilomètres de celui de la Drôme.
Cette situation géographique correspond au croisement de plusieurs voies de transport et de communications[réf. nécessaire] :
- la via Agrippa pour les échanges nord-sud le long du Rhône ;
- les axes est-ouest puisque les différents chemins qui traversaient la plaine en venant de la vallée de l'Isère et de celle de la Drôme (voie des Alpes) convergeaient vers la cité. Le Rhône se franchissait au niveau de Valence sur un bac, un gué ou un pont.

#### La cité antique
La ville de Valence, comme bon nombre de villes gallo-romaines, reçut un plan orthonormé. L'orientation du réseau urbain a successivement suivi les cadastres « A », inclinée à N-12°30E et « B », inclinée à N-23°E, repérés dans la plaine valentinoise.
Nous connaissons le decumanus de la cité grâce à la découverte d'une chaussée et d'un réseau d'égouts à quelques mètres au nord de la mairie.

Le cardo maximus du réseau urbain était la via Agrippa qui traversait la cité en ligne droite de la porte sud de la cité jusqu’à l'ancienne porte et tour d'Aïon, au nord de la ville, devenue par la suite « Tourdéon » (détruite aujourd'hui)[réf. nécessaire].
C'est le long de la via Agrippa que devait se situer le forum, sans doute bordé d'une basilique civile, de la curie, d'un temple, etc., dont on ignore l'emplacement exact[réf. nécessaire].
Au sud de l'emplacement présumé du forum, entre la rue du Théâtre et la rue Vernoux, furent mises au jour les ruines des thermes publics. L'alimentation en eau de cet établissement thermal, et plus généralement celle de toute la cité, se faisait grâce aux nombreuses sources à proximité. Le site même de Valence présente encore aujourd'hui un réseau important de ruisseaux et de canaux nés du trop-plein des nappes qui s'échappe en sources au pied des gradins, formant, à l'est, une ligne courbe depuis la source du Treuil jusqu'à la Fontaine des Malcontents, et près du Rhône et de la basse ville, une ligne quasi-parallèle au fleuve depuis la source Saint-Pierre jusqu'à la descente du boulevard Gambetta. Ainsi, dans le quartier de Chony (dans l'actuelle commune de Bourg-lès-Valence), ont été retrouvés des restes de canalisations ayant appartenu à l'aqueduc qui amenait à Valence les eaux de la source du Treuil[réf. nécessaire].
Tout autour de l’actuelle cathédrale Saint-Apollinaire furent découverts des fragments d’architecture appartenant sans doute à un grand temple[réf. nécessaire].
La cité possédait des établissements de spectacle :
- un cirque dont le lieu-dit quartier du Cire (Siry au Moyen Âge) aurait conservé le souvenir[réf. nécessaire] ;
- un amphithéâtre, soit au bord du Rhône, à l'extérieur de l'enceinte ou près de Porte Neuve[23] ;
- un théâtre, côte Sainte-Ursule : trois sondages ont permis de découvrir l'orchestra, des traces de grandes marches et de gros éléments de murs. Il était implanté en limite nord de la ville[23] ;
- un odéon dont la courbure serait matérialisée par la rue du Croissant[23]. En fait les soubassements d'un odéon ont été retrouvés lors des travaux du nouveau musée, sous la place des Ormeaux, et son contour est matérialisé au sol à l'entrée du musée[réf. nécessaire].

La cité fut ceinte d'un rempart dès le Haut-Empire. Cette enceinte aurait été mise en place entre l'an 15 avant notre ère et 15 de notre ère. Les fouilles menées en 1869 au sud de la vieille ville ont révélé l’existence d’une porte monumentale défendue par deux tours en saillie. La façade, ou tout au moins les piliers qui ont pu être observés lors des fouilles, était recouverte d’un grand appareil en pierre de molasse et ornée d’une frise de trophées militaires : boucliers, jambières et cuirasses[réf. nécessaire].
Des habitations se sont installées autour de la cité, en dehors des remparts[réf. nécessaire] :
- à l'est de la cité de Valentia, non loin de la voie des Alpes (en direction de Die et Gap), dans l'actuelle rue Faventines.
- à l'ouest, au quartier des Nonniers, sur la commune de Guilherand-Granges (rive droite du Rhône, face à Valence) : un pont ou un bac reliait les rives du fleuve.

Le port antique se situait peut-être sur le territoire de l'actuelle commune de Bourg-lès-Valence[réf. nécessaire].
De nombreuses tombes se pressaient à la sortie de la cité, le long des voies : plusieurs nécropoles ont été découvertes à l'est et au sud de la ville antique[réf. nécessaire].
Au cours des premiers siècles de notre ère, Valence devint un important carrefour routier présent sur les cartes et itinéraires et, au Bas Empire, cette cité conserva sa position privilégiée[réf. nécessaire].
Dès le IVe siècle, Valentia doit faire face à de nombreuses attaques[réf. nécessaire].
La cité conserve, à l'abri de son rempart, sa parure monumentale et rivalise, selon Ammien Marcellin (Histoires, XV, 11, 14), avec Arles et Vienne[réf. nécessaire].
À l’aube du Ve siècle, la cité vivait à l'abri du rempart érigé sous le Bas-Empire (construction encore visible au XIXe siècle).

Les Wisigoths s'emparent de Valence en 413 ; les Burgondes sont maîtres du bassin rhodanien à la fin du Ve siècle ; le Valentinois échoit au royaume franc en 533. Ces invasions successives effacèrent presque toute trace de romanisation[réf. nécessaire].
Durant cette période troublée, la ville aménagea au mieux son enceinte antique : les portes romaines furent murées, faisant ainsi disparaître les deux axes principaux de la cité et restructurant durablement le réseau urbain. Les habitants des campagnes s’installèrent sur les petits Monts de la plaine, donnant naissance à un grand nombre de villages : Montoison, Montmeyran, Montélier, Montvendre, Montéléger, etc.[réf. nécessaire].

### Moyen Âge (476-1453)
Vers 800, la cathédrale Saint-Estève (saint Étienne) est construite à la place du baptistère, avec un chœur orienté à l'ouest. Elle est construite symétriquement à l'église Saint-Jean-l'Évangéliste. Elle abritait de nombreuses reliques : celles des saints Apollinaire, Cyprien, Corneille, Félix, Fortunat, Achillée et un fragment de la Sainte-Croix.

Le quartier épiscopal comprenait également des logements pour les chanoines, regroupés autour d'une cour-cimetière, et une église ronde, Notre-Dame-la-Ronde.
Au début du IXe siècle, peut-être avant, la muraille romaine est surélevée avec des murs construits en galets. En 890, la veuve du roi de Provence Boson, fait couronner leur fils Louis III roi de Provence à Valence.
La région subit encore les razzias des Sarrazins à la fin du IXe et au Xe siècle.
En 1029, l'archevêque de Vienne, investit Guigues III dit « le Vieux » du comté de Viennois. Il appartient à la famille des comtes d'Albon, qui tient la région depuis quelques décennies, occupant fréquemment le comté et l'évêché de Valence.
Le Rhône est parfois présenté comme la frontière entre le royaume de France et le Saint-Empire romain germanique dont Valence fait partie, jusqu'au XVe siècle. En fait, c'est surtout un trait d'union entre les différents pays qui le bordent. L'évêché de Valence, tout comme le comté de Valentinois-Diois, s'étendent d'ailleurs sur les deux rives.

C'est un axe commercial important, notamment pour le sel dont la ville garde le souvenir dans le nom de la rue « Saunière », autrefois nom de l'une des quatre portes de Valence, celle qui donnait au sud.

La ville profite aussi de sa position à un point de changement du régime des vents dans la vallée du Rhône : au Moyen Âge, les bateaux remontaient le fleuve uniquement par halage au col, ou au sang (par des hommes). Au nord de Valence, la remontée pouvait se faire à la voile (mais pas toujours)[réf. nécessaire].

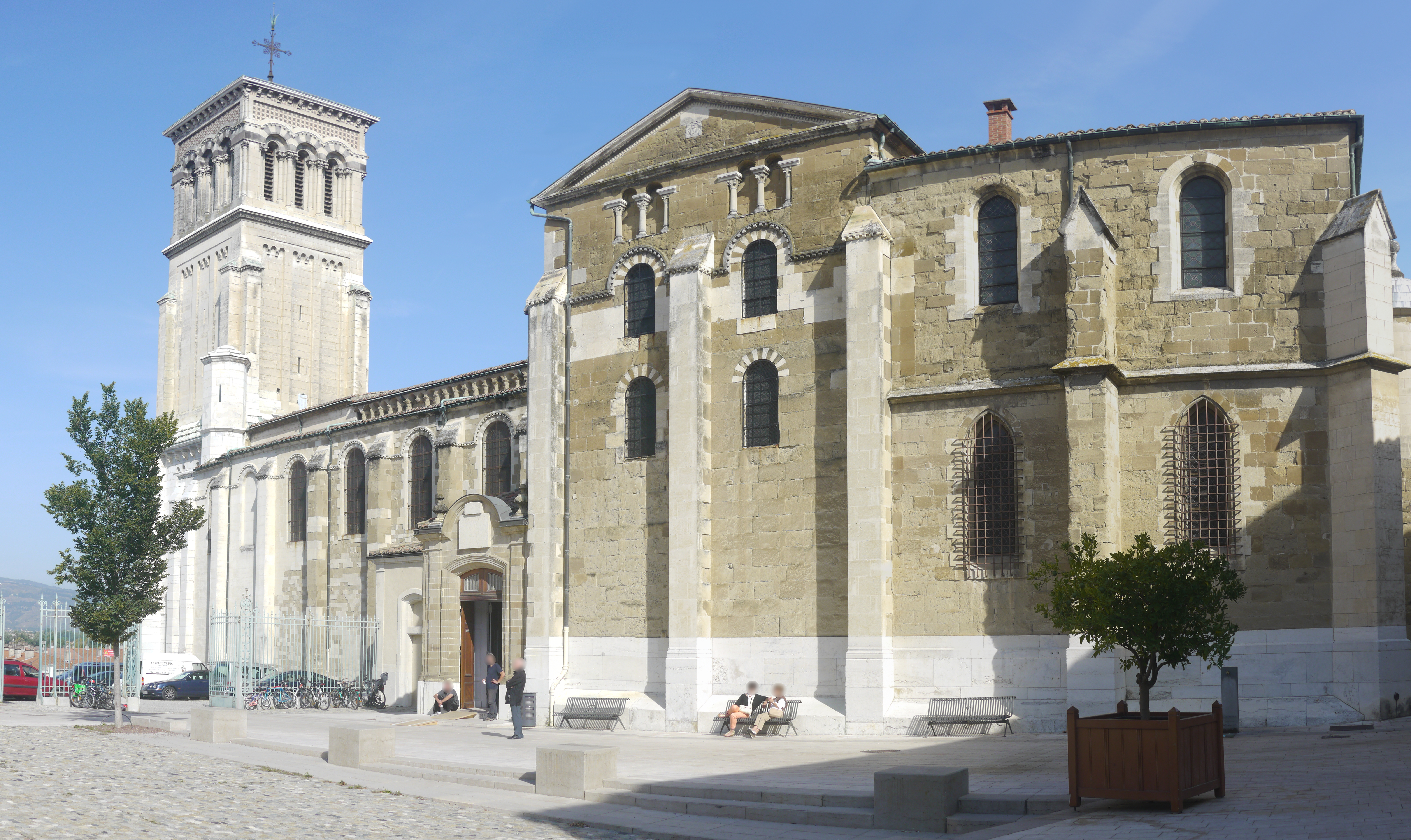
Située sur la place des Ormeaux, la cathédrale Saint-Apollinaire fut bâtie entre 1063 et 1099. Classée monument historique depuis 1862, elle est le plus ancien édifice de la ville.

La ville, à l'abri des crues du fleuve et protégée par ses remparts, est une étape sur la route des pèlerinages vers Compostelle. La vie religieuse s'anime, la cathédrale Saint-Apollinaire est construite ainsi que l'abbaye Saint-Ruf qui fut au Moyen Âge le chef d'ordre d'une importante congrégation de chanoines réguliers. Cette abbaye, fondée en 1039 dans les faubourgs d'Avignon, fut transférée à Valence en 1158.
Deux personnages importants se disputent le pouvoir sur la ville : l'évêque et le comte de Valentinois[réf. nécessaire].
L'essor économique se traduit par le développement de bourgs, surtout du côté du Rhône : la Rivière (Riperia) dite aujourd'hui, moins poétiquement, « basse-ville » ; la Ville Neuve, au nord de l'ancienne porte Pomperi et le Bourg-Saint-Pierre, formé autour de l'abbaye Saint-Pierre, qui a engendré la commune actuelle de Bourg-lès-Valence. Ailleurs, sur la moyenne terrasse, l'habitat hors-les-murs est associé aux fondations religieuses : la commanderie des Hospitaliers, porte Tourdéon, l'abbaye Saint-Félix, porte Saint-Sulpice, la commanderie templière à Faventines, le prieuré bénédictin de Saint-Victor au sud à proximité de l'ancienne Via Agrippa, et peut-être, plus au sud encore, une léproserie dont la mémoire est transmise par le canal de la Maladière[réf. nécessaire].
La ville est intégrée au royaume de France en 1316 avant qu'elle ne rejoigne le domaine royal. Après la disparition du comté de Valentinois, incorporé à la province du Dauphiné, le dauphin Louis II de Poitiers-Valentinois peut imposer l'hommage à l'évêque et à l'abbé de Saint-Ruf (abbé exempt et immuniste) : Valence est donc incorporée à la province du Dauphiné. Au décès de Louis II, qui en fut le dernier comte, le Valentinois est vendu en 1419 par ses héritiers, sa fille Louise de Poitiers (veuve de Humbert VII de Thoire et Villars) ou ses proches parents, à Charles, dauphin, puis roi de France (Charles VII). Le comté de Valentinois est rattaché à la couronne de France en 1424.

### XVesiècle
La seconde moitié du XVe siècle et le début du XVIe siècle constituent un âge d'or pour la cité médiévale, matérialisé par la Maison des Têtes et le Pendentif.

Fondée le 26 juillet 1452 par le dauphin Louis, futur Louis XI, l'université de Valence s'est rapidement développée. Des professeurs de renom venus de divers pays, tel Jacques Cujas, ont forgé sa réputation en enseignant le droit, la théologie, la médecine et les arts. Après son sacre, Louis XI confirme sa préférence en expédiant ses lettres patentes destinées à l'université le 12 octobre 1461. En mars 1480, le roi soutient encore son université préférée.
Le dauphin Louis fait de nombreux séjours à Valence qui, en signe d'allégeance, lui fait don d'une porte de la ville, la porte Saunière et de quelques maisons alentour. Il en fait un « palais delphinal », occupé par la suite par l'ordre religieux des récollets. Devenu Louis XI, il autorisa en 1476 un marché au bourg de Valence lors de son séjour dans la ville et confirma ses privilèges de la taxe, en faveur de la ville de Valence.
À la fin du XVe siècle, Valence est la capitale du halage[réf. nécessaire], car outre l'avantage dû au vent, elle est une escale à un jour de Lyon, et un carrefour pour pénétrer dans les montagnes.

La remontée du Rhône est particulièrement difficile au niveau de Valence, ce qui occasionnait des arrêts forcés. Plusieurs Valentinois étaient spécialisés dans le courtage des haleurs. Les haleurs tiraient des gros bateaux ou des trains de barque, par équipes de quelques dizaines à plusieurs centaines d’hommes. Chaque homme tirait une masse d’une tonne environ. Ce mode de halage régresse fortement à la fin du XVe siècle pour être remplacé par le halage à chevaux, sauf pour le halage local.

### XVIesiècle

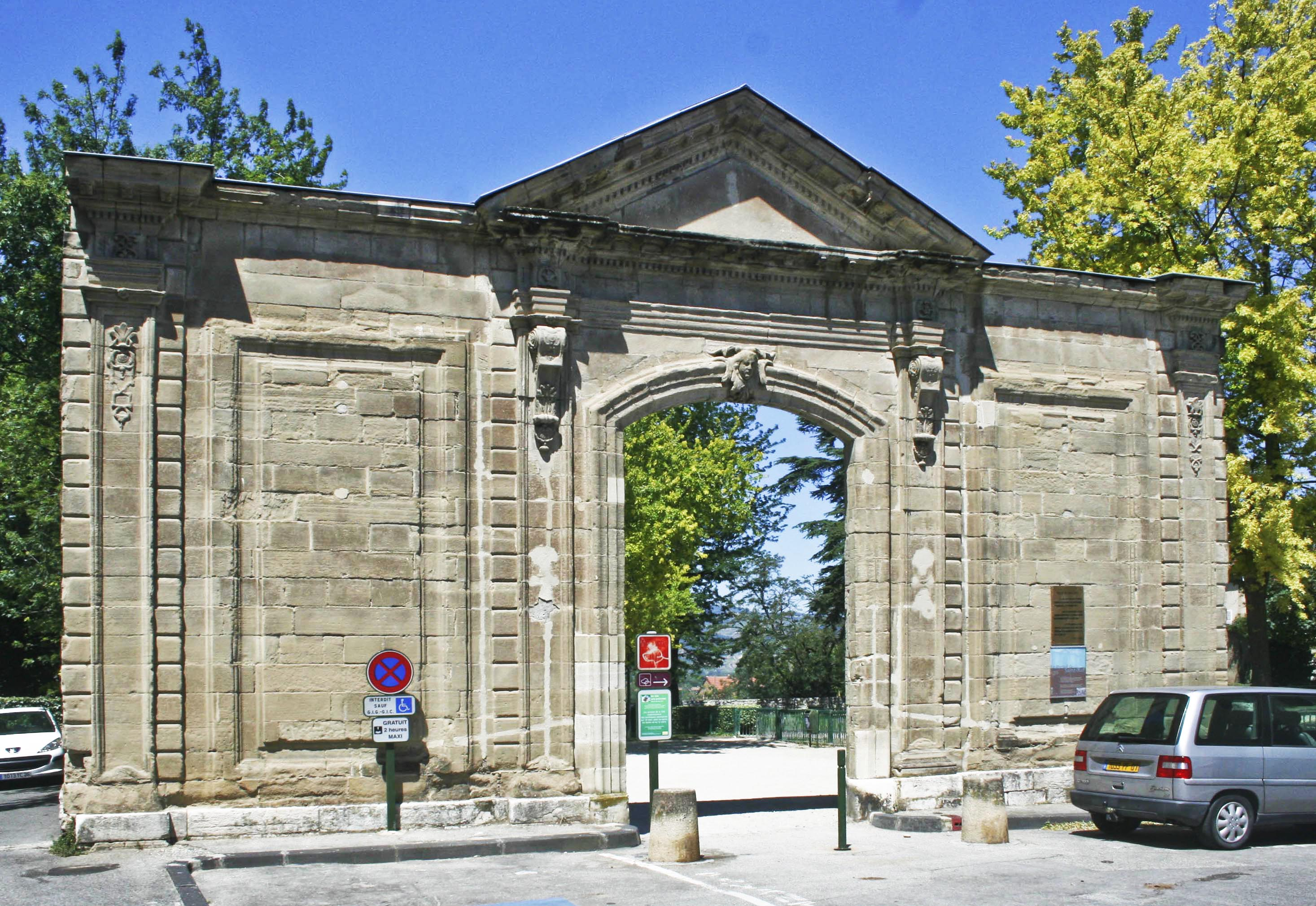
Portail de l'ancienne abbatiale Saint-Ruf dans le Vieux Valence.

Cette époque s'achève brutalement en 1562 lors de l'occupation de la ville par les troupes du baron protestant des Adrets, François de Beaumont : tous les édifices religieux de Valence sont partiellement ou totalement détruits, dont la cathédrale Saint-Apollinaire et l'abbaye Saint-Ruf, toutes deux sérieusement touchées. L'abbaye de l'Épervière ne sera jamais reconstruite, les chanoines choisissant de reconstruire leur abbaye au début du XVIIe siècle autour de leur prieuré de Saint-James. L'édifice de l'abbaye Saint-Ruf, de structure romane, est alors profondément remanié et doté d'une nouvelle façade (à l'est, soit la rue Saint-James), alors que sont reconstruits au nord des bâtiments conventuels[réf. nécessaire].
François Rabelais enseigne à Valence en 1532, avant de s'installer à Lyon, grand centre culturel où fleurit le commerce de la librairie[réf. nécessaire].
Charles IX passe dans la ville lors de son tour de France royal (1564-1566), accompagné de la Cour et des Grands du royaume : son frère le duc d’Anjou, Henri de Navarre, les cardinaux de Bourbon et de Lorraine.

### XVIIIesiècle
Point stratégique de la Vallée du Rhône, Valence est une place militaire depuis son origine et compte 7 100 habitants dans les années 1700. C'est à ceux-ci qu'incombe le logement des gens de guerre et c'est d'ailleurs pour limiter ce fléau qu'une délibération municipale propose, dès 1714, la construction de casernes dans l'actuelle rue Bouffier. Rapidement insuffisantes pour loger les 12 000 hommes et les 20 000 chevaux d'un camp provisoire de cavalerie, la ville investit 190 000 livres dans l'installation de nouvelles casernes au quartier de Rollin, au nord de la route de Romans[réf. nécessaire].
En mai 1755, c'est à Valence que s'achève l'épopée de Louis Mandrin, le contrebandier qui défiait la ferme générale et redistribuait le produit de ses larcins. Après avoir passé plusieurs jours à la prison de la ville, Mandrin est condamné à mort : il est conduit sur la place des Clercs où est dressé l’échafaud, il est ensuite roué jusqu'à ce que mort s'ensuive. Son corps est exposé après sa mort, durant trois jours, et de nombreuses personnes accourent pour lui rendre un dernier hommage, tant sa popularité s'était accrue. La mort de Mandrin sur la roue de Valence marque la fin de ses agissements mais aussi le début d'une légende tant l'homme marqua les esprits de ses contemporains[réf. nécessaire].
Napoléon Bonaparte est affecté dans cette ville de 1785 à 1786 au sein du régiment d'artillerie de La Fère. Par la suite, il y fera de nombreux séjours. Il traverse notamment la ville le 12 octobre 1799 au retour de l’expédition d'Égypte, et offre à son ancienne logeuse venue le saluer à la maison de la poste, un cachemire des Indes (offert aux sœurs du Saint-Sacrement), une boussole et une cuiller à poudre (offerts au musée de Valence en 1862). Il rencontre également ce même jour le futur cardinal Spina qui négociera le Concordat en 1801 au nom du pape Pie VII[réf. nécessaire].

#### Révolution française
Après la convocation des États généraux, l'agitation et l'inquiétude croissent jusqu'à la prise de la Bastille dont la nouvelle parvient dans la région vers le 20 juillet, provoquant espoir mais renforçant aussi les inquiétudes d'un complot réactionnaire des aristocrates.
La Grande Peur naît dans la région d’une rumeur, et se transmet de proche en proche, suivant les réseaux de proximité, à une vitesse foudroyante, mettant l’ensemble des villages en branle pour assurer leur défense. Une fois le pic de peur passée, une inquiétude latente reste, les communautés villageoises réalisant qu'en cas d'urgence, elles sont isolées et pratiquement réduites à leurs propres moyens. Des gardes nationaux se forment rapidement, y compris à Valence, mais les communautés trouvent cela insuffisant et elles constituent des fédérations locales d'assistance mutuelle, passant outre aux anciens découpages provinciaux.
Dans la région, on a l'appel de Largentière (Ardèche) pour une fête de la fédération le 23 août, Romans-sur-Isère en septembre, La Voulte aux champs de l'Étoile le 29 novembre rassemblant 12 000 gardes nationaux.

Valence invite les communautés environnantes le 31 janvier et rassemble 16 000 gardes de 293 communes.

La région connaît d'autres fêtes de fédération pendant l'hiver et au printemps, jusqu'à la fête de la Fédération du 14 juillet 1790 célébrée à Paris et, simultanément, dans 250 villes de France, dont Valence.
L'université disparaît en 1792 pour renaître à la fin du XXe siècle. Le site de Valence fait aujourd'hui partie de l'Université Grenoble-Alpes.

### XIXesiècle

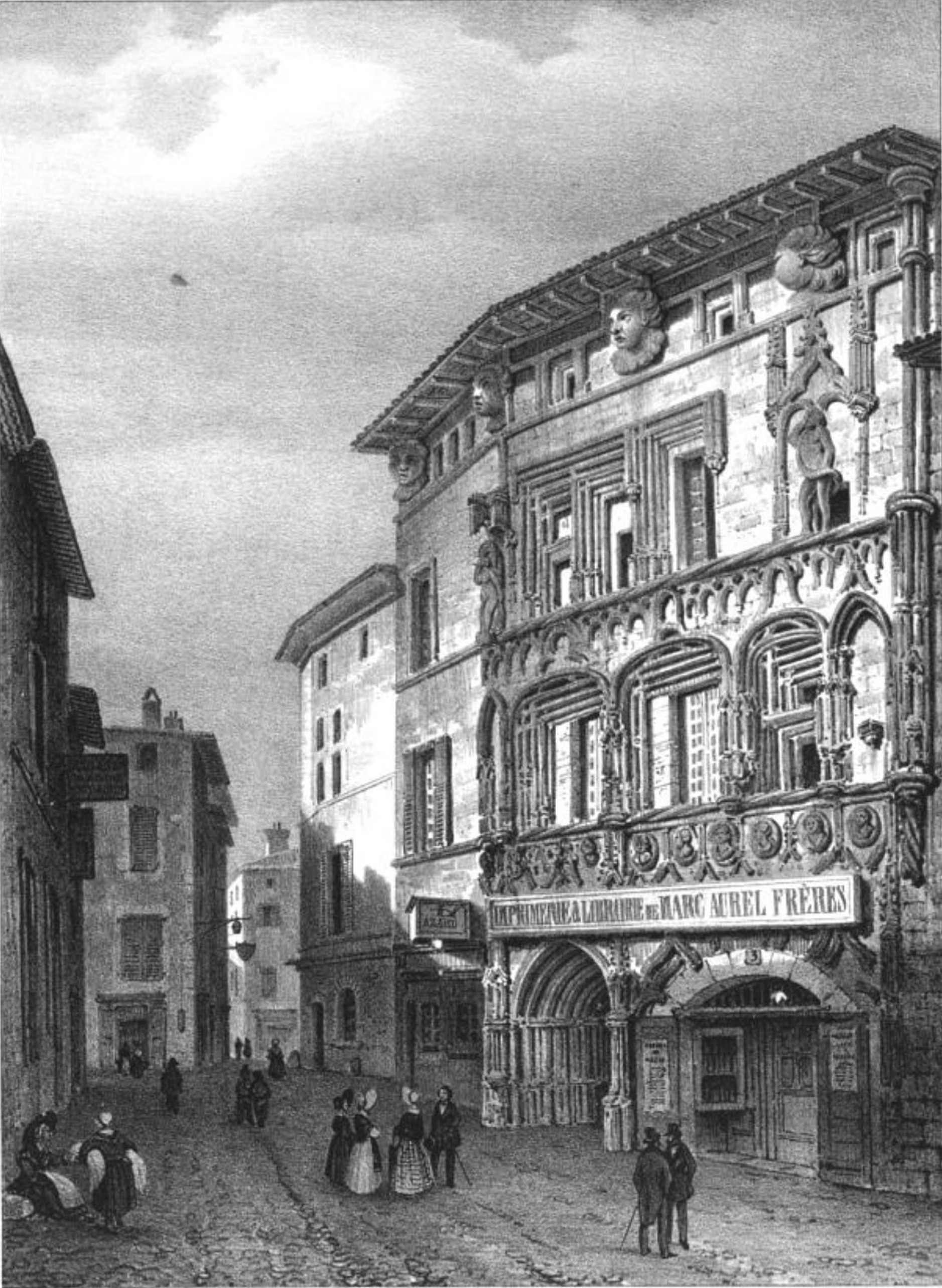
La Maison des Têtes de Valence et la Grande Rue (vers 1830).
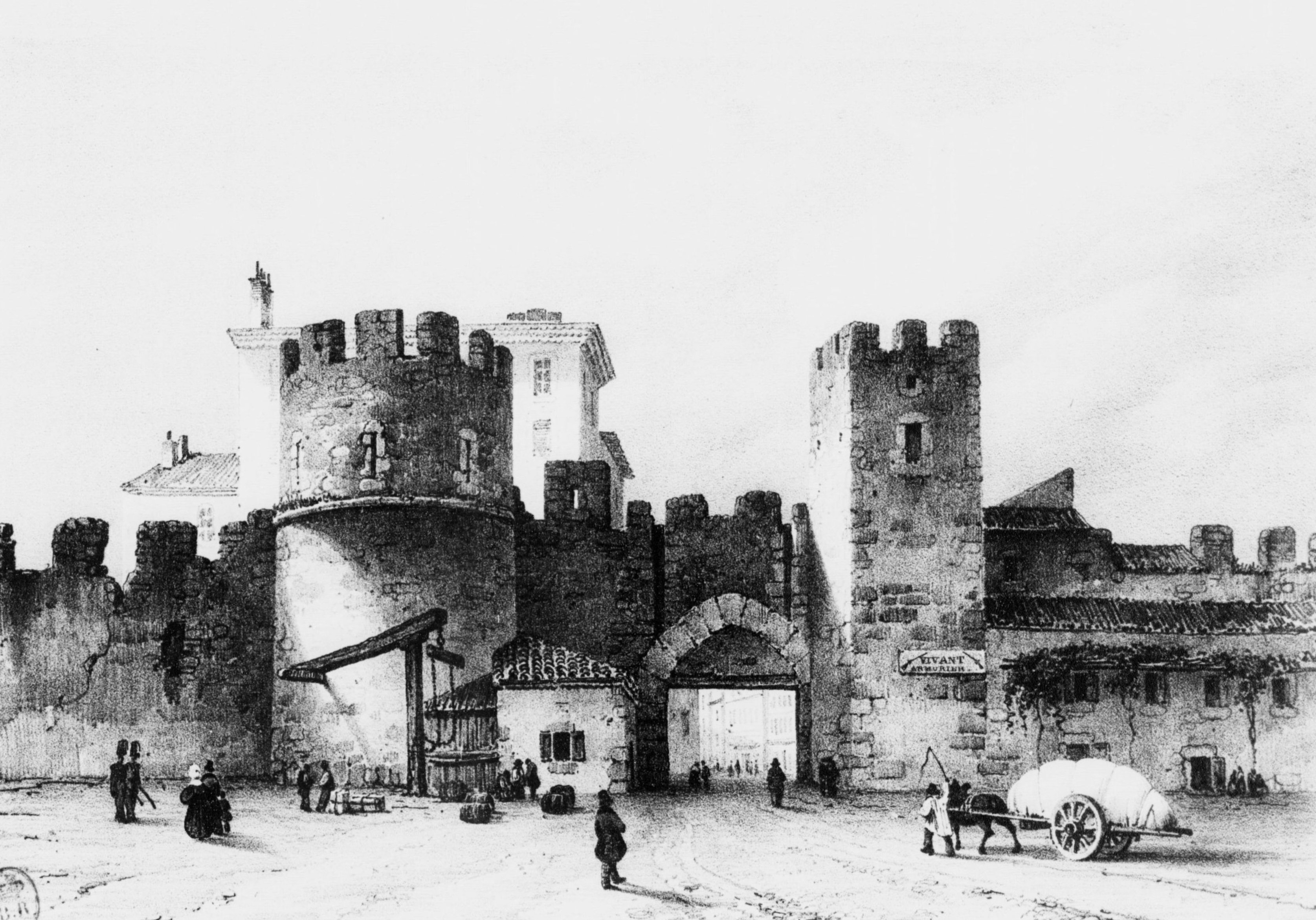
La porte Saint-Félix (à l'entrée est de l'actuelle rue Madier de Montjau), 1835).
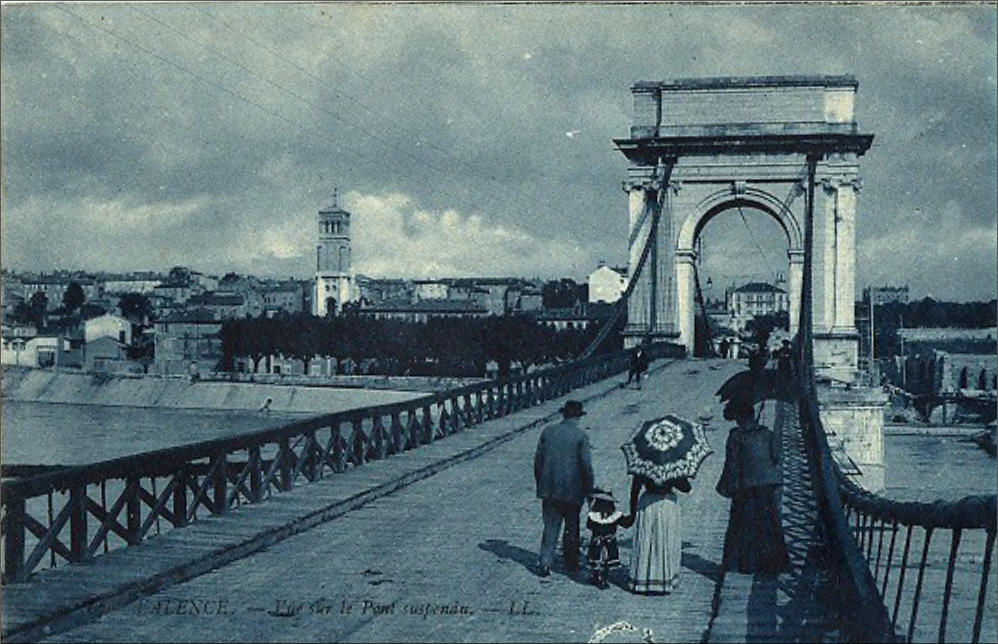
La passerelle Seguin (vers 1900) ; construite à partir de 1827, elle sera remplacée par un pont en pierre en 1905.

Peu avant la Troisième République, Valence subit de nombreux réaménagements urbains. Elle remplace ses remparts par de belles façades cachant la vieille ville, et aménage de nouveaux espaces publics. Le musée d'Art et d'Archéologie est inauguré en 1850, les boulevards remplacent les fossés militaires dès 1860 et l'hôtel de ville voit le jour en 1894. Le Champ de Mars, créé quelques années avant la Révolution, devient le lieu de promenade privilégié des valentinois et des visiteurs tout le long du XIXe siècle. La vue panoramique que l'on découvre depuis cette terrasse, sur le Rhône, les monts du Vivarais, et les ruines du château de Crussol, est très appréciée et fait même la fierté de ses habitants. 
Pendant la répression de janvier et février 1894, la police y effectue des perquisitions visant les anarchistes qui y résident, sans réel succès,,. 
Lorsqu'à la fin du XIXe siècle, les propriétaires veulent vendre leur parcelle de la Robine couvrant 7 hectares, située en contrebas, à des promoteurs, des Valentinois s'émeuvent. Depuis des décennies, l’accroissement de la population (26 000 habitants en 1900) et l’évolution des modes de vie entraînent de nouveaux besoins, dont la création d'un parc public. Cependant, vu le prix élevé (240 000 francs) demandé par les vendeurs, le maire Jean-François Malizard hésite et envisage de n'acheter que la moitié du terrain. Craignant que le terrain ne soit revendu à des promoteurs privés, le conseil municipal décide l'acquisition de toute la parcelle lors de la séance du 20 décembre 1900. Toutefois l'achat ne se concrétise pas. En octobre de l'année suivante, Théodore Jouvet, retraité qui a fait fortune dans le négoce du vin propose d'offrir à la ville la somme nécessaire à l'acquisition de la parcelle. En 1905, le parc Jouvet, du nom de son bienfaiteur, voit le jour et devient le parc le plus fréquenté de la ville.

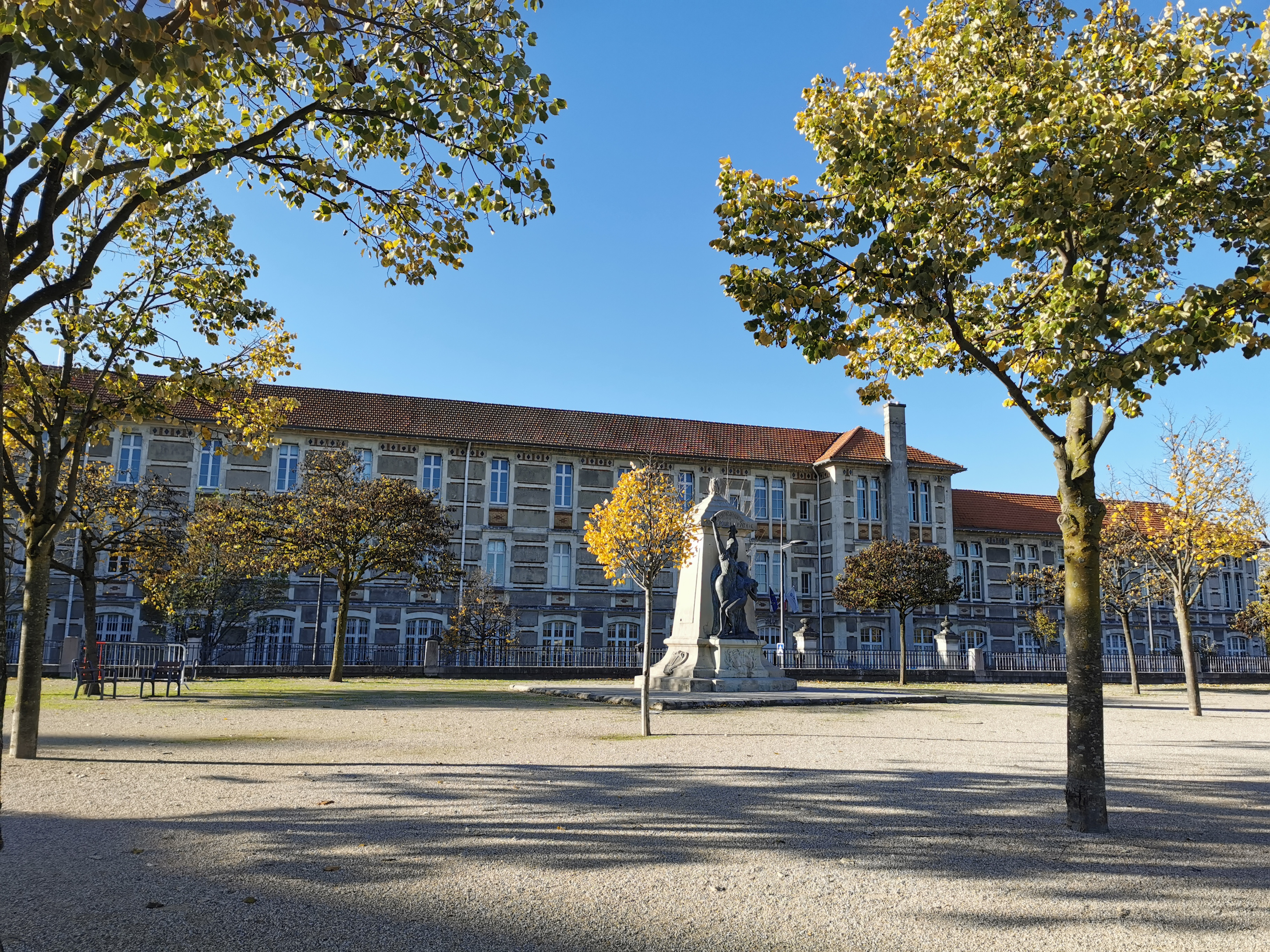
Cité Scolaire Émile Loubet avec le monument aux morts (Esplanade du Champ de Mars)

À l'aube du XXe siècle, la municipalité Chalamet et l'État entreprennent des grands travaux dans ce quartier du centre-ville : la construction par Alphonse Clerc d'un nouveau pont en pierre sur le Rhône pour remplacer la passerelle métallique Marc Seguin (pont en pierre qui sera lui-même remplacé par le pont Frédéric-Mistral (1967) à la suite de sa destruction lors de la Seconde Guerre mondiale), le remblaiement et l’alignement de l'avenue Gambetta, l'agrandissement et la modernisation du port de plaisance de l'Épervière, la création d'une place publique (place de la République) aux abords du pont et l'édification d’un nouveau collège (actuel lycée Émile Loubet) au sud du Champ de Mars. La réalisation de la plupart de ces grands travaux est favorisée par Émile Loubet, devenu président de la République (1899-1906).
En 1891, Valence devient le siège de la Compagnie des chemins de fer de la Drôme qui va, jusqu'en 1921, développer le réseau des Chemins de fer départementaux de la Drôme.

### XXesiècle

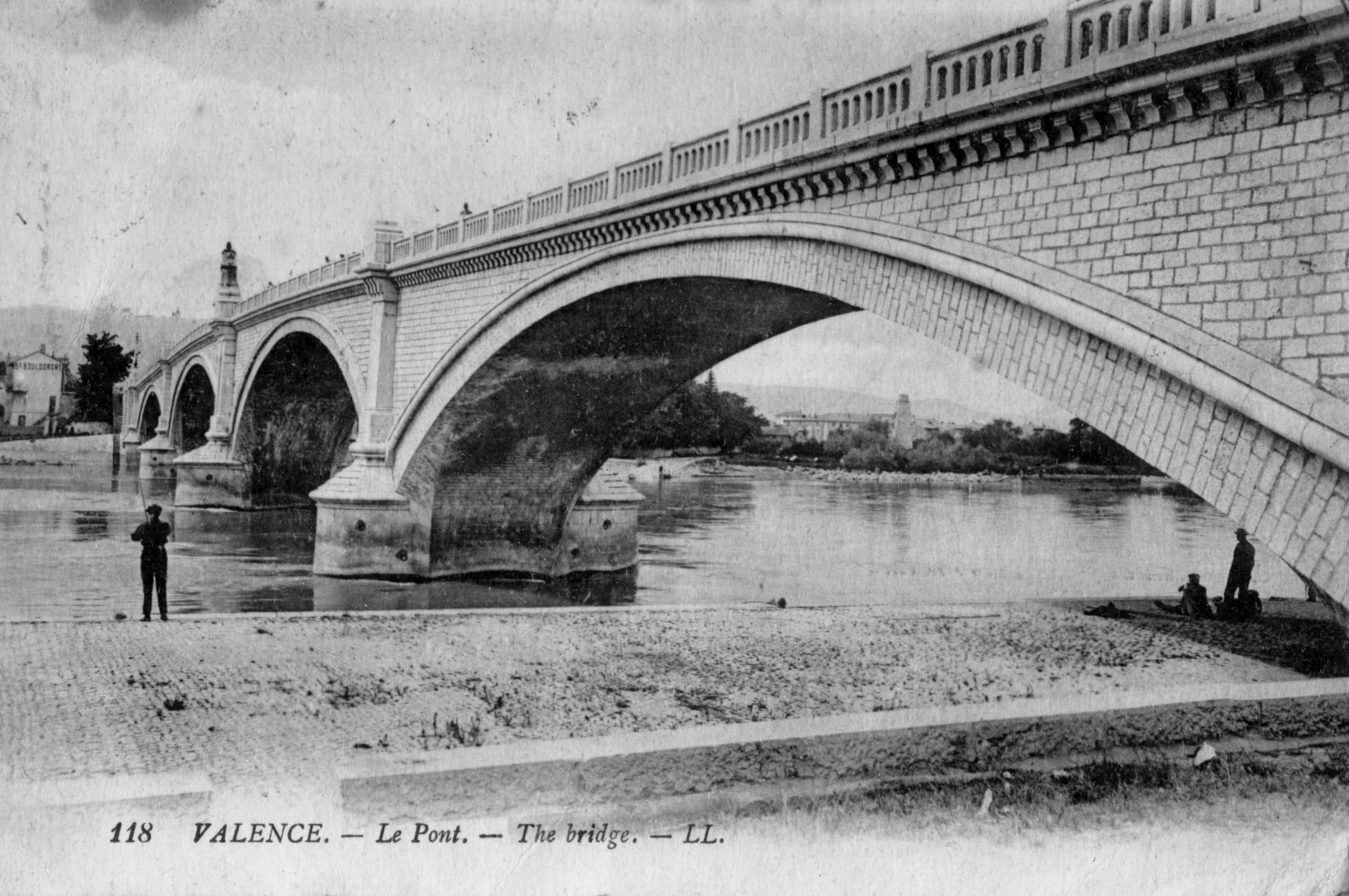
Le pont en pierre (vers 1905), remplacé par l'actuel pont Frédéric-Mistral.
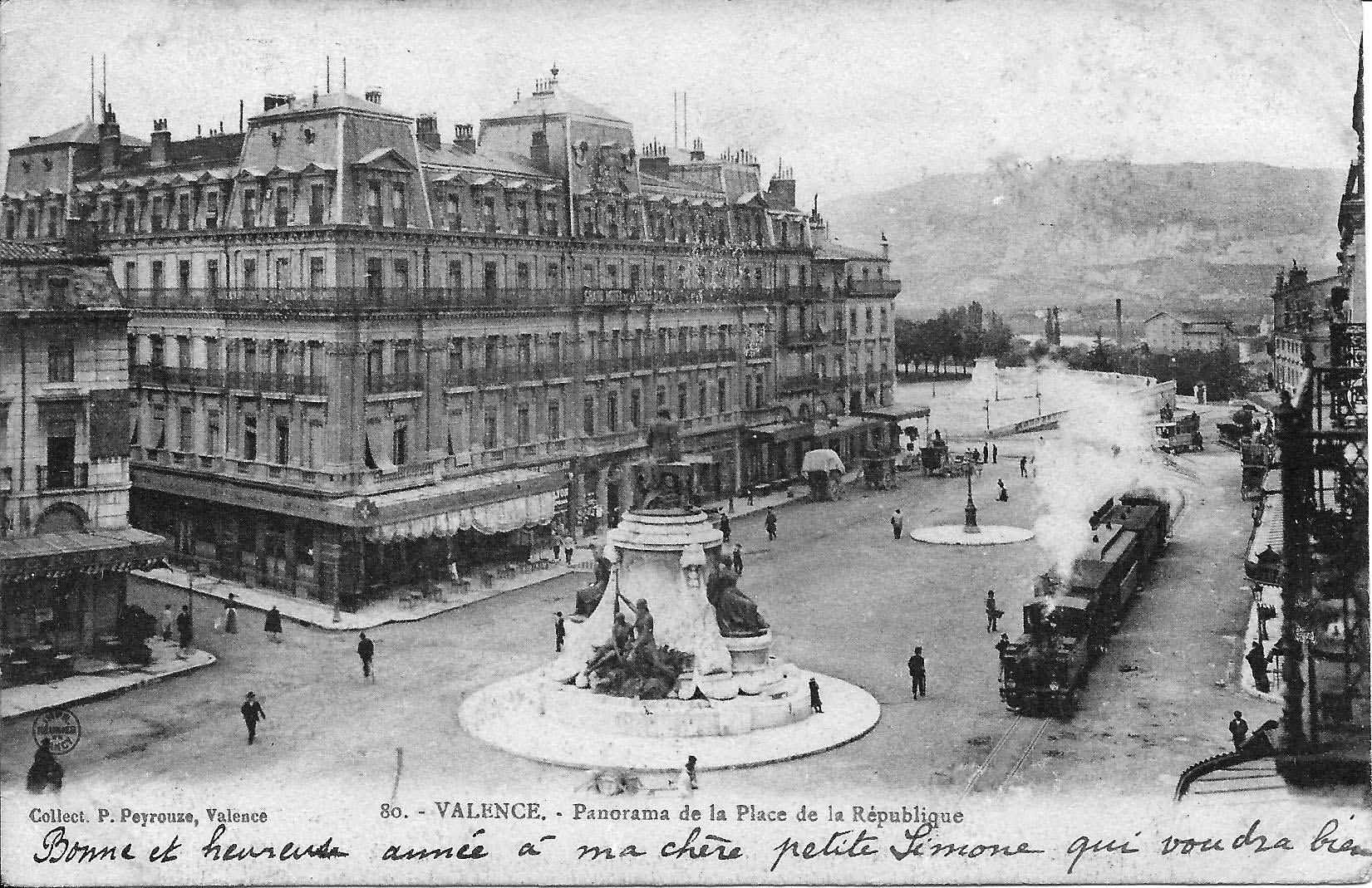
Train à vapeur en provenance de l'Ardèche, sur la place de la République (vers 1910).
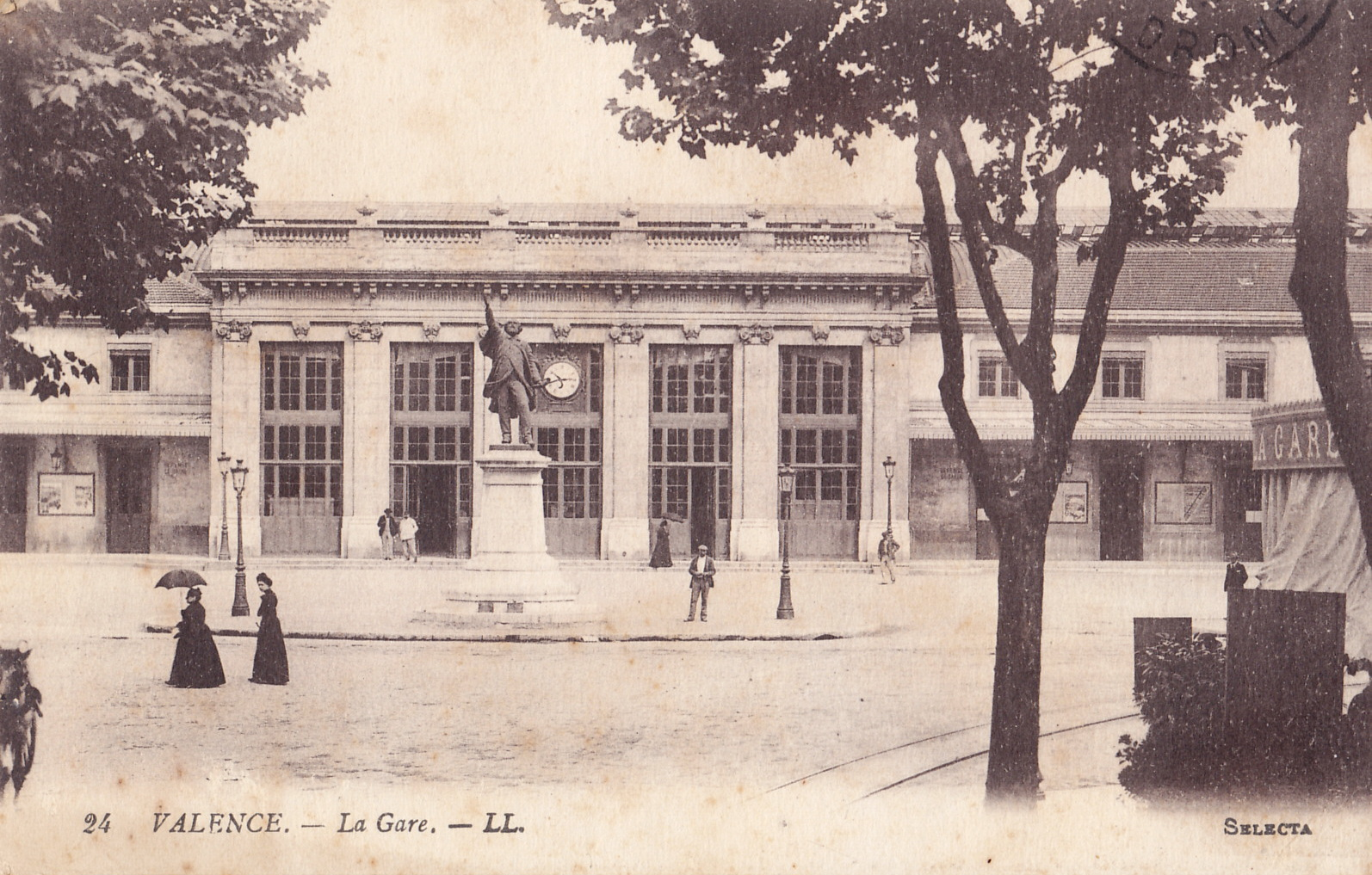
La ville est reliée au chemin de fer dès 1854 ; on voit ici la gare de Valence-Ville et la statue de Bancel, dans les années 1920.

#### Entre-deux-guerres

##### Communauté arménienne

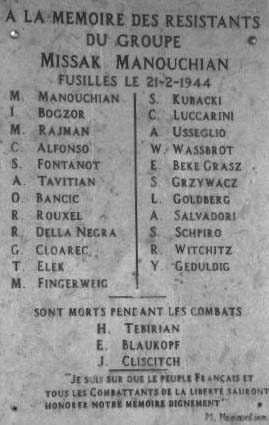
Mémorial du groupe Manouchian de Valence.

Après le génocide arménien de 1915, de nombreux Arméniens vinrent se réfugier en France dans les années 1920. Dans la mémoire de la communauté, les premiers arrivants sont recrutés par des patrons de Valence qui descendent à Marseille en recruter 150 en 1922. On compte 827 Arméniens installés à Valence en 1926, 1 670 en 1931, venant de Brousse, Malatia et Kharpout. Si les Arméniens sont appréciés des patrons, ils rencontrent la méfiance des Valentinois,. C’est un groupe qui compte une très forte proportion de jeunes adultes, les enfants et les vieillards ayant plus souffert du génocide et du voyage d’exil. Ils sont employés majoritairement comme manœuvres, ou fondent un petit commerce (pour 25 % des actifs). Très rapidement, un « quartier arménien » se crée, entre le boulevard Vauban, la rue Farnerie, la rue Madier-Montjau et le boulevard d’Alsace, peuplé à 40 % d’Arméniens. L’ensemble de la vieille ville, aux bâtiments vétustes, abandonnés et peu chers, est concerné par ces installations.
En 1956, le groupe compte 2 500 personnes, soit 6 % de la population valentinoise, et la quatrième communauté arménienne de France (après celles de Paris, Lyon et Marseille). La communauté à l’identité très forte (avec journaux, cinémas, dancings propres, Union sportive arménienne) s’est dispersée, avec le « village arménien » rue de Fontlozier. Elle montre des signes d’intégration rapide : en 1946, la moitié des 2000 Arméniens de Valence ont opté pour la nationalité française.
En 1947, 200 Arméniens de Valence profitaient de l’offre soviétique de retour au pays, qui se révèle un échec. La communauté forte accueille de nouveaux réfugiés, fuyant la Syrie (années 1960) ou la guerre du Liban. Aujourd'hui, 7 500 Valentinois appartiennent à cette communauté ce qui fait de la communauté arménienne de Valence l'une des plus importantes de France : l’Union nationale arménienne est d’ailleurs domiciliée à Valence.
Cette forte présence est passée dans l’odonymie : une rue et une place de l’ancien quartier arménien y font référence (avec la rue d’Arménie et la place Missak-Manouchian) et la vie culturelle de la communauté est très active, avec 28 associations, dont l’église évangélique, des cours d'arménien, et la Maison de la culture arménienne.

#### Seconde Guerre mondiale
Après l'invasion de la Pologne par l'Allemagne, le 1er septembre 1939, la France et le Royaume-Uni déclarent la guerre à l'Allemagne le 3 septembre 1939. L'Allemagne envahit la France, la Belgique, le Luxembourg et les Pays-Bas le 10 mai 1940.
Au cours de la Seconde Guerre mondiale, Valence subit plusieurs bombardements aériens alliés, destinés à détruire le pont sur le Rhône. Le 15 août 1944, les bombes détruisent plusieurs quartiers et édifices de la ville, dont l'hôpital (qui à l'époque était situé au bord du Rhône), faisant 280 victimes. De l'ancienne préfecture, il ne reste que le portail, soigneusement conservé depuis. Quatre jours plus tard, le 19 août 1944, un train allemand chargé de nitroglycérine explose, détruisant en grande partie le quartier de La Palla et faisant 335 victimes parmi les civils, les militaires et les résistants. Le 2 août 1944, au sud de Valence, des bombardements du dépôt et du triage de Portes-lès-Valence, détruisent 51 locomotives, faisant 12 victimes et 58 blessés parmi les cheminots et la population.
La partie nord du centre-ville de Valence, ainsi quasiment rasée, a été rebâtie et on y trouve aujourd'hui beaucoup de bâtiments administratifs tels que l'hôtel de préfecture de la Drôme, la trésorerie générale, la sécurité sociale, la poste centrale et l'hôtel de police. Le quartier de Basse ville a également beaucoup souffert des bombardements alliés ; la plupart des immeubles résidentiels qui s'y trouve datent des années 1950/1960.
La Drôme a été un des départements où la Résistance a été la plus active. En 1943, la Résistance s’organise et s’amplifie et de nombreux Drômois s’engagent. Avec l’instauration du STO, les jeunes hommes sont requis pour aller travailler en Allemagne. Nombre d’entre eux refusent cette situation et vont se cacher dans la campagne ou rejoignent le maquis. La Résistance se développe dans tout le département dans de petites unités. Le relief de la Drôme est propice à l'installation des camps. La population soutient de plus en plus les résistants.
La ville est libérée le 31 août 1944 par les FFI. 14 compagnies de résistants encerclent la ville à 4h30. Les troupes entrent dans Valence à 6h. Après de cours affrontements, le poste de commandement des FFI est installé à l'hôtel de la Croix d'Or à 8h. Les blindés américains, qui remontent depuis Montélimar vers Lyon rentrent à 9h dans une ville libérée. On dénombre 13 morts chez les FFI, 20 morts et un millier de prisonniers côté allemand.

## Politique et administration

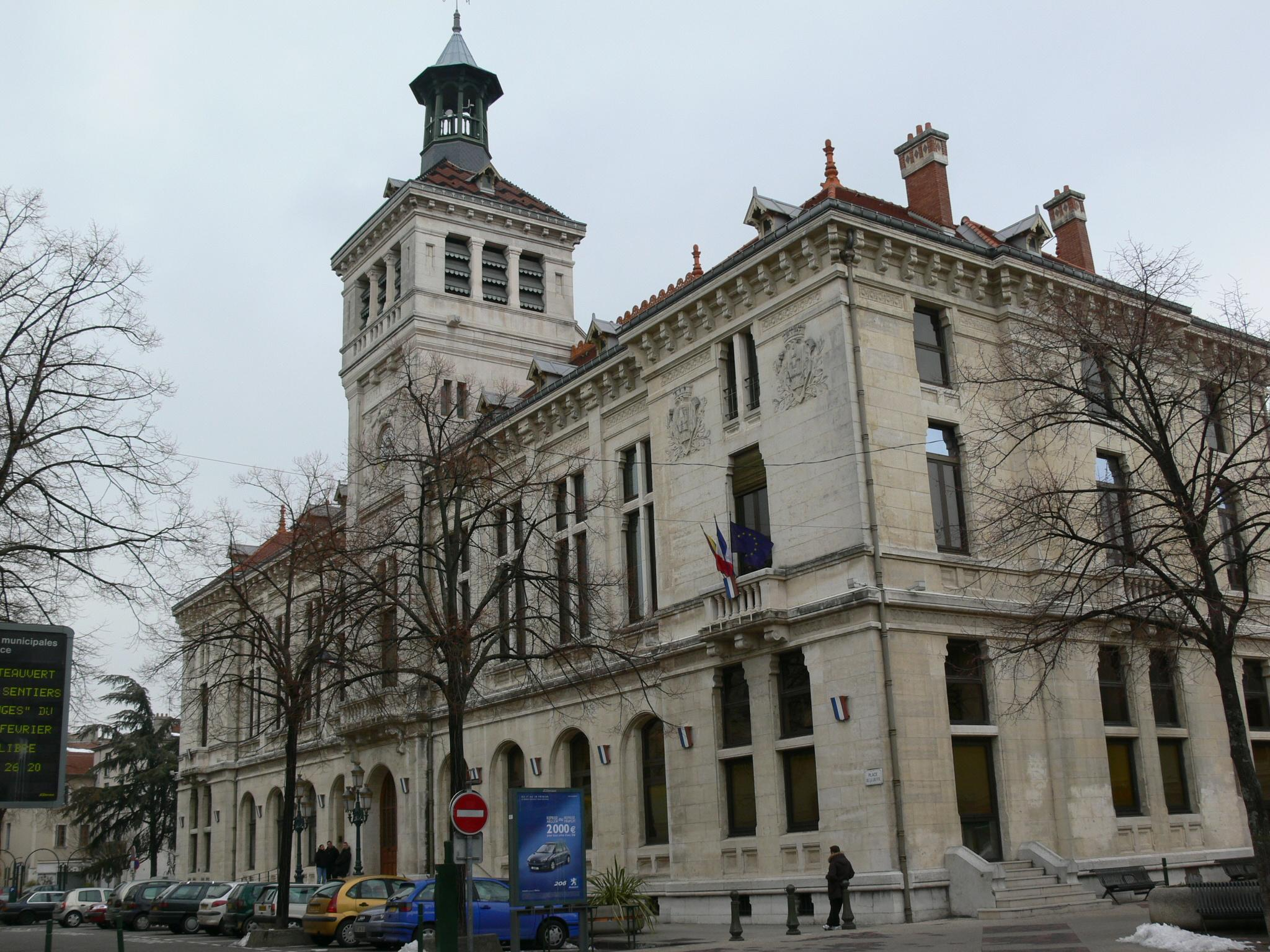
L'hôtel de ville de Valence.

### Rattachements administratifs et électoraux

#### Rattachements administratifs
La Ville est la préfecture du département de la Drôme et le chef-lieu de son arrondissement de Valence
Elle était de 1793 à 1964 le chef-lieu d'un unique canton de Valence, année où elle est divisée entre les cantons de Valence-1, Valence-2 , Valence-3 . En 1984, cet découpage est modifié, afin de permettre la création du Canton de Valence-4. Dans le cadre du redécoupage cantonal de 2014 en France, cette circonscription administrative territoriale a disparu, et le canton n'est plus qu'une circonscription électorale.

#### Rattachements électoraux
Pour les élections départementales, la commune est depuis 2014 le bureau centralisateur de quatre nouveaux cantons, composés différemment des anciens, et qui portent à nouveau les noms des cantons de Valence-1, Valence-2, Valence-3 et Valence-4
Pour l'élection des députés, elle fait partie de la première circonscription de la Drôme.

### Intercommunalité
Valence était le siège de la Valence Agglo – Sud Rhône-Alpes, un établissement public de coopération intercommunale (EPCI) à fiscalité propre créé en 2009 et auquel la commune avait transféré un certain nombre de ses compétences, dans les conditions déterminées par le code général des collectivités territoriales. Cette structure regroupait onze communes drômoises et succédait au SISAV (Syndicat Intercommunal des Services de l'Agglomération Valentinoise, plus connu sous le nom de « Valence Major ») qui regroupait depuis 1990 sept communes drômoises et ardéchoises (Bourg-lès-Valence, Cornas, Guilherand-Granges, Portes-lès-Valence, Saint-Marcel-lès-Valence, Saint-Péray et Valence).
Dans le cadre du projet Métropole Drôme Ardèche, prévoyant la construction d'une communauté d'agglomération basée principalement sur les deux principales agglomérations drômoise de Valence et Romans-sur-Isère, date de 2012. Il projetait la création de la 5e métropole de l'ancienne région Rhône-Alpes, derrière celles de Lyon, Grenoble et Saint-Étienne avec environ 260 000 habitants. Sa base était le noyau Rovaltain situé autour de la gare de Valence TGV (en forme longue Valence TGV Rhône-Alpes Sud) et qui est l'une des principales sources économiques du département, Valence Agglo – Sud Rhône-Alpes, la Communauté d'agglomération du pays de Romans, la Communauté de communes du canton de Bourg-de-Péage et la communauté de communes des Confluences Drôme Ardèche) (ainsi que la commune d'Ourches) fusionnent le 1er janvier 2014 pour former la Communauté d'agglomération Valence-Romans Sud Rhône-Alpes.
Dans le cadre des dispositions de la loi portant nouvelle organisation territoriale de la République du 7 août 2015, qui prévoit que les établissements publics de coopération intercommunale (EPCI) à fiscalité propre doivent avoir un minimum de 15 000 habitants, cette intercommunalité a elle-même fusionné avec la petite  communauté de communes de la Raye  pour former, le 1er janvier 2017, la  communauté d'agglomération dénommée Valence Romans Agglo, dont la ville est le siège et la commune la plus peuplée.

### Tendances politiques et résultats
Au second tour des élections municipales de 2014 dans la Drôme, la liste UMP-UDI  menée par Nicolas Daragon obtient la majorité absolue des voix, avec 13 549 voix (53,54, 38 conseillers municipaux élus dont 21 communautaires), devançant largement les listes menées respectivement par : 

- Alain Maurice, maire sortant — qui avait bénéficié de la fusion de la liste EELV du premier tour — (10 211 voix , 40,35 %, 10 conseillers municipaux élus dont 6 communautaires) ; 

- Richard Fritz (FN, 1 545 voix, 6,10 %, 1 conseiller municipal élu.

Lors de ce scrutin, 33,77 % des électeurs se sont abstenus.
Lors du premier tour des élections municipales de 2020 dans la Drôme, la liste LR menée par le maire sortant Nicolas Daragon obtient la majorité absolue des suffrages exprimés, avec 8 193 voix (59,45 %, 41 conseillers municipaux élus dont 24 communautaires), devançant très largement les listes menées respectivement par : 

- Michel Quenin (FI-PCF-EÉLV-PG, 2 440 voix, 17,70 %, 4 conseillers municipaux élus dont 2 communautaires) ;

- Florent Mejean (PS-Gs-PE-LRDG, 1 235 voix, 8,96 %, 2 conseillers municipaux dont 1 communautaire) ;

- Alain Auger (LREM, 949 voix, 6,88 %, 1 conseiller municipal élu, également élu communautaire) ;

- Olivier Amos (RN-PCD-LDP, 768 voix, 5,57 %, 1 conseiller municipal élu) ;

- Adèle Kopff (LO, 196 voix, 1,42 %, pas d'élus).

Lors de ce scrutin marqué par la pandémie de Covid-19 en France, 64,08 % des électeurs se sont abstenus.

#### Récapitulatif de résultats électoraux récents
| Municipales 2014    |  | UMP  | 46,05 |  | PS   | 31,76 |  | EELV | 11,13 |  | FN   | 11,06 |                | UMP            | 53,54          |                | PS             | 40,35          |                | FN             | 6,10           |
| Européennes 2014    |  | UMP  | 24,68 |  | FN   | 18,57 |  | EELV | 17,77 |  | PS   | 13,21 | Tour unique    | Tour unique    | Tour unique    | Tour unique    | Tour unique    | Tour unique    | Tour unique    | Tour unique    | Tour unique    |
| Régionales 2015     |  | LR   | 32,75 |  | PS   | 26,60 |  | FN   | 20,82 |  | EELV | 9,02  |                | PS             | 41,87          |                | LR             | 40,31          |                | FN             | 17,81          |
| Présidentielle 2017 |  | EM   | 24,63 |  | LFI  | 22,80 |  | LR   | 20,67 |  | FN   | 16,08 |                | EM             | 73,80          |                | FN             | 26,20          | Pas de 3e      | Pas de 3e      | Pas de 3e      |
| Législatives 2017   |  | LREM | 29,39 |  | LR   | 19,09 |  | FI   | 12,73 |  | PS   | 10,83 |                | LREM           | 57,14          |                | LR             | 42,86          | Pas de 3e      | Pas de 3e      | Pas de 3e      |
| Européennes 2019    |  | LREM | 23,65 |  | EELV | 18,40 |  | RN   | 17,34 |  | LR   | 10,15 | Tour unique    | Tour unique    | Tour unique    | Tour unique    | Tour unique    | Tour unique    | Tour unique    | Tour unique    | Tour unique    |
| Municipales 2020    |  | LR   | 59,45 |  | FI   | 17,70 |  | PS   | 8,96  |  | LREM | 6,88  | Pas de 2d tour | Pas de 2d tour | Pas de 2d tour | Pas de 2d tour | Pas de 2d tour | Pas de 2d tour | Pas de 2d tour | Pas de 2d tour | Pas de 2d tour |
| Présidentielle 2022 |  | LFI  | 29.30 |  | LREM | 27.06 |  | RN   | 16.33 |  | REC  | 7.26  |                | LREM           | 67.40          |                | RN             | 32.60          | Pas de 3e      | Pas de 3e      | Pas de 3e      |
| Européennes 2024    |  | RN   | 22.43 |  | LFI  | 15.60 |  | PS   | 15.42 |  | LREM | 14.34 | Pas de 2d tour | Pas de 2d tour | Pas de 2d tour | Pas de 2d tour | Pas de 2d tour | Pas de 2d tour | Pas de 2d tour | Pas de 2d tour | Pas de 2d tour |

### Administration municipale
La ville de Valence est une collectivité territoriale administrée par un conseil municipal qui est l'assemblée délibérante de la commune et qui a pour mission de régler par ses délibérations les affaires de la commune. Le conseil municipal élit en son sein le maire. Comme pour toute commune dont la population est comprise entre 60 000 et 79 999 habitants, ce conseil est composé de 49 membres (dont le maire et ses adjoints) élus au suffrage universel direct pour un mandat de six ans renouvelable.
La mairie de Valence emploie plus de 1 800 agents municipaux[Quand ?] (emplois permanents et non permanents) représentant plus de 100 métiers et exerçant tous une mission de service public, allant de la maintenance de la voirie à l'entretien des parcs, de la gestion de l'eau à la propreté urbaine, de la gestion des écoles à l'encadrement culturel et sportif, etc.[réf. nécessaire]

### Liste des maires
| Période                               | Période           | Identité             | Étiquette          | Qualité |
| ------------------------------------- | ----------------- | -------------------- | ------------------ | --- |
| 31 août 1944 (Élection partielle)     | 25 octobre 1947   | Jean Buclon          |                    | |
| 26 octobre 1947                       | 24 septembre 1957 | Camille Vernet       | Radical-socialiste | |
| 5 septembre 1957 (Élection partielle) | 26 mars 1971      | Jean Perdrix         | Radical-socialiste | Conseiller général de Valence-1 (1958 → 1964) |
| 27 mars 1971                          | 17 mars 1977      | Roger Ribadeau-Dumas | UDR puis RPR       | Député de la Drôme (1re circ.) (1962 → 1978) |
| 18 mars 1977                          | 18 juin 1995      | Rodolphe Pesce       | PS                 | Conseiller général de Valence-3 (1973 → 1979) |
| 19 juin 1995                          | 7 avril 2004      | Patrick Labaune      | UMP                | Conseiller régional de Rhône-Alpes (2004 → ? ) Démissionnaire après son élection au conseil régional de Rhône-Alpes |
| 8 avril 2004                          | 21 mars 2008      | Léna Balsan          | UMP                | 1re adjointe au maire (?-2004) |
| 22 mars 2008                          | 4 avril 2014      | Alain Maurice        | PS                 | Assistant parlementaire de Gérard Gaud puis avocat Président de Valence Agglo – Sud Rhône-Alpes (2010 → 2013) Président de la CA Valence-Romans Sud Rhône-Alpes (2014 → 2014)) |
| 5 avril 2014                          | En cours          | Nicolas Daragon      | UMP → LR           | Président de la CA Valence-Romans Sud Rhône-Alpes (2014 → 2016) Président de la CA Valence Romans Agglo (2017 → ) Conseiller général de Valence-2 (2004 → 2015) Conseiller départemental de Valence-3 (2015 → 2016) Conseiller régional d'AURA (2015 → ) Vice-président du conseil régional d'Auvergne-Rhône-Alpes (2021 → ) Vice-président de l'association des maires de France (2021 → ) |

### Finances locales
Finances locales de Valence de 2000 à 2018.
En 2014 : chiffres clés Revenus et pauvreté des ménages : Médiane en 2014 du revenu disponible, par unité de consommation : 18 207 €.
En 2016, le budget de la commune était constitué ainsi :
- total des produits de fonctionnement : 71 884 000 €, soit 1 136 € par habitant ;
- total des charges de fonctionnement : 71 139 000 €, soit 1 125 € par habitant ;
- total des ressources d’investissement : 29 120 000 €, soit 460 € par habitant ;
- total des emplois d’investissement : 32 323 000 €, soit 511 € par habitant.
- endettement : 64 032 000 €, soit 1 012 € par habitant.

Avec les taux de fiscalité suivants :
- taxe d’habitation : 17,20 % ;
- taxe foncière sur les propriétés bâties : 25,17 % ;
- taxe foncière sur les propriétés non bâties : 48,23 % ;
- taxe additionnelle à la taxe foncière sur les propriétés non bâties : 0,00 % ;
- cotisation foncière des entreprises : 0,008 %.

### Jumelages
Le comité de jumelage de Valence est l'association chargée de la promotion, la coordination et l'organisation des échanges entre Valence et ses villes jumelles, avec le soutien de la ville de Valence.
Plusieurs villes sont jumelées ou partenaires de Valence :
| Ville | Ville               | Pays | Pays        | Période     |
| ----- | ------------------- | ---- | ----------- | ----------- |
|       | Asti                |      | Italie      | depuis 1966 |
|       | Batroun             |      | Liban       | depuis 2005 |
|       | Biberach an der Riß |      | Allemagne   | depuis 1967 |
|       | Clacton-on-Sea      |      | Royaume-Uni | depuis 1969 |
|       | Guedera             |      | Israël      | depuis 1997 |
|       | Idjevan             |      | Arménie     | depuis 1996 |

## Population et société

### Démographie
L'évolution du nombre d'habitants est connue à travers les recensements de la population effectués dans la commune depuis 1793. Pour les communes de plus de 10 000 habitants les recensements ont lieu chaque année à la suite d'une enquête par sondage auprès d'un échantillon d'adresses représentant 8 % de leurs logements, contrairement aux autres communes qui ont un recensement réel tous les cinq ans,.

En 2022, la commune comptait 64 288 habitants, en évolution de +2,9 % par rapport à 2016 (Drôme : +2,64 %, France hors Mayotte : +2,11 %).
| 1793  | 1800  | 1806  | 1821  | 1831   | 1836   | 1841   | 1846   | 1851   |
| ----- | ----- | ----- | ----- | ------ | ------ | ------ | ------ | ------ |
| 6 633 | 7 532 | 8 212 | 9 805 | 10 406 | 10 967 | 13 407 | 13 901 | 16 122 |

| 1856   | 1861   | 1866   | 1872   | 1876   | 1881   | 1886   | 1891   | 1896   |
| ------ | ------ | ------ | ------ | ------ | ------ | ------ | ------ | ------ |
| 16 875 | 18 711 | 20 142 | 20 668 | 23 220 | 24 502 | 24 761 | 25 283 | 26 212 |

| 1901   | 1906   | 1911   | 1921   | 1926   | 1931   | 1936   | 1946   | 1954   |
| ------ | ------ | ------ | ------ | ------ | ------ | ------ | ------ | ------ |
| 26 946 | 28 112 | 28 706 | 28 654 | 30 964 | 34 275 | 36 582 | 40 020 | 41 470 |

| 1962   | 1968   | 1975   | 1982   | 1990   | 1999   | 2006   | 2011   | 2016   |
| ------ | ------ | ------ | ------ | ------ | ------ | ------ | ------ | ------ |
| 52 532 | 62 358 | 68 604 | 66 356 | 63 437 | 64 260 | 65 263 | 63 148 | 62 477 |

| 2021   | 2022   | - | - | - | - | - | - | - |
| ------ | ------ | - | - | - | - | - | - | - |
| 64 483 | 64 288 | - | - | - | - | - | - | - |

En 2011, son agglomération comptait 127 559 habitants (s'étalant sur 10 communes) et son aire urbaine comptait 175 095 habitants (39 communes drômoises et ardéchoises).

#### Immigration
La population de Valence est l'une des plus cosmopolites de sa région derrière celles de Lyon, Grenoble et Saint-Etienne. Elle a fait l'objet de plusieurs vagues d'immigration, d'abord par des Italiens qui sont arrivés dans la région au XIXe siècle, ensuite par des Arméniens ayant fui le génocide de 1915 puis par des Espagnols et des Portugais dans les années 1950 en enfin par des Maghrébins à partir des années 1960. Les immigrés venus d'Afrique subsaharienne, de Turquie et du Liban arrivés récemment sont de plus en plus nombreux,.

### Services et équipements

#### Services d'urgence et sécurité civile
Les sapeurs-pompiers de la Drôme (SDIS 26) comptent 2 735 effectifs (316 pompiers professionnels et 2 419 volontaires) ; son siège (qui abrite également le Conseil d'administration) est situé au 235 route de Montélier à Valence. Les pompiers de la Drôme ont assuré environ 43 000 interventions en 2024. Le centre de secours principal (connu sous l'acronyme « CSP », communément appelé sapeurs-pompiers de Valence) est le plus important centre d'intervention du département et se trouve au 57 rue de Chantecouriol, dans le quartier de Hugo-Provence à Valence. Il existe également sept centres d'interventions de secours (CIS) dans l'agglomération valentinoise (CIS de Beaumont-lès-Valence, Chabeuil, Étoile-sur-Rhône, Montélier, Portes-lès-Valence, Saint-Marcel-lès-Valence et Saint-Péray). 

#### Hospices civils de Valence
La ville de Valence possède des hôpitaux et établissements de charité dès le Moyen Âge. L'Hôtel Dieu et l'Hôpital Général sont les deux structures existantes à partir du début du XVIIe siècle. D'autres établissements (hôpital de Bourg-lès-Valence, maladreries, confréries hospitalières, structures d'accueil d'orphelines...) leur sont unis avant 1790. L'ensemble des structures et bâtiments prennent le nom d'« Hospices civils de Valence », au sein duquel l'Hôpital Général est l'établissement le plus important. Les Hospices civils ont fait l'objet de dons à toutes les époques. Ces structures n'existent plus à ce jour, et sont remplacées depuis par des hôpitaux plus modernes.

### Enseignement

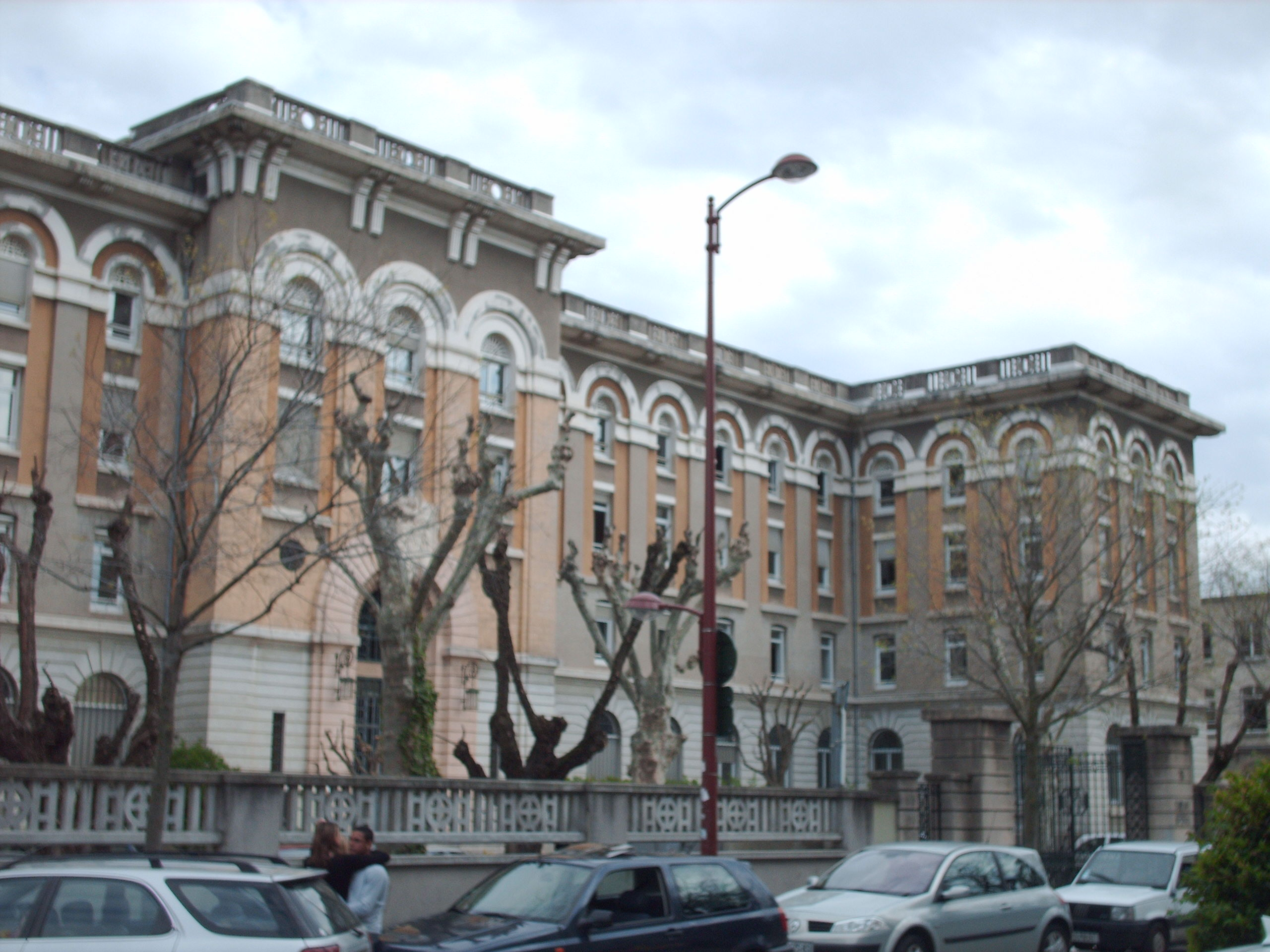
Vue sur la façade ouest du lycée privé catholique Montplaisir.

#### Enseignement scolaire
- Dix collèges (Paul Valéry, Camille Vernet, Sainte-Anne, Jean Zay, Marcel Pagnol, etc.).
- Quatre lycées classiques (Camille Vernet [options artistiques : Cinéma, Art, Musique, Russe], ainsi que sciences de l'ingénieur), Institution Notre-Dame, Institution Saint-Victor, (Émile Loubet [options artistiques : Théâtre, Danse, Chinois]).
- Six lycées d'enseignement professionnel (La Providence, Victor-Hugo, etc.).
- Un lycée d'enseignement polyvalent : général, technique et professionnel (lycée Algoud-Laffemas).
- Un lycée polyvalent tertiaire.
- Un lycée technologique industriel.
- Un Lycée privé catholique Montplaisir.

#### Enseignement supérieur court et long
La ville de Valence est l'antenne de Université Grenoble-Alpes (UGA).
En 1452, Louis, 9e dauphin de France et futur Louis XI, créé l'université de Valence qui comportaient quatre facultés : théologie, droit, médecine et arts. L'université de Valence ferme ses portes sous la Révolution en 1792. Il faudra cependant attendre les années 1970 pour qu’il soit, à nouveau, offert la possibilité de suivre des études supérieures à Valence. Ce redémarrage est appuyé par les collectivités locales.
À ce titre, l’année 1971 est marquée par la création de la faculté libre de droit. En 1973 le premier département IUT Gestion des entreprises et administrations (GEA), rattaché à l'IUT B Grenoble 2, ouvre ses portes. En 1983, la faculté libre de droit est intégrée à l'université des sciences sociales de Grenoble. Le centre de Valence de l'université Stendhal ouvre ses portes avec la création d’un DEUG de « Lettres Modernes » et c’est au tour de l'université Joseph-Fourier d’inaugurer son antenne valentinoise en 1990, avec la mise en place du DEUG sciences, structures et matière.
En 1991, le site de Valence est désigné « Pôle de développement universitaire » par le Comité interministériel d'aménagement du territoire (CIAT) et prend véritablement son essor en 1994 avec la création de l'Agence de développement universitaire Drôme-Ardèche (GIP opérateur d’État, réunissant universités grenobloises et collectivités locales).
Le développement se poursuit dans les années 1990 avec la création de l’École nationale supérieure en systèmes avancés et réseaux (ESISAR) en 1995 et du Laboratoire de conception et d'intégration des systèmes (LCIS), co-habilité Grenoble INP / UPMF (en 1996).
Autres écoles d'études supérieures :
- ESISAR (École nationale supérieure en systèmes avancés et réseaux) dépendant de Grenoble INP ;
- Lycée Camille Vernet : CPGE scientifiques et économiques, ainsi qu'une formation CPES d'une année préparant au concours commun des IEP
- Institut supérieur technologique Montplaisir : CPGE économiques et commerciales ;
- École régionale des Beaux-Arts ;
- École de gestion et de commerce (EGC) ;
- Institut de formation en soins infirmiers Centre hospitalier de Valence ;
- École du film d'animation La Poudrière ;
- Institut supérieur technologique Montplaisir (ISTM) ;
- Ocellia (Ecole des métiers Santé Social en Auvergne Rhône-Alpes)[138].

### Santé
Valence compte deux hôpitaux, un public et un privé. De nombreux professionnels de santé sont installés sur la commune, notamment 58 médecins généralistes, 67 infirmiers, 80 kinésithérapeutes. Depuis 2009, Valence est membre du réseau Ville santé OMS, à travers ses engagements pour la promotion des bonnes pratiques en matière de nutrition, Valence est également très active au sein du Programme national nutrition et santé (PNNS).

#### Centre Hospitalier de Valence
Le Centre Hospitalier de Valence (CHV) emploie 2 570 personnes en 2013. Il regroupe toutes les spécialités cliniques (médecine, cancérologie, chirurgie, gynécologie obstétrique, pédiatrie, psychiatrie, soins de suite et de réadaptation, long séjour…). Il dispose d'une maternité où naissent chaque année environ 2 326 bébés (dont 20,9 % d'accouchements par césarienne et 60,6 % d'accouchements sous péridurale). Le centre hospitalier de Valence a une capacité d'accueil de 740 lits. En 2011, près de 67 000 personnes se sont présentées aux urgences ; le bloc opératoire a pratiqué plus de 10 000 interventions, soit près de 29 interventions par jour ; à la maternité du CHV, plus de 2 000 enfants ont vu le jour. Le Pôle Femme-Mère-Enfant accueille le service de pédiatrie, la néonatologie, l'obstétrique, la chirurgie infantile, la gynécologie et les unités d'hospitalisation de la femme et de l'enfant. Le Pôle Médecines et Pathologies Tumorales accueille le service de gastro-entérologie, l'hématologie oncologie, l'hémovigilance, la pneumologie - infectiologie, la dermatologie, l'addictologie alcoologie, et les soins palliatifs. Le Pôle Gériatrie et Réadaptation regroupe l'équipe mobile gériatrique, l'unité de soins de longue durée (USLD), l'EHPAD, le SSR gériatrique, et la rééducation. Le Pôle Chirurgie Anesthésie Bloc accueille le service d'orthopédie, l'orl, l'ophtamologie, la chirurgie en gynécologie, l'urologie, la neurochirurgie, l'anesthésie, et le bloc opératoire. Le Pôle Médecine et Spécialités regroupe la cardiologie, la neurologie, le Département de médecine, la médecine polyvalente, et la diététique. Après l’ouverture du bâtiment de radiologie, un bâtiment médico-chirurgical de 263 lits et places a ouvert ses portes en juin 2011.

#### Hôpital Privé Drôme Ardèche
L'Hôpital Privé Drôme Ardèche (HPDA) est un complexe né en 2005 de la réunion de la Clinique Pasteur (située sur la commune voisine de Guilherand-Granges) et de la Clinique Générale de Valence (située dans le quartier de Chaffit à Valence). Il dispose de 361 lits et places répartis sur ses deux sites. Son service d’urgences, situé sur le site de Pasteur, est ouvert 7j/7 et 24h/24. En 2013, le personnel de l’Hôpital Privé Drôme Ardèche se compose de 150 médecins et chirurgiens libéraux, 180 infirmiers, 140 aides soignants, 20 sages-femmes, 16 auxiliaires de puériculture, 110 agents de services hospitaliers et brancardiers, 45 autres personnels para-médicaux, et 80 personnels administratifs et techniques.

#### SAMU 26
Le SAMU 26 est un service d'aide médicale d'urgence qui a pour mission de réceptionner et de traiter les appels d'urgences sur le territoire de la Drôme et de Valence. Sa mission est d'apporter une assistance pré-hospitalière aux victimes d'accidents ou d'affections soudaines en état critique.

### Manifestations culturelles et festivités

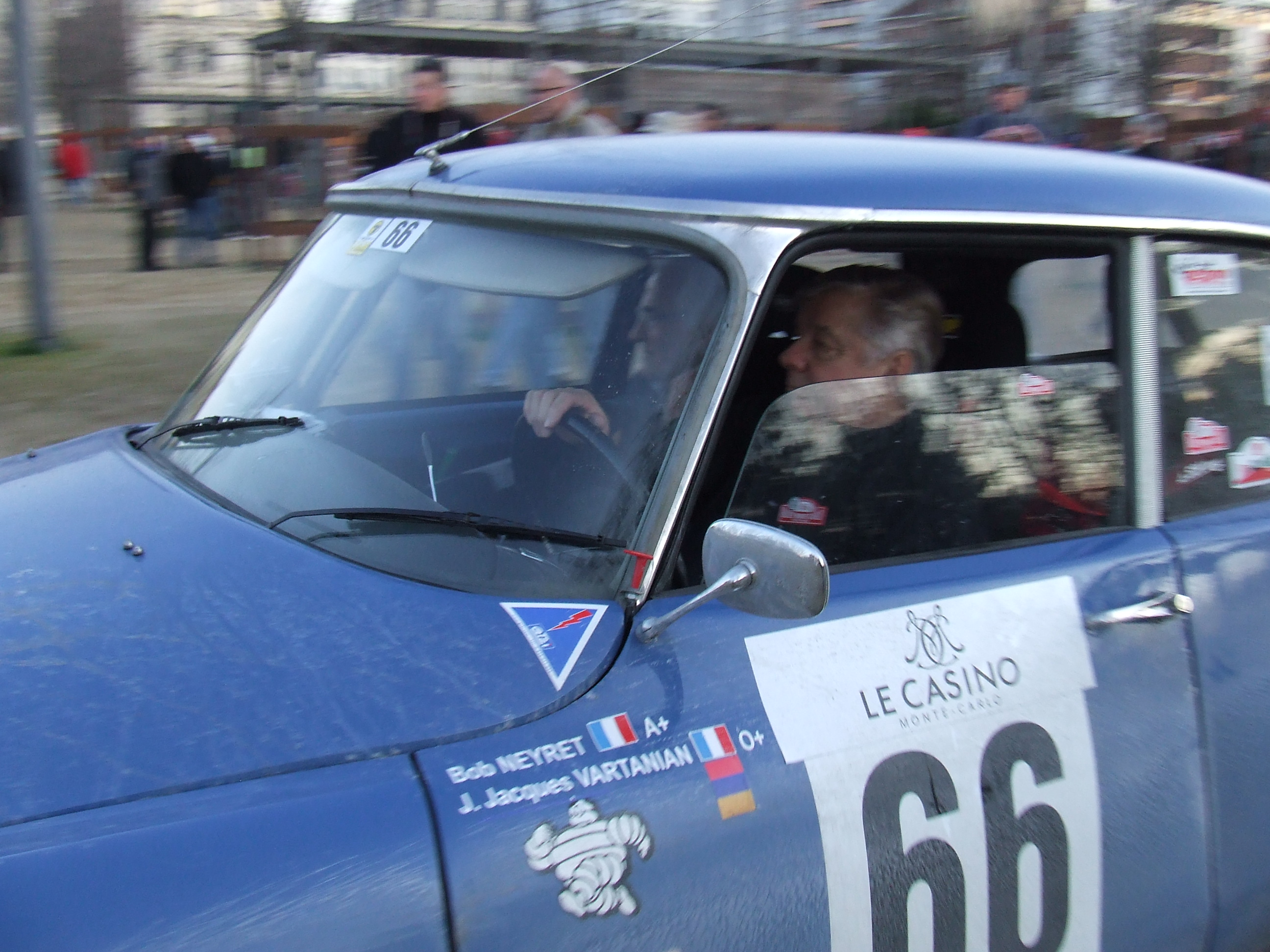
Le pilote de rallye Robert Neyret, à Valence, en direction de l'Exposition automobile de 2010.

- Valence fête le printemps : fête les productions agricoles locales et régionales[I 20],
- Festival Flamenco la MOVIDA
- Boulevards de Chine : brocantes et antiquités[I 21],
- Festival de Valence : concerts gratuits en ville[I 22],
- Fête de la musique : concerts gratuits (Champ de Mars, parc Jouvet),
- Les Féeries d'Hiver : spectacle et feu d'artifice[I 23],
- Scénario au Long Court : Festival international des scénaristes[I 24],
- Fête de la gastronomie : fête annuelle se déroulant en septembre,
- Exposition automobile du Rallye Monte-Carlo historique : exposition sur le Champ de Mars des automobiles participant aux courses historiques des rallyes Monte-Carlo (épreuves réservées aux véhicules d'époque).
- Challenge de l'étudiant  : grand événement étudiant se déroulant tous les ans le temps d'un week-end depuis 1988. Il s'agit d'un ensemble de festivités, un défilé, et des compétitions sportives durant lesquelles s'affrontent les différentes universités et écoles de la ville. Celui-ci est organisé par  l'Association Valentinoise des Étudiants, il s'agit d'un des plus grands événements étudiants de France,
- Festival sur le Champ ! : événement musical (musique française, pop, rock, électro, musique urbaine, hip-hop) gratuit annuel depuis 2015 sur la place du champ de Mars.

### Sports

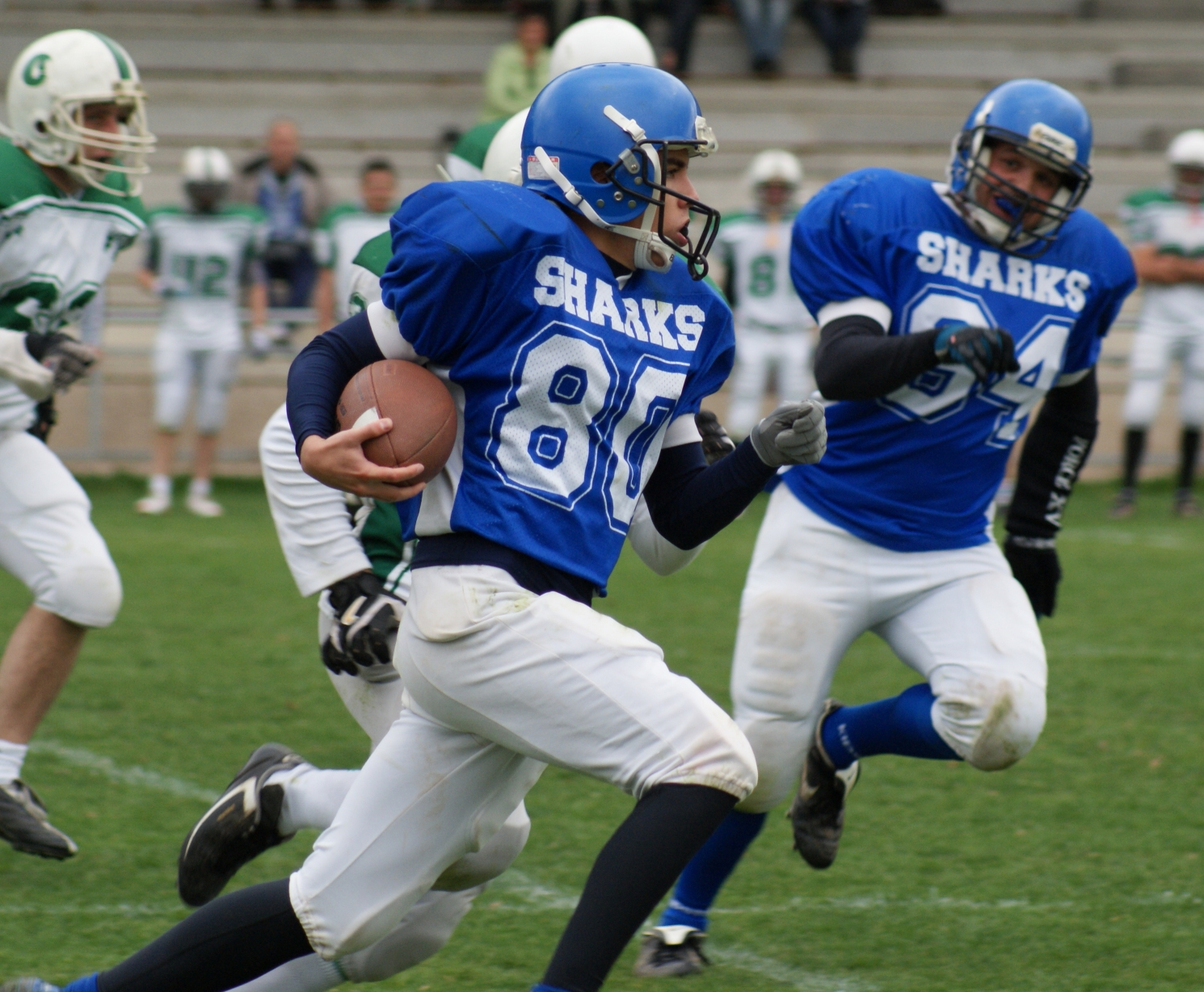
Les Sharks de Valence.

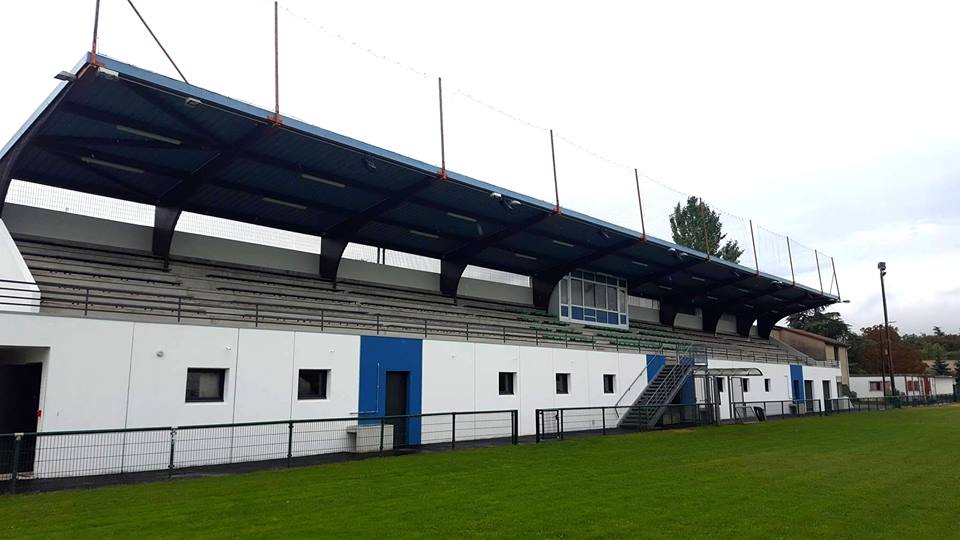
Le stade des Baumes.

- Le stade Georges-Pompidou est le principal stade de Valence avec une capacité d'accueil de 14 380 places[142]. C'est aussi le stade où se déroulent les compétitions d'athlétisme.
- Aviron : L'aviron Valentinois perpétue les traditions en s’exerçant sur le Rhône depuis 1964. Son équipe de compétiteurs s’illustre sur les plus grandes compétitions nationales.
- Basket-ball : le Valence Bourg Basket est un club de basket-ball créé le 6 mai 2011 et situé à Bourg-lès-Valence.
- Football américain : les Sharks de Valence, créés en 2002, évoluent en Championnat de France de Division 3[143].
- Football : l'Association Sportive de Valence (ASV), mise en liquidation judiciaire en août 2005, est remplacée depuis par l'Olympique de Valence qui évolue en National 3 depuis la saison 2023-2024. L'équipe est entraînée par Malik Vivant depuis 2016. L'actuel président est Alain Palacci[144].
- Golf : le Golf Club de Valence s’étend sur environ 50 hectares de bois et de verdure sur la commune de Charpey (dans l'Est valentinois) ; le lieu porte le nom de Golf de Valence - St Didier, et propose un parcours de 18 trous d'une longueur de 5 595 m, par 71. Situé à Bourg-lès-Valence, le Golf des Chanalets propose un parcours de 18 trous, d’une longueur de 5 893 mètres, par 71, et s’ouvre sur de larges panoramas à 360° sur la plaine de Valence avec le Rhône, les reliefs de l’Ardèche et les sommets du Vercors.
- Handball : le Valence Handball évolue dans le Championnat de France de Division 2 depuis la saison 2012-2013.
- Hockey sur glace : l'équipe des Lynx de Valence est fondée en 1976 et évolue dans la division 2.
- Judo : le club du CSF Judo Valence a été créé en 1950. Il compte aujourd'hui 164 licenciés dont 17 ceintures noires. Trois enseignants diplômés d'état ainsi que deux enseignants bénévoles encadrent les cours des plus jeunes aux plus grands.
- Escalade : Le club mineral Spirit, créé en 1996, possédait une salle de bloc à la halle Jean-Bouin. En 2022 s'achève le chantier de la cité de l'escalade, dans laquelle le club s'installe. La cité de l'escalade est composée d'un mur de bloc de 860m², d'un mur de difficulté de 1160m² et de 16m de haut, ansi qu'un mur de vitesse. La salle a été conçue et à pour ambition d'accueillir des compétitions nationales et des délégations en vue des Jeux Olympiques 2024. Le club organise fréquemment des compétitions et accompagne des athlètes dans les championnats régionaux et nationaux. Ce club possède des accès dédiés au mur du polygone, pour la pratique de l'escalade de difficulté sur corde.
- Roller in line hockey : le Valence Roller Hockey possède notamment une équipe qui évolue en championnat de France N2 et compte parmi ses effectifs un junior international.
- Rugby à XV : le club du Valence Romans Drôme Rugby nait en 2016 de la fusion entre les clubs de Valence et de Romans. Le nouveau club évolue en championnat de France, division Pro D2 depuis 2019.
- Squash : le Squash Club de Valence possède une équipe qui évolue dans le championnat de France de nationale 1 avec pour porte drapeau Grégoire Marche, champion d'Europe junior et no 79 mondial.
- Tir à l'arc : Les Archers Valentinois est un club associatif affilié à la FFTA et fondé en 1972. Le club accède à la D1 de TAE Arc à poulies par équipe en 2022 et parvient à se maintenir à la suite de la saison 2023. C'est le club d'archerie de la Drôme comptant le plus d’adhérents. Il occupe le complexe multisport J-M Abattu en Zone des Auréats, qui permet le tir en salle jusqu'à 50 m.
- Triathlon : le Valence Triathlon possède une équipe masculine et une équipe féminine évoluant en deuxième division française.
- Le Ken Shin Kan est une école de sabre japonais qui a pour vocation de promouvoir et d'enseigner les techniques de sabre japonais que sont : le naginata, l'iaidō, le chanbara et le kendo. Le club compte pas moins de 80 licenciés toutes disciplines confondues.
- Le Valence ACE Volley-Ball Club propose des entrainements au volley-ball en loisirs et compétition jeunes et adultes. Le club compte plus de 130 licenciés.

#### Événements sportifs
Le tour de France
Valence a été plusieurs fois ville arrivée d'étape du Tour de France :
- 1996 : Valence a accueilli le Tour de France 1996, en tant que ville étape, le 11 juillet. Il s'agissait de la 11e étape reliant Gap (Hautes-Alpes) à Valence sur une distance de 202 kilomètres. Le coureur colombien José Jaime González remporte sa 1re et seule victoire de ce Tour lors de cette étape[145]. Le 12 juillet, Valence est la ville départ de la 12e étape, la reliant au Puy-en-Velay (Haute-Loire) sur une distance de 143,5 kilomètres[146]. Le coureur suisse Pascal Richard remporte cette étape.
- 2015 : Valence a accueilli le Tour de France 2015 en tant que ville étape, le 19 juillet[147]. Il s'agissait de la 15e étape reliant Mende (Lozère) à Valence sur une distance de 183 kilomètres. Le coureur allemand André Greipel de l'équipe cycliste Lotto-Soudal remporte sa 3e victoire lors de cette étape[148]. Lors de ce Tour, Greipel remporte quatre étapes, son meilleur total sur un grand Tour.
- 2018[149] :
- 2021[149] :
- 2025

Football américain
Le 1er août 2009, Valence a accueilli un match international de football américain entre l'équipe de France et celle d'Allemagne. Le match s'est joué au stade Georges-Pompidou.
Athlétisme
Du 8 au 10 juillet 2010, Valence a accueilli les 122e Championnats de France « Élite » d'athlétisme, où Christophe Lemaitre bat le record de France du 100 mètres en passant sous la barre symbolique des 10 secondes,,.
Le DécaNation 2013 s'est déroulé le 31 août au stade Georges-Pompidou, où près de 10 500 spectateurs s’étaient massés dans les tribunes pour encourager les représentants de l’équipe de France qui a pris la troisième place du DécaNation (avec 118 points) derrière les États-Unis (137 pts) et la Russie (121 pts). Le DécaNation est organisé par la Fédération française d'athlétisme depuis 2005 et réunit des disciplines telles que le 100 mètres, le 400 mètres, le 1 500 mètres, le 110 mètres haies, la hauteur, la perche, la longueur, le poids, le disque et le javelot.

### Médias

#### Presse
- Le Dauphiné libéré est un quotidien régional distribué sur Valence. Il a une rédaction valentinoise.
- L'Écho Drôme Ardèche est un journal économique, basé à Valence. Il couvre les deux départements précités[155].
- Drôme Hebdo (anciennement Peuple Libre) est un journal hebdomadaire catholique basé à Valence. Il couvre l'actualité de tout le département de la Drôme.
- L'Hebdo de l'Ardèche est un journal hebdomadaire basé à Valence. Il couvre l'actualité de tout le département de l'Ardèche.
- L'Agriculture Drômoise est un journal agricole et rural. Il couvre l'actualité de tout le département de la Drôme.

#### Radios
- 87.9 Ici Drôme Ardèche : radio locale publique couvrant ces 2 départements. Ses studios sont à Valence, dans l'ancienne caserne Latour Maubourg.
- 91.3 Europe 2 Rhône : programme locale de Virgin Radio depuis Lyon avec des décrochages publicitaires valentinois.
- 93.6 Radio BLV : radio associative de Bourg-lès-Valence[156].
- 94.0 Chérie FM Vallée du Rhône : déclinaison ardéchoise de Chérie FM[157]. Cette fréquence émet sur Tournon-sur-Rhône mais couvre aussi Valence.
- 94.5 MTI : radio locale commerciale basée à Pierrelatte. Elle couvre la Drôme, l'Ardèche et une partie du Gard[158]. Elle possède un studio au 12 boulevard Vauban à Valence (face à la préfecture).
- 96.8 Nostalgie Vallée du Rhône : déclinaison valentinoise de Nostalgie diffusant aussi sur Montélimar (92.7 FM)[159].
- 97.8 Radio A : radio associative consacrée à la communauté arménienne valentinoise[160].
- 99.2 Radio Méga : radio associative valentinoise.
- 100.2 NRJ Vallée du Rhône : déclinaison valentinoise de NRJ. Elle diffuse son programme local sur quelques villes drômoises[161]. Elle est située au 50 rue Denis Papin, à côté de la gare de Valence-Ville, tout comme Nostalgie Vallée du Rhône.
- 101.5 RCF Drôme : radio locale du Diocèse de Valence[162].

#### Télévision
Outre le Mont-Pilat et le Mont-Ventoux qui sont les grands émetteurs couvrant Valence, les émetteurs de Saint-Romain-de-Lerps (quartier La Chavas) et de Bourg-lès-Valence (quartier Talavard) sont les réémetteurs permettant à l'agglomération valentinoise de capter confortablement les chaînes de la TNT. Parmi ces chaînes, il y a France 3 Rhône-Alpes et France 3 Alpes qui y sont diffusées. Un bureau local pour France 3 existe aussi à Valence. Une WebTV (www.mistraltv.fr) est créée en avril 2014, télé local en Drôme Ardèche.

### Cultes

#### Christianisme

##### Catholicisme
Valence compte deux paroisses catholiques, qui dépendent du diocèse de Valence, doyenné de Valence : Notre-Dame-des-Peuples de Valence, et Saint-Émilien-de-Valence.

##### Protestantisme
- Église protestante unie de Valence : temple protestant Saint-Ruf, rue Saint James, et du Charran, rue d'Érevan[167].
- Église Protestante Evangélique du Valentinois, avenue de Verdun[168].
- Église Chrétienne Évangélique Châteauvert, cours Voltaire[169]
- Église Évangélique Maranatha des Frères Arméniens, rue Petit Paradis[170]
- Eglise Evangélique Arménienne, rue Roger Salengro[171].
- Eglise M, rue Alphonse Daudet[172].
- Eglise Evangélique de Pentecôte, rue Montplaisir[173].
- Armée du salut[I 27].

##### Mormons
L'Église de Jésus-Christ des saints des derniers jours (ses adeptes sont appelés Mormons) est installée à Valence.

#### Judaïsme
La communauté juive dispose aussi d'une synagogue, dans le centre-ville de Valence.

#### Islam
Une mosquée, dans le centre-ville de Valence, accueille les membres du culte musulman. Cependant la grande mosquée de Valence se situe au sud du parc Jean-Perdrix dans le quartier populaire de Fontbarlettes[réf. nécessaire].

#### Bouddhisme
Le Sangha Loka est un cercle de pratiquants qui se réunit régulièrement pour la pratique et l’étude de l’enseignement du Bouddha.

### Valence, ville de garnison
Depuis l'installation en 1773 d'un régiment d'artillerie, le régiment de la Fère, Valence a été le lieu de cantonnement de nombreuses unités militaires.
- Le 75e régiment d'infanterie occupe pendant longtemps la caserne Baquet.
- De 1852 à 1875, une école d'artillerie, installée par Bonaparte sous le Consulat puis supprimée en 1828, est rétablie.
- Le 6e régiment d'artillerie de campagne (1906-1914) est cantonné à la caserne Chareton, qui sera détruite pendant la Seconde Guerre mondiale.
- En 1948, le 404e régiment d'artillerie anti-aériens s'installe au quartier de Latour Maubourg, puis, en 1951, le 477e groupe d'artillerie antiaérienne légère à la caserne Baquet. En 1955, le 477e GAAL est rattaché au 404e RAA, qui sera dissout en 1964.
- 10e et 12e batteries de 155 du 2e régiment d'artillerie de campagne, 1914.
- 184e régiment d'artillerie lourde tractée, 1939 - 1940.
- En 1879, le 5e régiment de chasseurs à cheval s'installe dans la caserne nouvellement construite, avenue de Romans (quartier de Latour Maubourg).
- 1er régiment de hussards, 1906.
- 504e régiment de chars de combat, 1939-1940 :
  - 10e bataillon de chars de combat ;
  - 11e bataillon de chars de combat ;
  - 12e bataillon de chars de combat.

Depuis 1984, le 1er régiment de spahis est installé à la caserne Baquet (quartier des Charrans).

## Économie

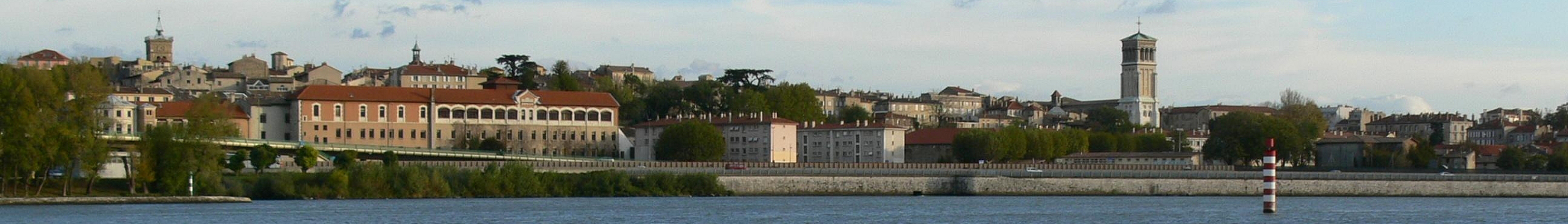
Panorama de Valence vue de la rive droite du Rhône, à Guilherand-Granges (en territoire ardéchois).

Point névralgique des grands itinéraires européens nord-sud et porte du sillon alpin pour les liaisons est-ouest en direction de l’Italie et de la Suisse, le territoire de l'agglomération valentinoise se développe autour d’entreprises innovantes, d’une offre en enseignement supérieur, de pôles d’excellence et d’une offre foncière économique. Le développement de l’économie de Valence est favorisé par la proximité des grandes métropoles comme Lyon ou Genève et, grâce aux axes de transport, des grandes capitales européennes.
Le développement économique de Valence peut également compter sur un territoire producteur de richesses dans l'agroalimentaire, les hautes technologies avec la présence de grands groupes de l’électronique ou de l’aéronautique, de nombreuses PME innovantes et d’un pôle universitaire d’importance comme dans l’image animée et la connaissance avec la présence de grands studios d’animation reconnus internationalement pour la qualité de leurs productions.
L’agglomération valentinoise par sa position géographique et stratégique à la croisée des principaux flux européens, bénéficie d’infrastructures exceptionnelles et multimodales : la gare ferroviaire de triage, le port de commerce de Valence : desserte fluviale et fluviomaritime par le Rhône, par le canal du Rhône à la Méditerranée et par l'accès au gabarit Freycinet vers le nord, un accès autoroutier à l’A7 et une branche vers l’Isère et l’Italie (A49), un embranchement ferroviaire donnant accès aux flux Europe-Méditerranée et à l’Italie.
Valence héberge le siège de la marque Crouzet (aéronautique, automatisme, électronique, micro mécanique, défense) ; des usines du groupe Thales (groupe d'électronique spécialisé dans l'aérospatial, la défense et les technologies de l'information qui compte 720 employés sur le site valentinois) ; des usines de la marque Scapa (équipements sportifs) ; des usines de la société Agrana Fruit (fabrication de boissons et mise en conserve de fruits) ; des usines de l'entreprise Andros (fabrication de conserve de fruits et de biscuiterie sucrée), des usines de l'entreprise Allopneus (vente de pneus), le siège de la société de production Folimage (production de films d'animation) ; mais aussi compte sur son territoire communal et son agglomération des usines et des sociétés de métallurgie, d'électronique, de mécanique de précision, et d'agroalimentaire (comme les usines des Cafés Pivard et des brioches Pasquier).
Valence est également le siège de la Chambre de commerce et d'industrie de la Drôme (CCI de la Drôme), qui gère plusieurs équipements dont le port de plaisance de l'Épervière, le port de commerce de Valence et l'aéroport de Valence-Chabeuil (tous trois situés dans l'agglomération).
Selon l'Insee en 2005, le pourcentage de la distribution de la population active par secteurs d'activité était :
| Agriculture | Industrie | Construction | Services |
| ----------- | --------- | ------------ | -------- |
| 0,9 %       | 17,8 %    | 4,8 %        | 76,5 %   |

- Agroalimentaire (fruits, légumes, vins) ;
- Métallurgie ;
- Construction mécanique ;
- Électronique / Monétique / Automatismes.

### Zones d'activités économiques
Les parcs d'activités économiques sont gérés par la communauté d'agglomération Valence Romans Agglo qui aménage des espaces à vocation économique, et commercialise les lots une fois ceux-ci viabilisés. Elle joue aussi un rôle d'interface entre l'offre et la demande de locaux privés vacants. Aujourd'hui, la communauté d'agglomération gère 35 parcs d'activités économiques (zones industrielles, artisanales et commerciales, parcs d'activités à vocation unique ou mixte...) répartis sur l'ensemble de son territoire.

#### Zones commerciales
La zone commerciale des Couleures (dans le nord-est de la ville) compte environ 90 enseignes grand public dans le domaine de l'équipement, de la maison, du sport et de la personne. Première zone d’activités commerciales de Drôme et Ardèche, elle concentre plus de 60 000 m2 de surface de vente et compte plus de 900 salariés. Son rayon d’attraction est de 30 kilomètres autour de Valence.

#### Zones industrielles
La zone industrielle des Auréats est le plus ancien site industriel valentinois. Situé à cheval sur les communes de Valence et Portes-lès-Valence, il s'étend sur 120 hectares et compte aujourd’hui 14 000 salariés et plus de 180 entreprises (côté Valence). La ZI des Auréats comprend plusieurs entreprises dans le secteur automobile, le domaine de l’industrie, du bâtiment et de l’outillage, le secteur agroalimentaire, et le domaine de l’ameublement et de la décoration. Cette vaste zone industrielle est un carrefour stratégique car elle se situe sur les axes de circulation autoroutière desservant le sillon alpin et la vallée du Rhône (A7-A49).
La zone industrielle de la Motte, située entre le pont des Lônes au nord, la ZI des Auréats à l'est, le port de commerce de Valence au sud, et le Rhône à l'ouest, elle s'étend sur 63 ha et comprend un parc d'activités logistiques. Plusieurs grandes entreprises y sont installées dont Picard Surgelés (distribution de produits surgelés), Andros (fabrication agro-industrielle), Euromaster (distributeur de pneumatiques), Leroy Merlin (spécialisé dans la construction, le bricolage et le jardinage ; en 2007, l'entreprise y installe sa base logistique pour le Grand Sud-Est ; 56 000 m2/290 emplois dont 140 pour le magasin), et Allopneus (1re enseigne de vente de pneus en France, y possède un bâtiment de 42 000 m2 ayant une capacité de stockage de 700 000 pneus, et projette la construction d'ici 2019 d'un bâtiment logistique de 84 000 m2).

#### Parcs d'activités
- Le parc d'activités Briffaut est un parc à vocation mixte (industrielle, automobile et tertiaire). Situé dans l'est de la ville, il s'étale sur 112 ha[180] et comptent 320 entreprises[180]. Il est divisé en deux secteurs : Briffaut-Est et Briffaut-Ouest. Environ 200 entreprises se trouvent sur le secteur de Briffaut-Est (dont un pôle automobile regroupant différentes concessions et services associés), et environ 120 entreprises sur celui de Briffaut-Ouest.
- La zone d'activités du plateau de Lautagne, située dans le sud de la ville[181], s'étend sur 20 hectares et regroupe une quarantaine d'entreprises technologiques à forte valeur ajoutée et environ 1 400 salariés[182]. Une extension de 10 hectares environ est programmée depuis le deuxième semestre 2015[183].
- Le parc d'activités Rovaltain est un quartier d'affaires construit autour et à partir de la gare de Valence TGV, à environ 10 kilomètres au nord-est du centre de Valence (à cheval sur les communes de Saint-Marcel-lès-Valence et Alixan). Créé en 1994, au sein du syndicat mixte d’aménagement Rovaltain, le parc s’est stratégiquement développé entre les bassins de vie de Valence et Romans-sur-Isère, autour de la gare de Valence TGV offrant un accès à la métropole lyonnaise en 30 minutes. Il s'étale sur 162 hectares, compte 125 entreprises et 2 000 salariés[184]. Le parc d'activités Rovaltain est certifié ISO 14001[185].

#### Technoparcs
Les technoparcs de Valence sont composés d’une quarantaine d’entreprises à vocation tertiaire et technologique : Technoparc de la Plaine : 5 entreprises ; technoparc des Hautes Faventines : 25 entreprises ; technoparc du Rousset : 10 entreprises. L'hôtel d'activités Cime, installé dans les anciens locaux de Tézier, regroupait 86 entreprises de services jusqu'en 2014. Le site subit actuellement[Quand ?] des travaux de reconversion.

### Entreprises et commerces
Fin 2010, 7 260 établissements étaient installées sur la commune de Valence : 70 % dans le secteur tertiaire du commerce, et 16 % d'établissements de l'administration publique (scolaire, santé…). L'industrie ne représente que 5 % des établissements de la commune. Un tiers de ses unités économiques emploient moins de 10 salariés. La commune compte plus de 5 000 entreprises, dont 650 de plus de 10 salariés et 500 commerces dans le seul centre-ville.

### Revenus de la population et fiscalité
En 2010, le revenu fiscal médian par ménage était de 22 772 €, ce qui plaçait Valence au 26 828e rang parmi les 31 525 communes de plus de 39 ménages en métropole.
| Taxe                                                | Part communale | Part intercommunale | Part départementale | Part régionale |
| --------------------------------------------------- | -------------- | ------------------- | ------------------- | -------------- |
| Taxe d'habitation                                   | 17,55 %        | 0,00 %              | 7,80 %              | 0,00 %         |
| Taxe foncière sur les propriétés bâties (TFPB)      | 25,17 %        | 0,00 %              | 11,57 %             | 2,12 %         |
| Taxe foncière sur les propriétés non bâties (TFPNB) | 49,21 %        | 0,22 %              | 42,44 %             | 5,28 %         |
| Cotisation foncière des entreprises (ex-TP)         | 0,00 %         | 24,27 %             | 0,00 %              | 0,00 %         |

### Emploi
En 2009, 44 612 personnes avaient un travail, dont 91,4 % un emploi salarié. Le taux de chômage sur la commune est de 16,5 %.
| Catégorie professionnelle                    | Nombre d'emploi |
| -------------------------------------------- | --------------- |
| Agriculture                                  | 300             |
| Industrie                                    | 5 441           |
| Construction                                 | 2 120           |
| Commerce, transports, services divers        | 21 177          |
| Administration publique, enseignement, santé | 14 993          |

### Prix de l'immobilier
Depuis 2023 le marché immobilier résidentiel connaît un affaiblissement de son volume de transaction d'environ 22%. Pour autant, les prix des biens restent stables depuis 2022 avec une médiane à 2 142 € /m² et des valeurs extrêmes relevées entre 1 246 € /m² et 3 226 € /m².

## Culture locale et patrimoine

### Lieux et monuments
De nombreux monuments de la ville de Valence sont protégés au titre des monuments historiques. Beaucoup de ces monuments se trouvent dans le quartier du Vieux Valence.

#### Vieux Valence

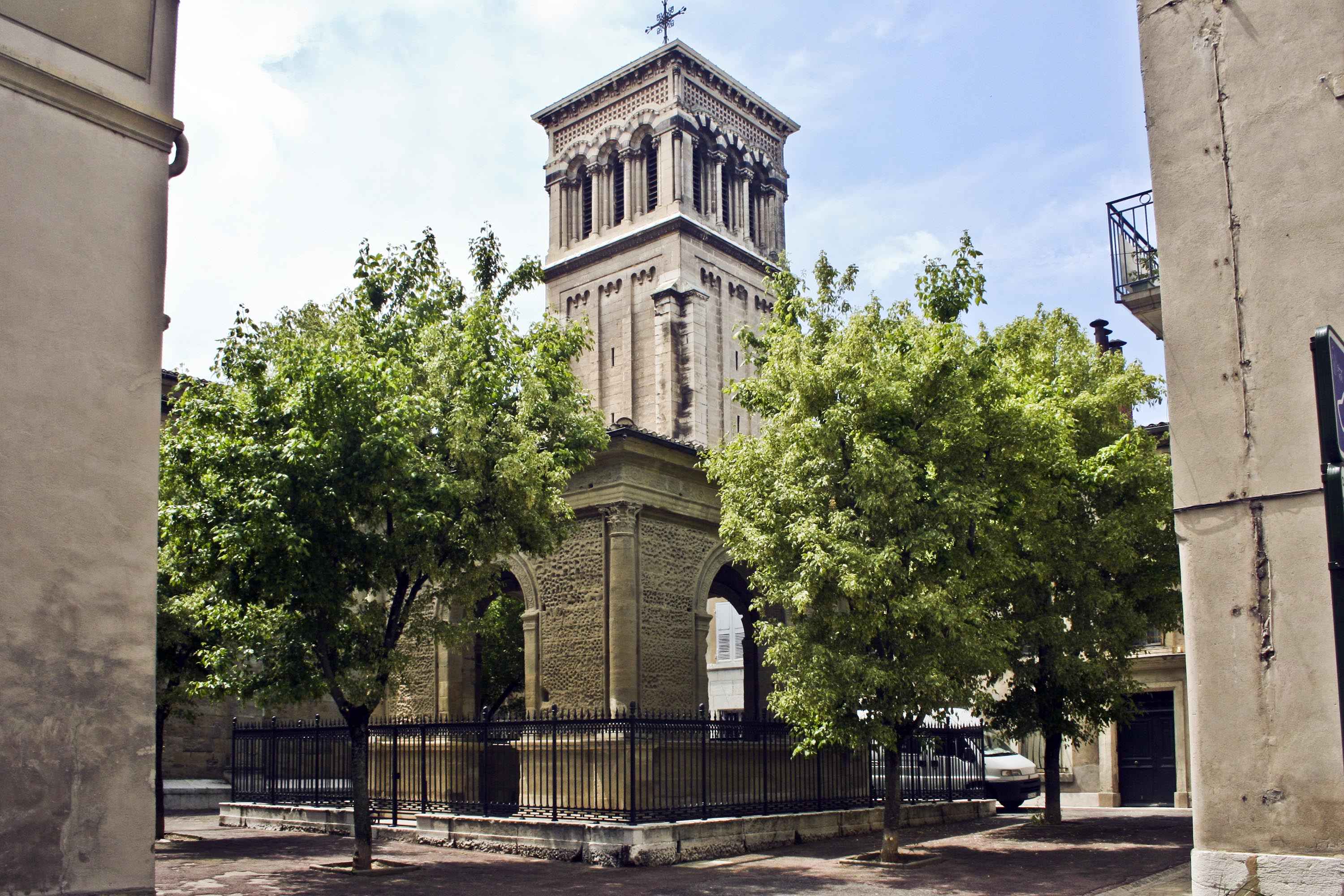
Le Pendentif et le clocher de la cathédrale Saint-Apollinaire.

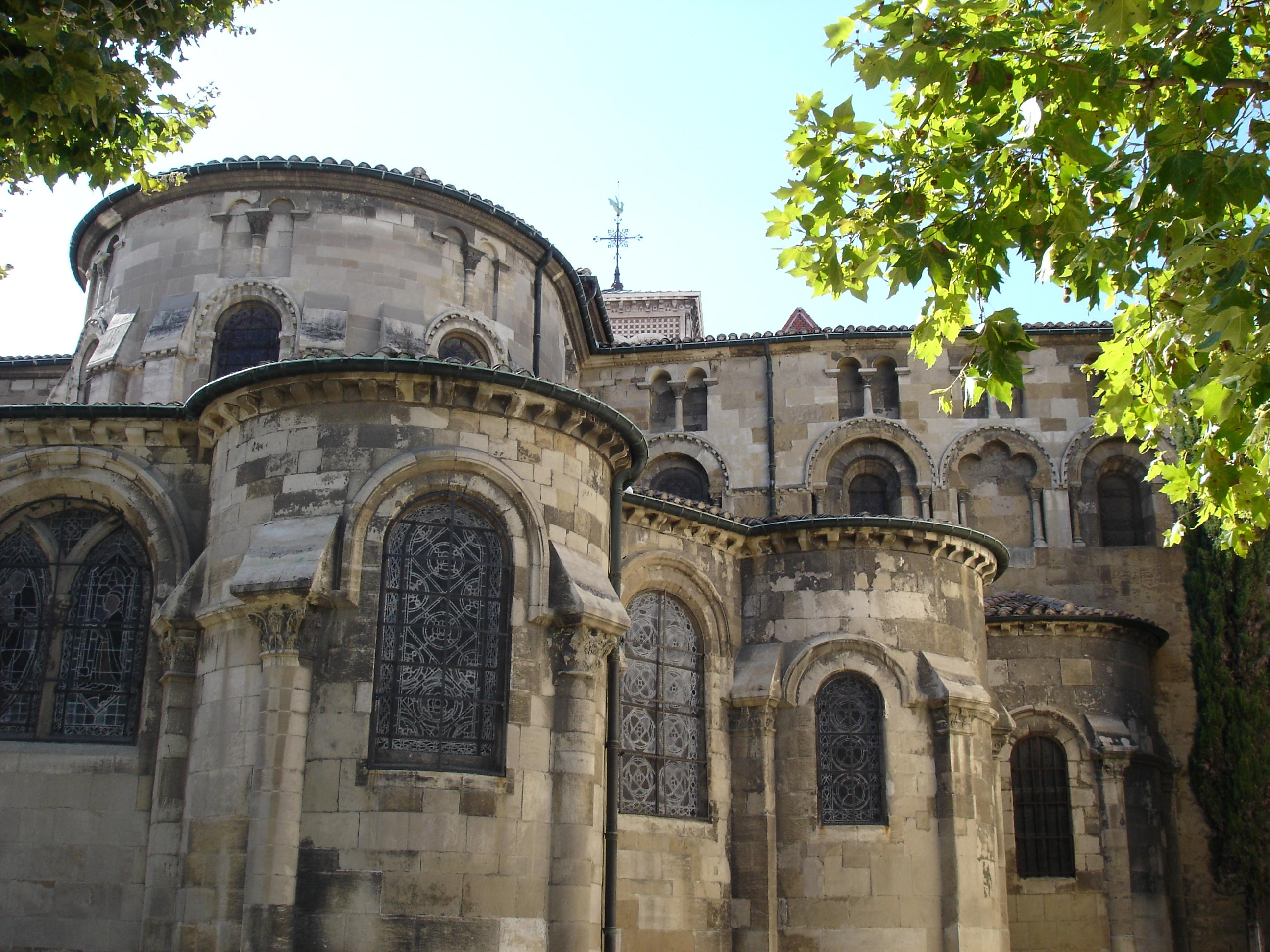
Le chevet de la cathédrale Saint-Apollinaire depuis la place des Clercs.

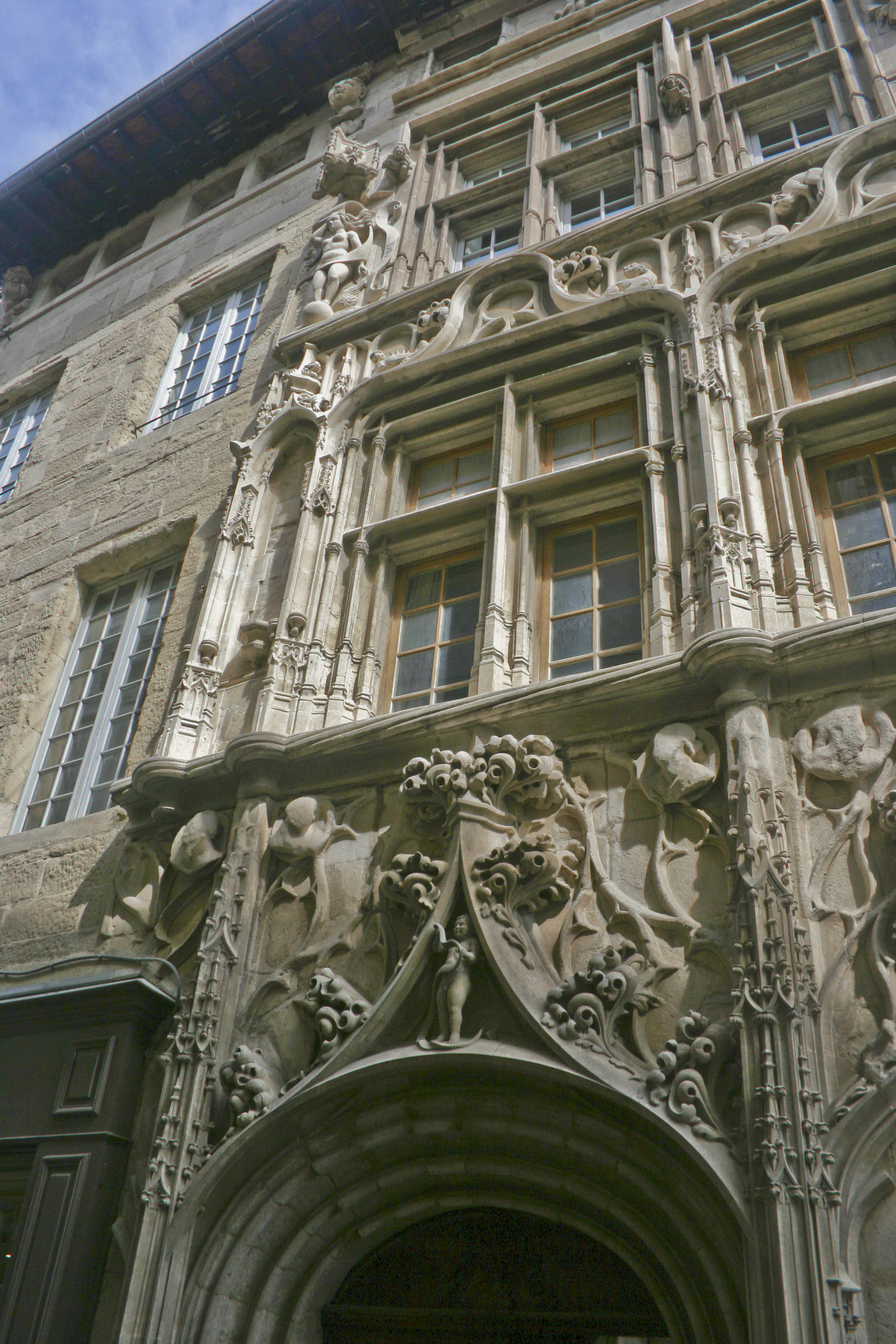
La façade Renaissance de la Maison des Têtes.

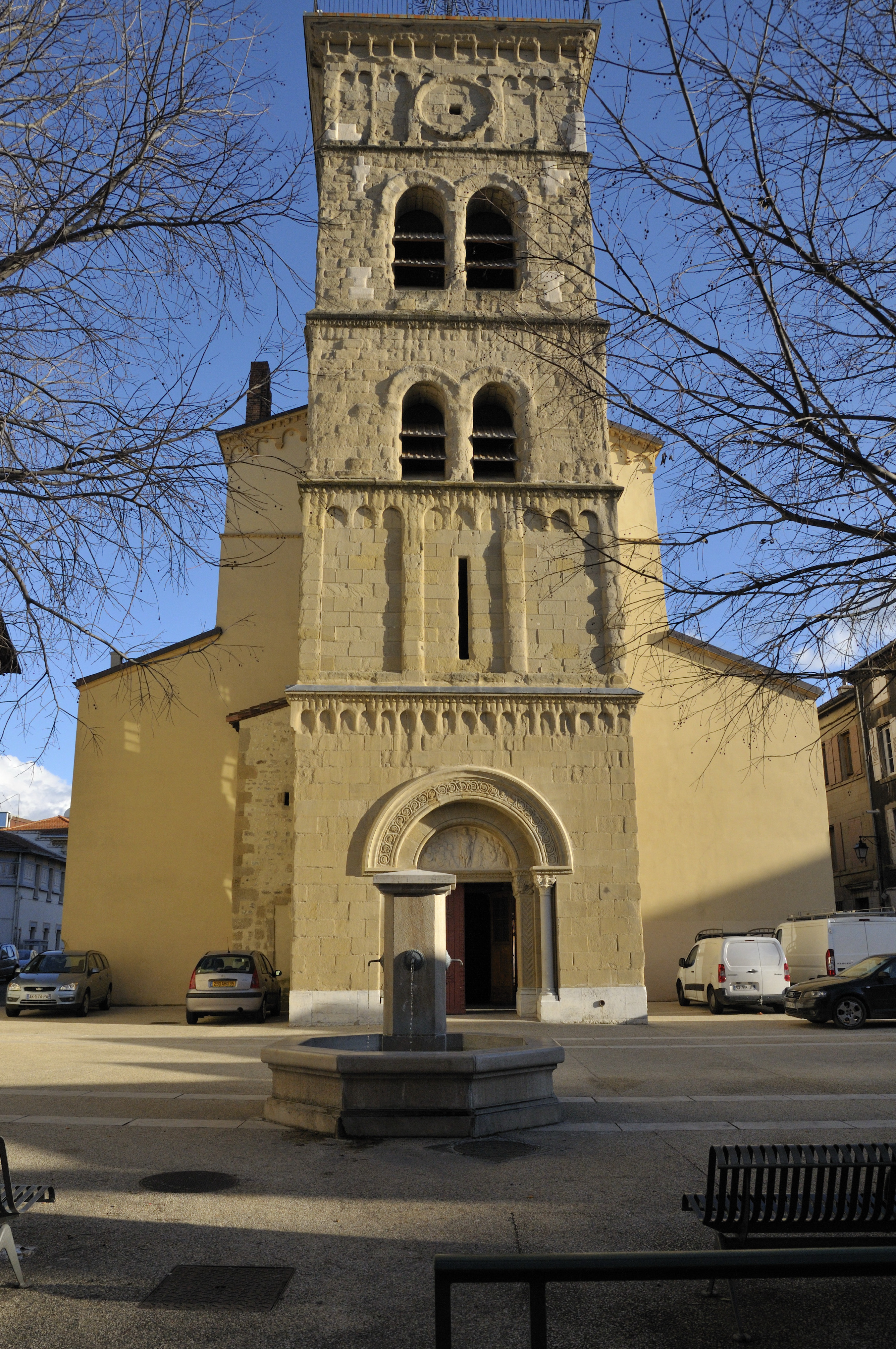
L'église Saint-Jean-Baptiste.

Le Vieux Valence est un quartier situé dans la vieille ville de Valence, s'articulant principalement autour de la place des Clercs, il se compose également de deux sous-quartiers : Basse ville et Saint-Jean. Il faut attendre le XIXe siècle pour que la ville sorte de ses remparts, remplacés par des boulevards dès 1860. Valence se développe alors en éventail autour de son centre ancien. Dans ce quartier qui composait autrefois le centre historique de la ville, on y trouve plusieurs monuments et lieux remarquables[réf. nécessaire].
La cathédrale Saint-Apollinaire est une cathédrale de style roman, qui fut érigée sur la place des Ormeaux au XIe siècle. C'est l'évêque Gontard (1063-1099) qui impulsa la construction de cet édifice qui est aujourd'hui le plus ancien de la ville.

Détruite lors des guerres de Religion, la cathédrale est reconstruite au XVIIe siècle et son clocher, qui menaçait de s'effondrer après avoir été foudroyé, est remplacé au XIXe siècle.

Plusieurs blocs de pierre de la cathédrale Saint-Apollinaire sont des remplois de constructions gallo-romaines de la cité de Valentia[réf. nécessaire].
La Maison des Têtes, construite entre 1528 et 1532 par Antoine de Dorne, consul de Valence, professeur royal à l'université, dont la façade Renaissance comporte plusieurs têtes sculptées représentant les vents, la fortune, le temps ou encore la théologie. Cette maison, marquant le passage du style gothique au style renaissance, doit son nom aux nombreuses têtes qui ornent sa façade. Son corridor est orné de bustes d'empereurs romains. Le bâtiment est classé au titre des monuments historiques depuis 1944.
Le Pendentif de Valence est un bâtiment d'inspiration Renaissance qui est probablement le monument funéraire de Nicolas Mistral, chanoine de la cathédrale Saint-Apollinaire. Il aurait été construit en 1548 d'après une pierre gravée portant une inscription allant dans ce sens. Ce monument fut transformé, après la Révolution, en débit de boissons. Il a été racheté par la ville de Valence vers 1830 et fait partie des premiers monuments inscrits à l'inventaire national des monuments historiques après une visite de Prosper Mérimée dans la Drôme[réf. nécessaire].
La maison du Drapier, datée du XIIIe siècle, garde un aspect médiéval malgré les restaurations du XIXe siècle. Elle appartenait probablement, à l'origine, à un riche marchand drapier. Le rez-de-chaussée était consacré à la production artisanale et au commerce, tandis que les étages abritaient le logement de l’artisan[réf. nécessaire].
La maison de la Pra est un hôtel particulier XVe siècle, propriété de Claude Frère, riche marchand qui fut premier président du parlement du Dauphiné. Le lanternon de l'escalier à vis se dresse sur les anciens remparts entre la tour de la cathédrale et le clocheton de Saint-Jean, au cœur de la vieille ville[réf. nécessaire].
La maison Dupré-Latour, datant du XVIe siècle, comporte une remarquable tourelle d'escalier. La maison Dupré-Latour est un ancien hôtel particulier qui fut édifié par la famille Genas, négociants enrichis par le commerce du sel. En 1760, l'hôtel est racheté par François Dupré-Latour dont le nom lui restera attaché et dont les descendants continueront à habiter. En 1993, la maison est cédée à la ville, et classée au titre des monuments historiques depuis 1927.
La maison mauresque dite mauresque à Ferlin, du nom de son propriétaire est bâtie en 1858. D'inspiration orientale, elle possède aussi de nombreuses caractéristiques imitées du Moyen Âge, notamment ses gargouilles[réf. nécessaire].
L'église Saint-Jean-Baptiste date des XIe et XIIe siècles. Sa tour-porche néo-romane est érigée à partir du XIXe siècle. Cette église de la vieille ville est perchée au point le plus haut de la ville. Elle serait l'un des tout premiers lieux de culte chrétien de la ville[réf. nécessaire].
Le temple protestant Saint-Ruf est une ancienne chapelle d'un prieuré roman. L'ordre des chanoines réguliers de saint Ruf est né à Avignon, lorsqu'une petite communauté de clercs devient un des fers de lance de la réforme du clergé dans le sillon rhodanien et au-delà. Cette importance acquise par les chanoines de Saint-Ruf a généré des tensions avec le chapitre cathédral, qui aboutissent au transfert du chef d'ordre (c'est-à-dire l'abbaye-mère) à Valence[réf. nécessaire].
L'église Notre-Dame, située rue Berthelot, a été édifiée au milieu du XIXe siècle. Ses offices y sont maintenant menés par la Fraternité sacerdotale Saint-Pierre selon la forme tridentine du rite romain[réf. nécessaire].
Le théâtre à l'italienne date de 1837. Le site est celui de l'ancien couvent Sainte-Marie-de-la-Visitation. Au départ, le projet était d'y édifier un hôtel de ville. La décision traînant en longueur, la ville profite de l'occasion pour soutenir une initiative privée pour la construction d'un théâtre. La salle à l'italienne a été aménagée entre 1886 et 1887, par l'architecte Ange Madona. Le plafond à coupole est traité en trompe-l'œil ; il rappelle le Temple des Arts où figure les quatre genres (drame, comédie, opéra, vaudeville). Entièrement rénové dans les années 1990, le théâtre de la ville est l'un des joyaux de l'architecture du XIXe siècle à Valence. Il dispose de 390 places, d'une salle de répétition, et d'un studio de danse[réf. nécessaire].
L'abbaye Notre-Dame de Soyons est une ancienne abbaye bénédictine de femmes, créée en 1632 par le transfert de l'abbaye de Saint-Jean-Évangéliste du bourg de Soyons (Ardèche) à la suite des guerres de Religion. Elle est inscrite au titre des monuments historiques depuis 1926.
La chapelle des Capucins, aujourd'hui désaffectée, est un ancien lieu de culte catholique. La façade offre un portail monumental classique : une porte à arc en plein cintre surmontée d'un fronton cintré brisé avec une niche contenant la statue d'un évêque (saint Venance), et deux baies en plein cintre de part et d’autre. À l'intérieur, le maître-autel est inclus dans un retable XVIIe siècle qui comporte un tableau représentant saint Venance entouré d'anges. Les objets mobiliers de la chapelle classés et inscrits sont conservés aux Archives départementales[réf. nécessaire].
Le centre du patrimoine arménien est un lieu d'histoire et de mémoire original qui aborde l'actualité autour de grandes thématiques : les migrations, la mémoire des conflits, l'histoire des peuples et des cultures. En effet, Valence possède l'une des plus importantes communautés arméniennes de France. Le centre du patrimoine arménien est installé dans l'ancienne faculté de droit au cœur du centre piéton de Valence, à proximité du quartier historique des Valentinois d’origine arménienne (concentré autour des rues Bouffier, d'Arménie et de Belle Image)[réf. nécessaire].
L'ancienne préfecture, près de la place Saint-Jean, dont il ne reste plus que la porte d'entrée monumentale. Le reste a été détruit lors d'un bombardement pendant la Seconde Guerre mondiale le 15 août 1944. Elle occupait ce lieu depuis la fin du XVIIIe siècle. Auparavant, se trouvait le palais abbatial de Saint-Ruf.
La place des Clercs, bordée de façades colorées. C'est à partir du Ve siècle, lorsque le quartier épiscopal fut créé, que la place des Clercs commença à prendre de l'importance. Des commerces s'installèrent, des marchés eurent lieu et l'on y rendait justice. On y trouvait à l'époque médiévale deux églises : la cathédrale à partir du XIe siècle et Notre-Dame de la Ronde qui était plus ancienne (il reste une colonne située actuellement[Quand ?] dans les toilettes publiques). Les guerres de religion détériorèrent considérablement ces bâtiments[réf. nécessaire].
Les « côtes », pittoresques montées vers la ville haute. On trouve des traces des enceintes d'autrefois en haut de la côte Sainte-Ursule et en bas de la côte Sylvante ; elles servaient à protéger la ville des invasions, épidémies ou inondations dues aux crues du Rhône. Elles étaient très utilisées à l'époque médiévale par le peuple (bateliers, charretiers, muletiers…) qui empruntait ces escaliers pour aller jusqu'aux petites rues et places de la ville haute. La côte Sainte-Ursule quant à elle était moins empruntée ; elle séparait les propriétés de deux monastères. Elle est établie à l'emplacement du théâtre romain et servait probablement de sortie. On peut également citer les côtes Saint-Martin, Saint-Estève, des Chapeliers et de la Voûte[réf. nécessaire].
L'hôtel de ville de Valence, situé sur la place de la Liberté au cœur du centre-ville, a été inauguré en 1894. Son architecture est particulière, puisqu’il possède un beffroi, clocher laïque symbolisant l’indépendance de la ville par rapport à l’Église catholique, une façade classique et un toit de tuiles de différentes couleurs. Il héberge les activités de la mairie, avec les bureaux du maire, du conseil municipal et des services administratifs[réf. nécessaire].

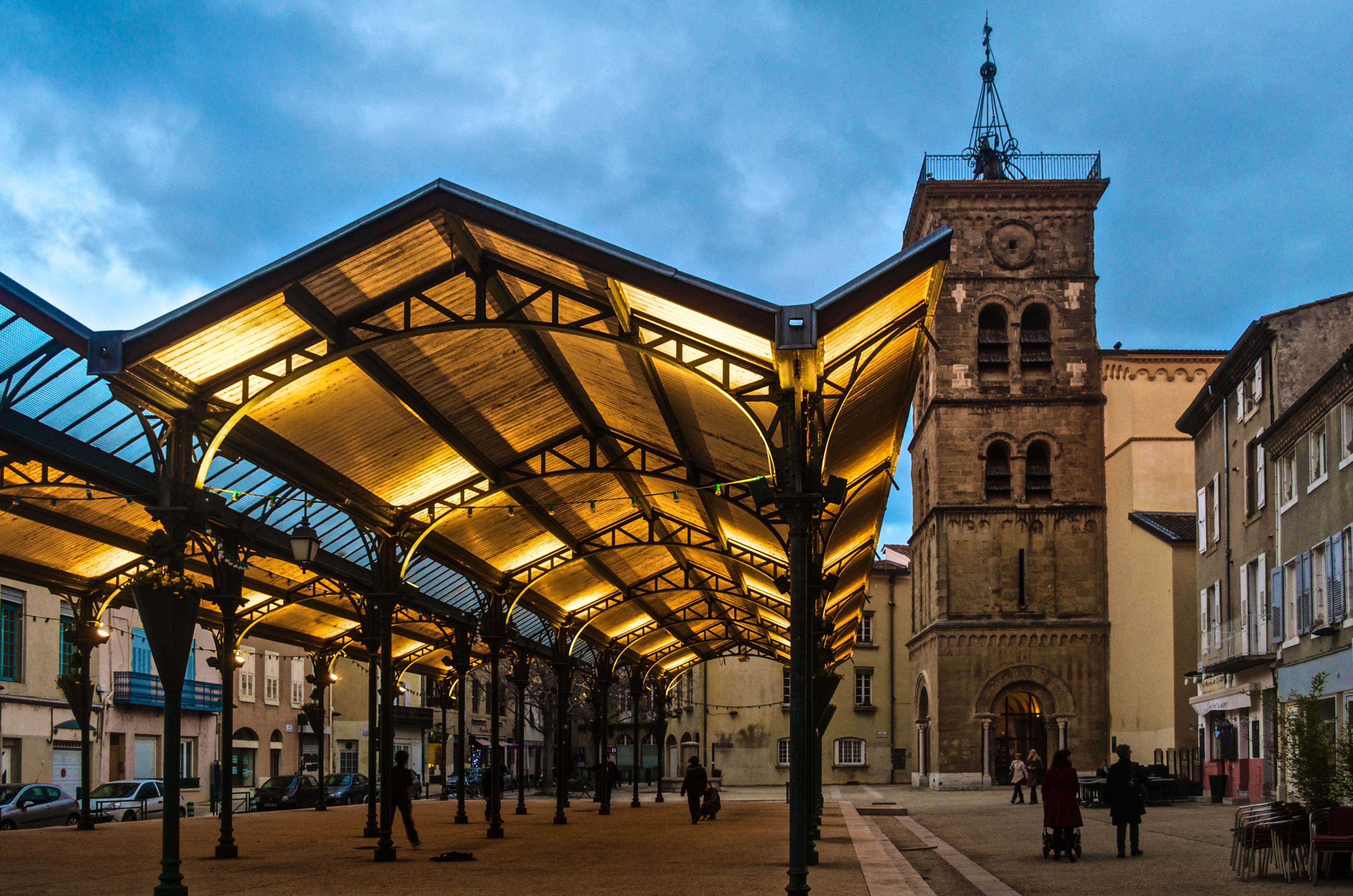
Place Saint-Jean.
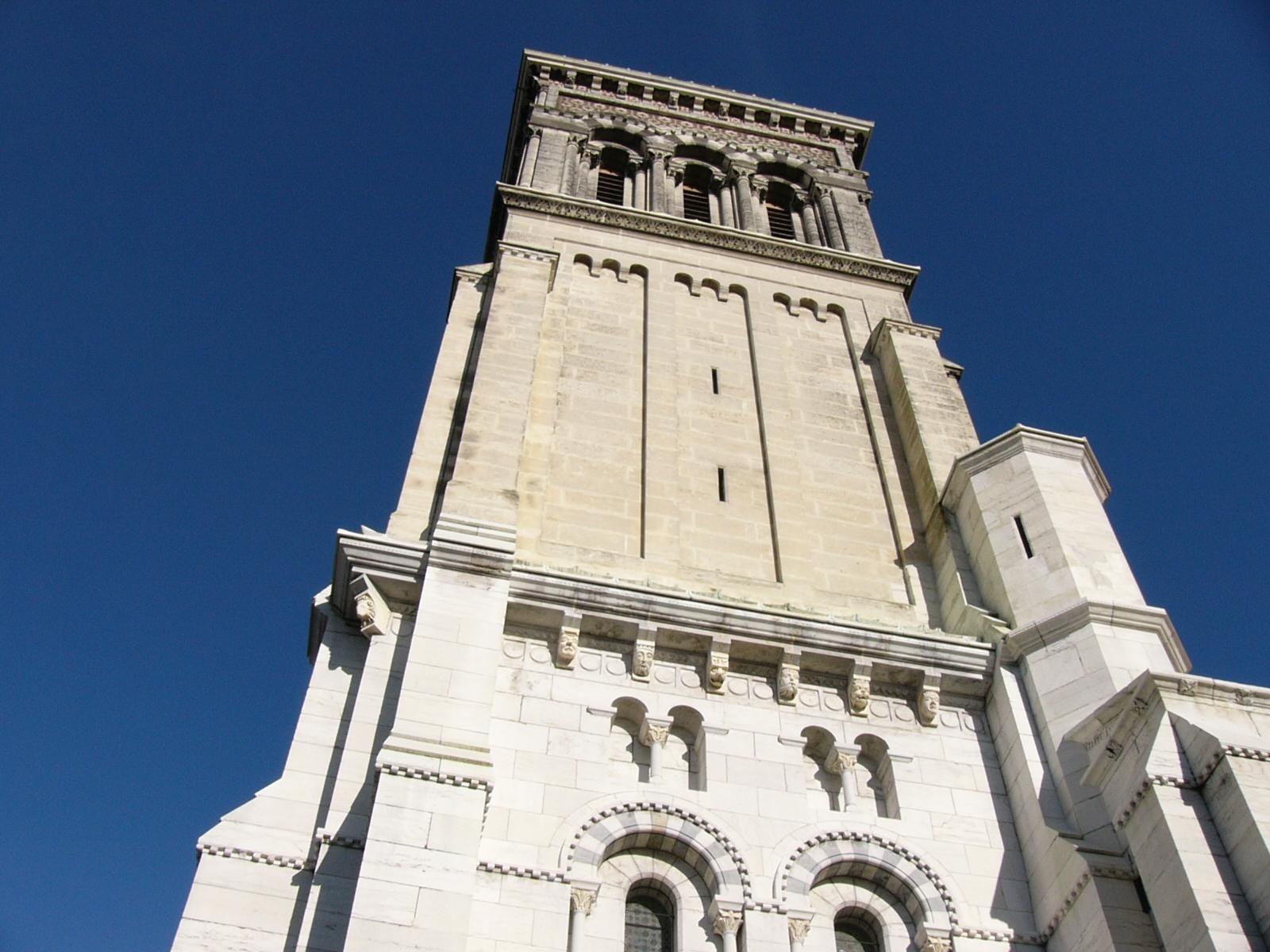
Clocher de la cathédrale Saint-Apollinaire.
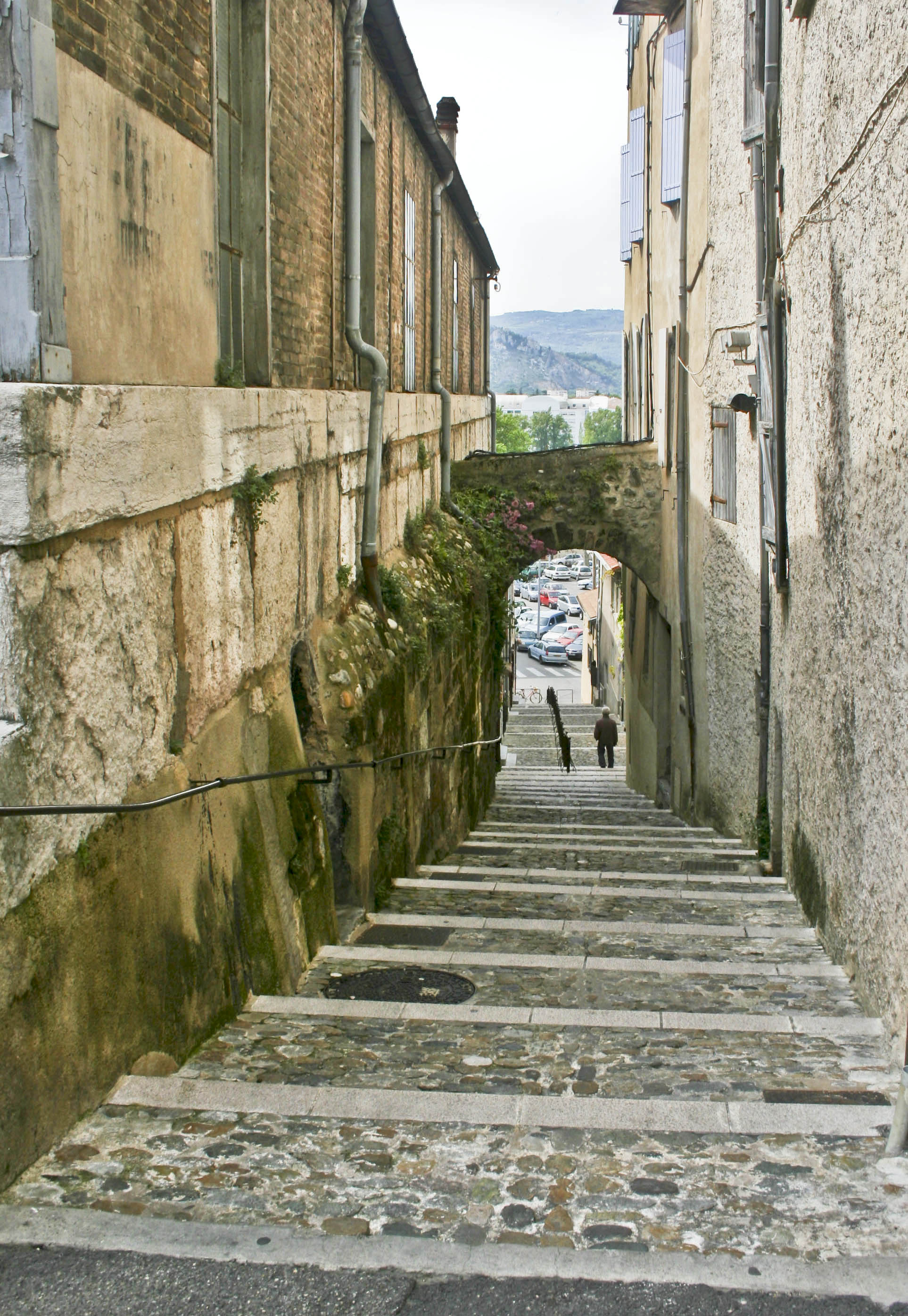
Une « côte » de Valence, au sortir de la place de la Pierre.
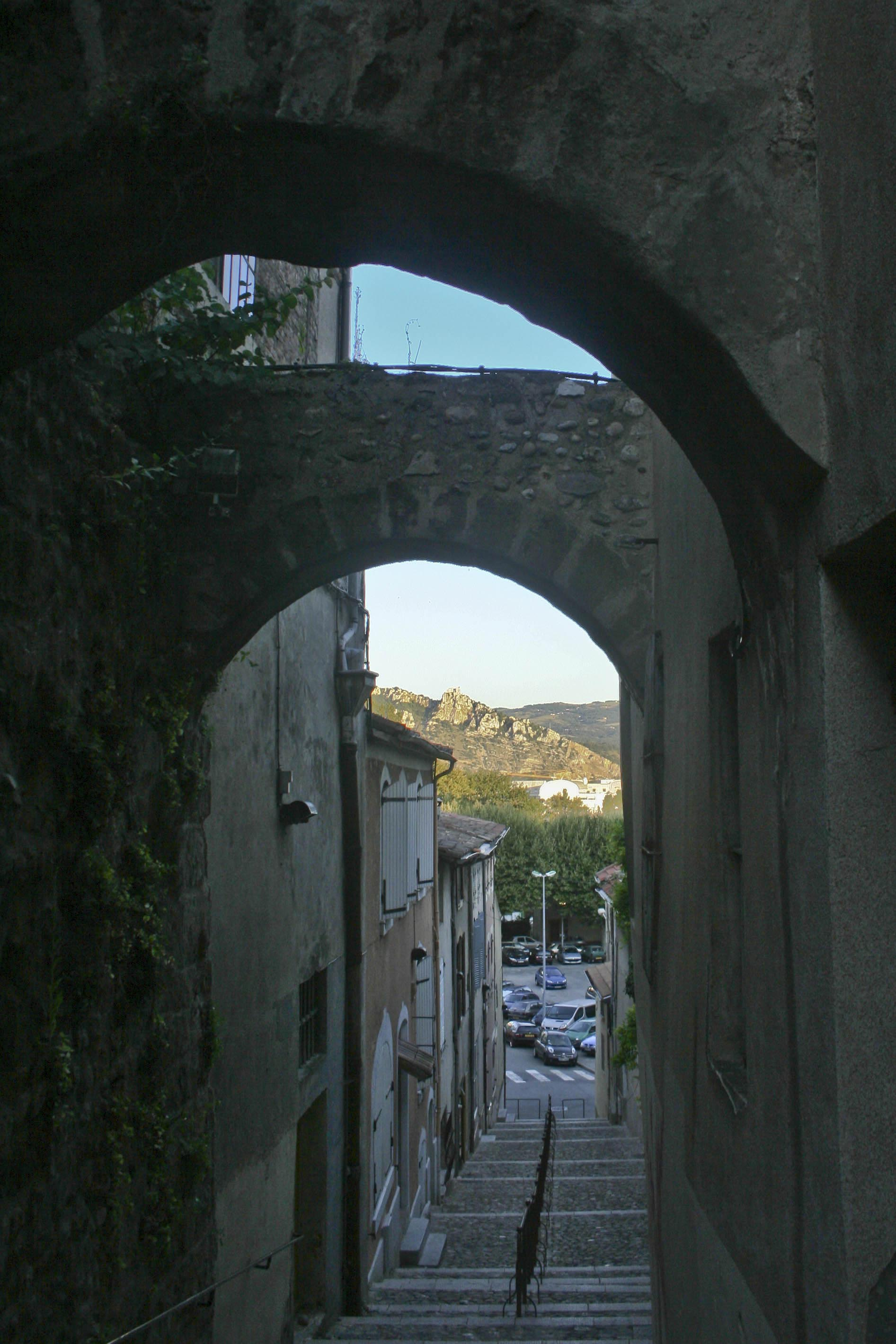
La côte Saint-Martin. Au fond, la colline de Crussol (Ardèche).
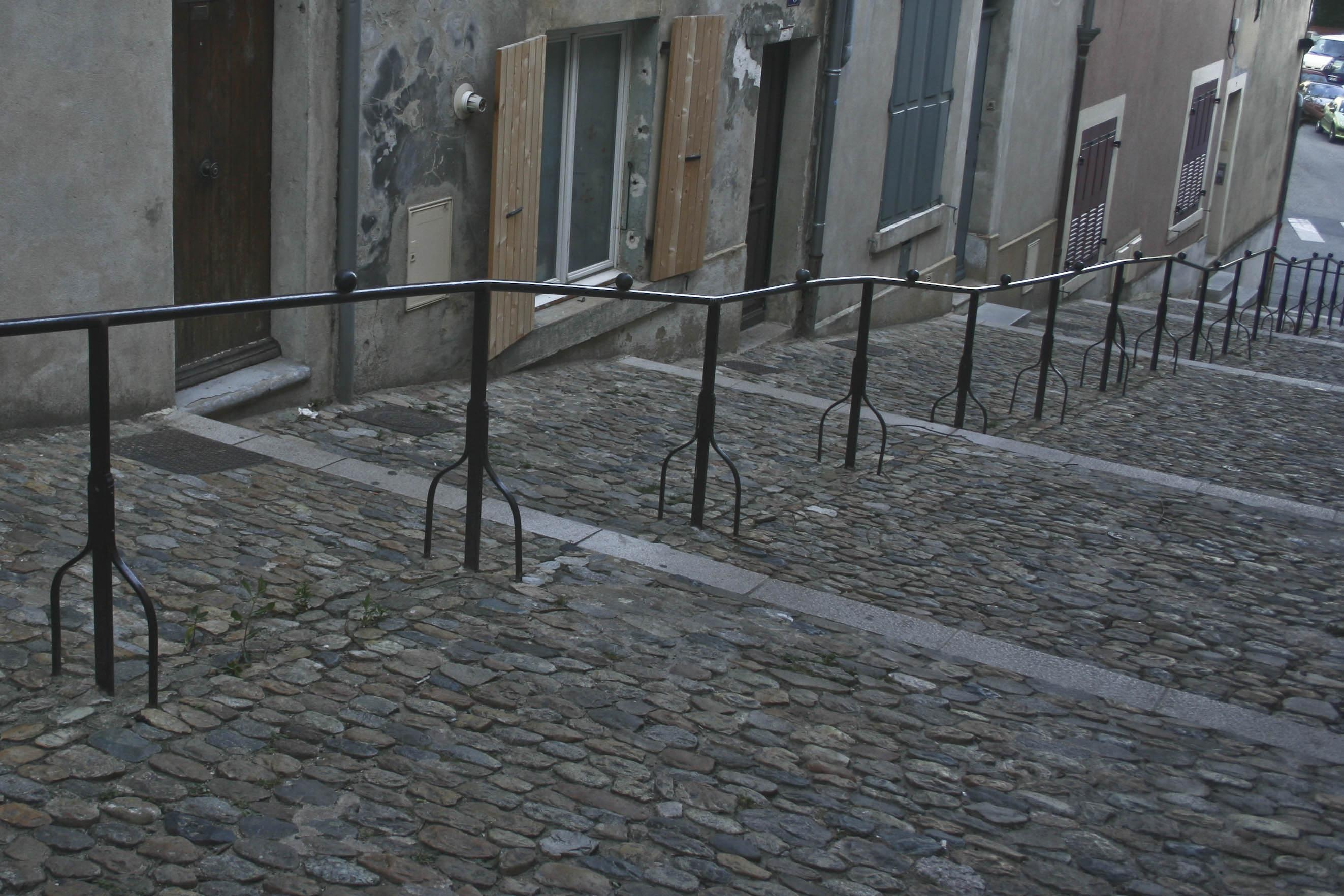
Escaliers de la côte Saint-Martin (Vieux Valence).
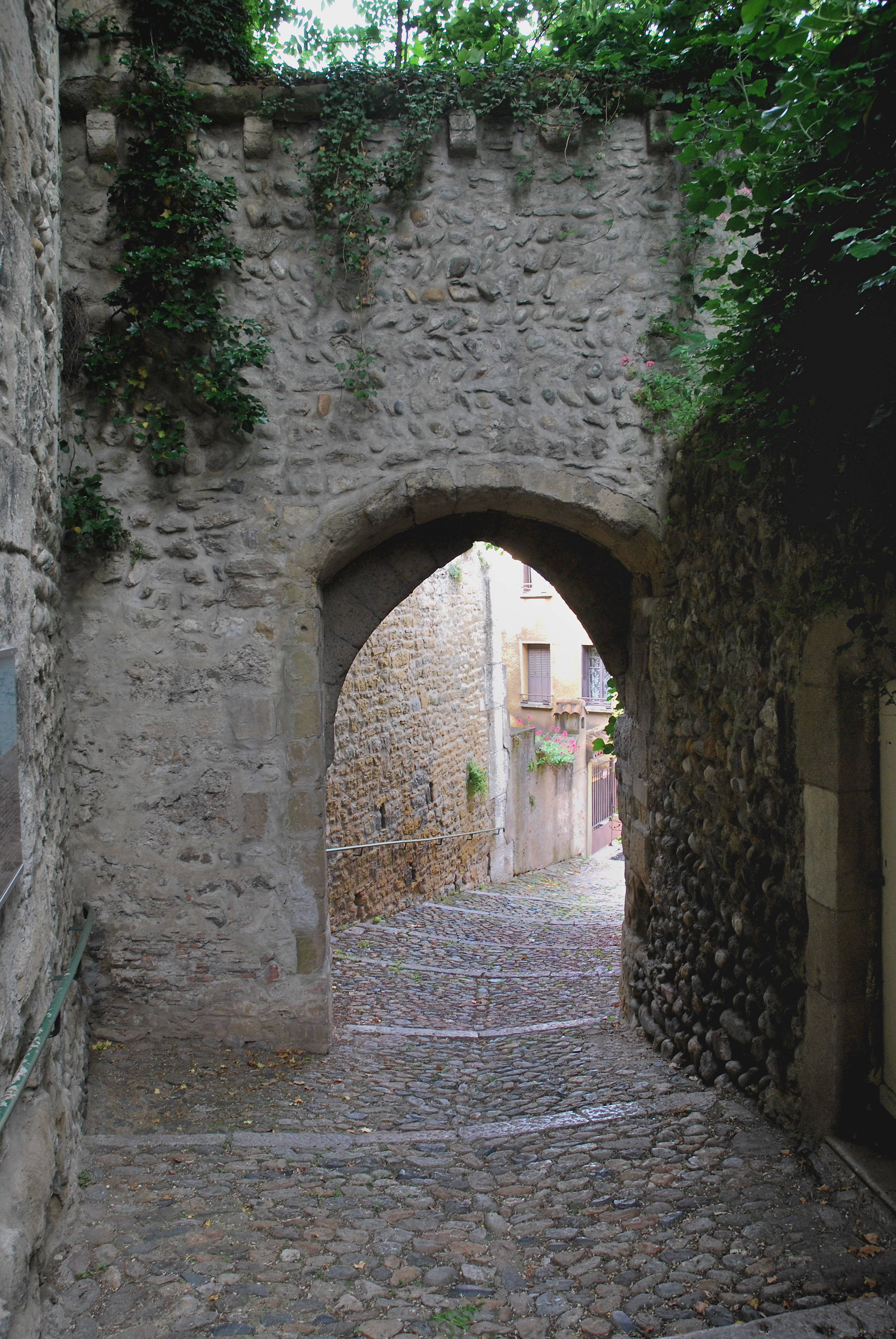
La porte Sylvante.
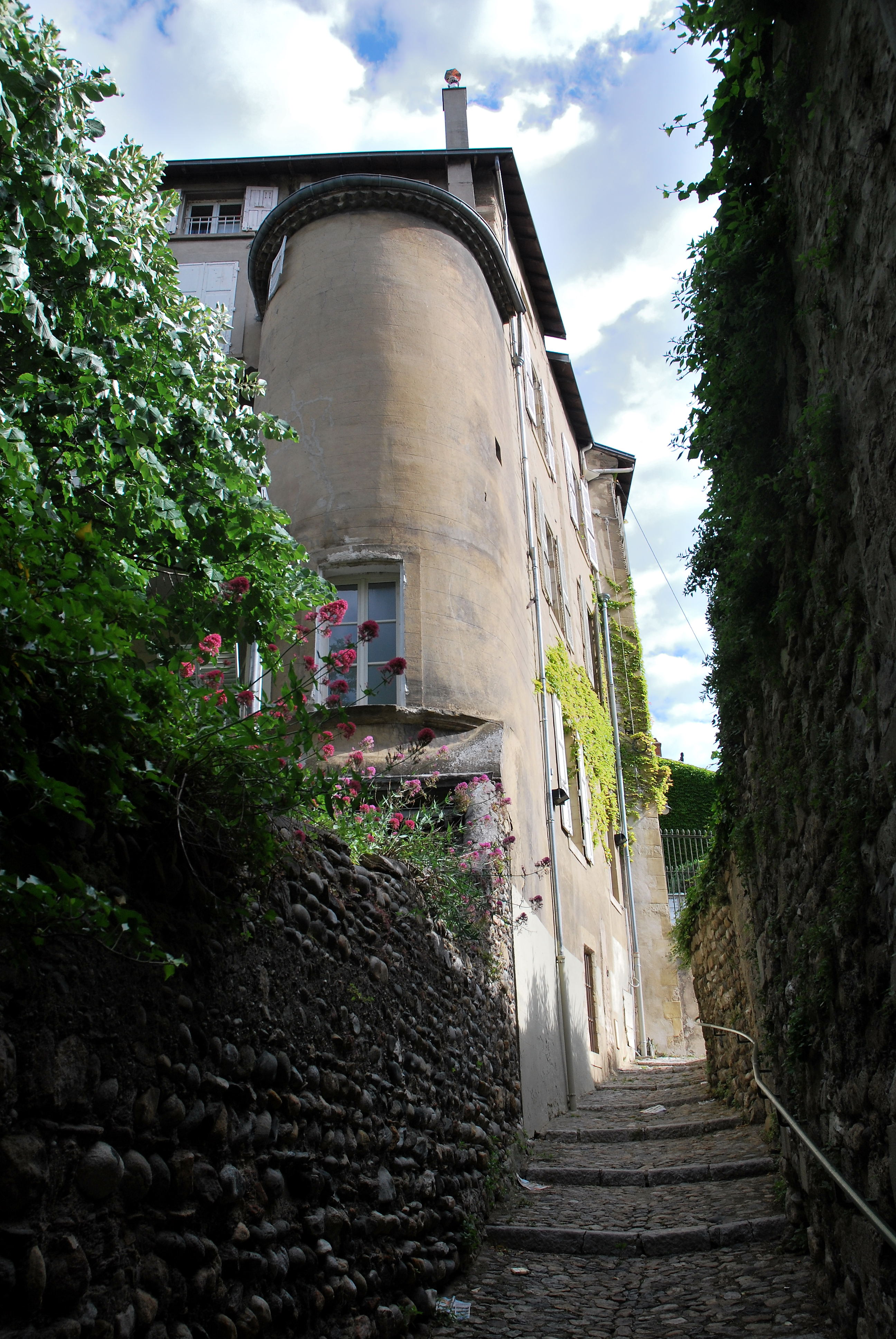
Haut de la côte Sylvante.
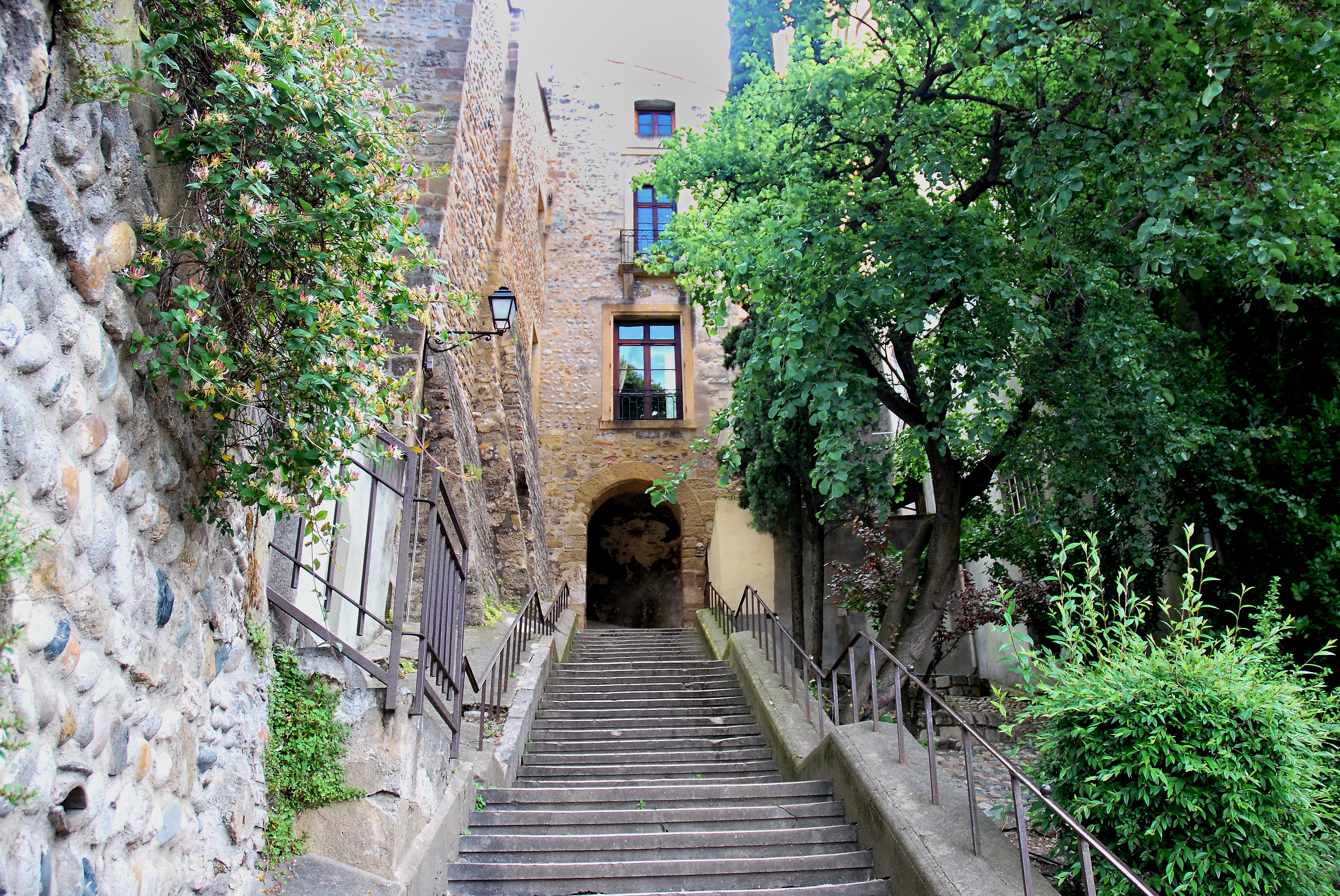
Côte Saint-Estève sous la cathédrale Saint-Apollinaire (Basse ville).
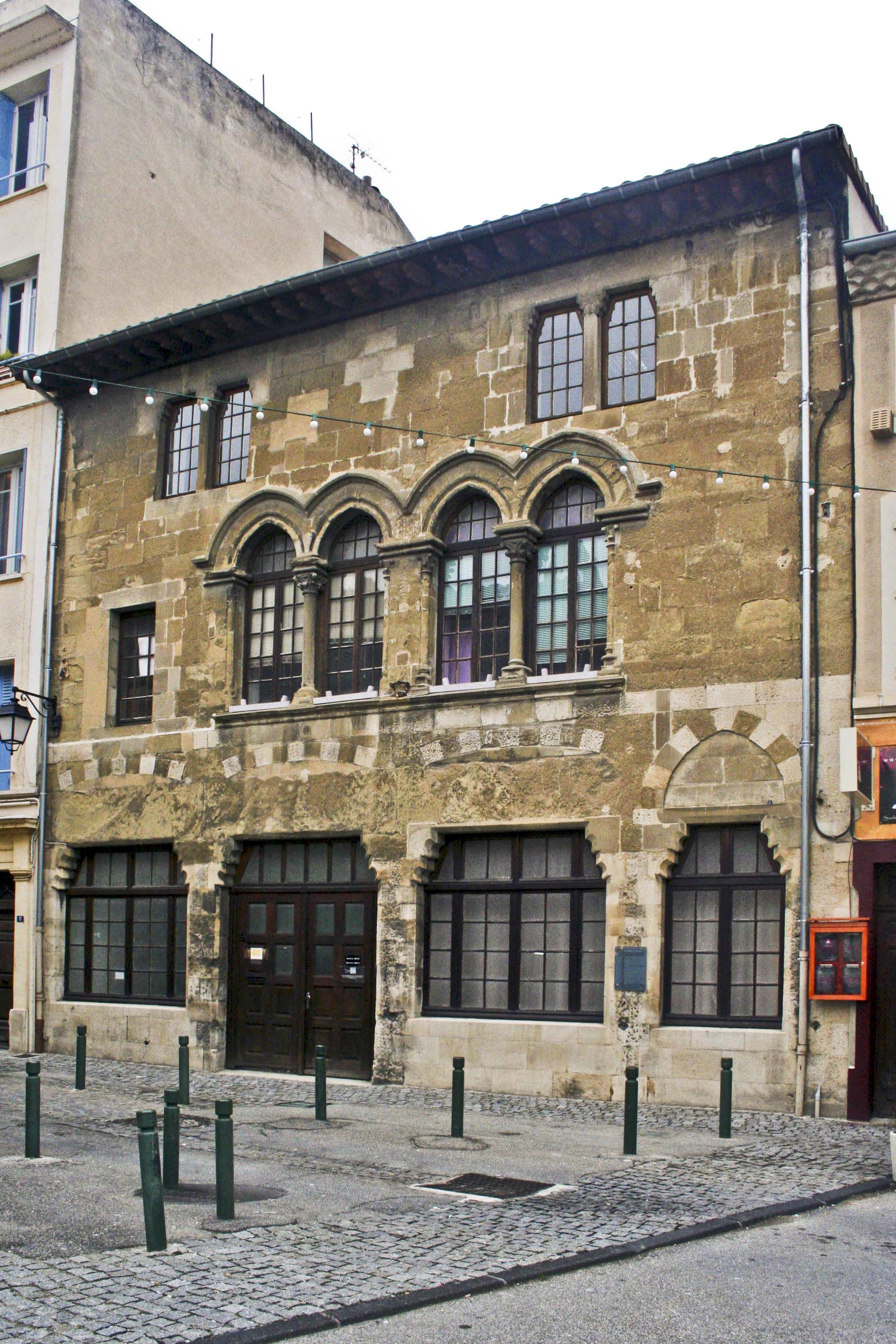
La Maison du Drapier.
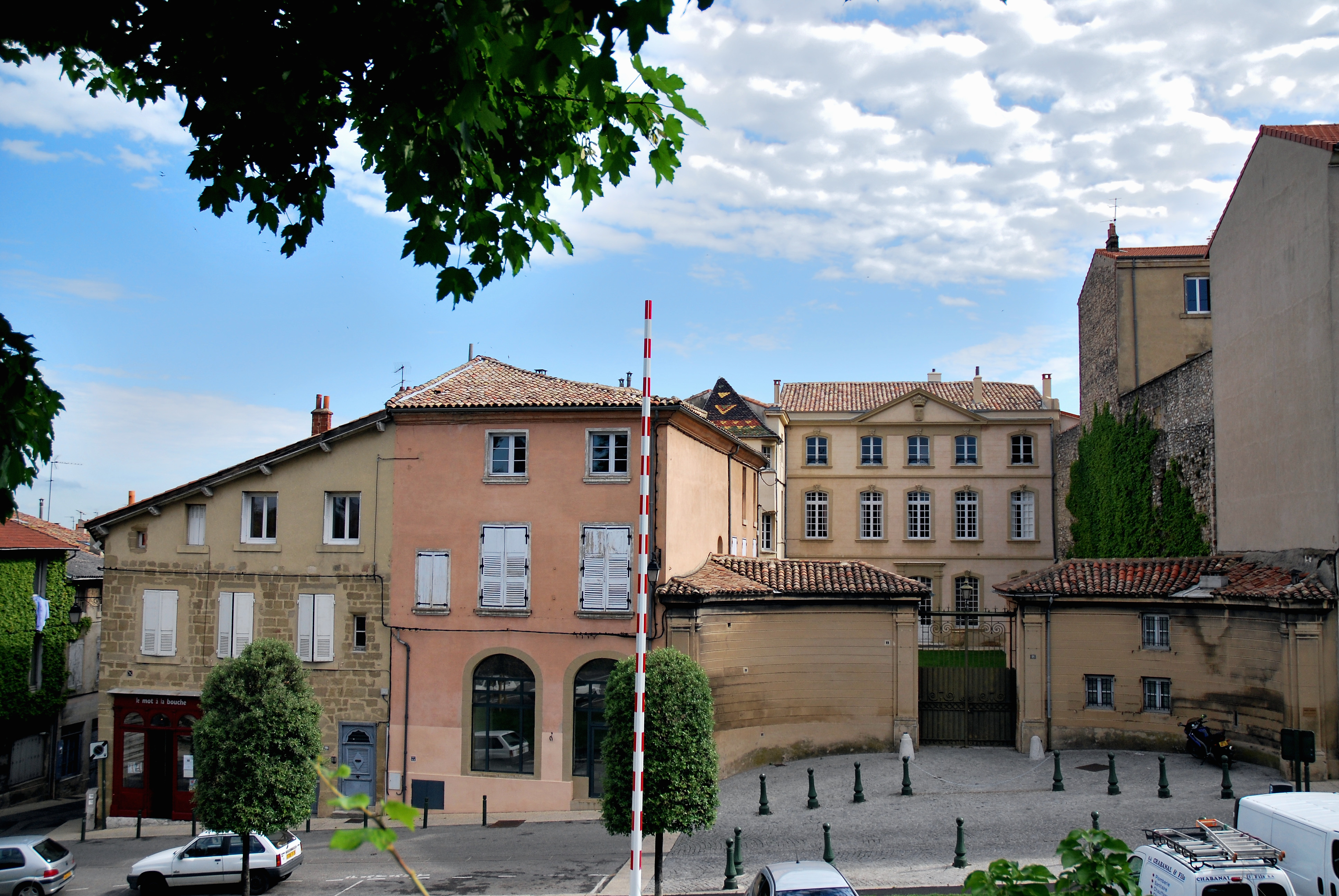
Côte des Chapeliers, résidence du marquis de Veynes.
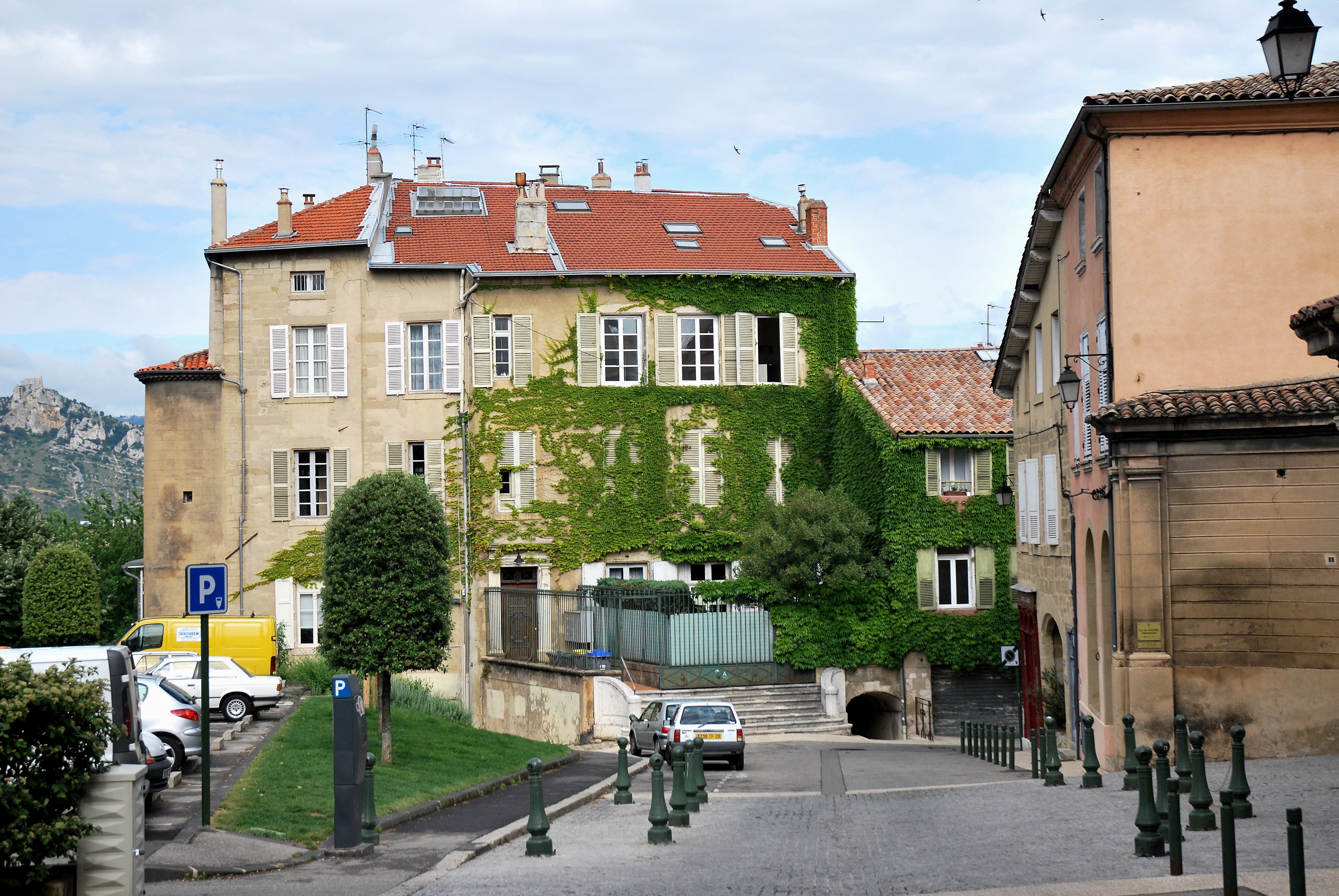
Côte des Chapeliers.

#### En ville
Le kiosque à musique, construit en 1860 par l'architecte Eugène Poitoux sur l'esplanade du Champ de Mars, servit de modèle au dessinateur Raymond Peynet pour immortaliser ses amoureux, et qui porte depuis le nom de kiosque Peynet. Il est classé monument historique depuis 1982.
L'esplanade du Champ de Mars, qui avant les travaux de reconversion en 2001 était un parking parsemé de platanes, est aujourd'hui une large esplanade arborée, d'où le regard porte au-delà du Rhône jusqu'aux ruines du château de Crussol, à l'avant-garde des monts ardéchois.
Le parc Jouvet, jardin public de 7 hectares créé en 1905 et inauguré par le président Émile Loubet, porte le nom de Théodore Jouvet (1837-1905), donateur du terrain. Le parc Jouvet comporte environ 800 arbres d'essences diverses et est doté d'une animalerie, d'un petit train touristique, d'un plan d'eau artificiel avec des poissons, d'une aire de jeux pour enfants et d'une roseraie.
Le Clos Genest est un ensemble de maisons et un jardin construits à la fin du XIXe siècle et au début du XXe siècle par l'architecte Casimir Genest pour en faire son habitation personnelle et celle de sa famille. Le Clos Genest se compose à l’origine de quatre « villas », dont la villa des Cigales et la villa Margot. Les façades et toitures des villas, ainsi que l'ancien jardin et la fabrique subsistante sont inscrits au titre des monuments historiques depuis 1997.
La fontaine monumentale, œuvre de l'architecte Eugène Poitoux et datant de 1887, se situe à l'angle des boulevards Bancel et Maurice Clerc, dans le centre-ville. En 2005, la fontaine fut rénovée et déplacée de quelques mètres, afin de mieux s'intégrer dans la perspective des boulevards rénovés et en 2006, une copie du génie ailé, qui fut détruit en 1954 par la foudre s'étant abattue sur la colonne, fut replacée au sommet de la colonne.

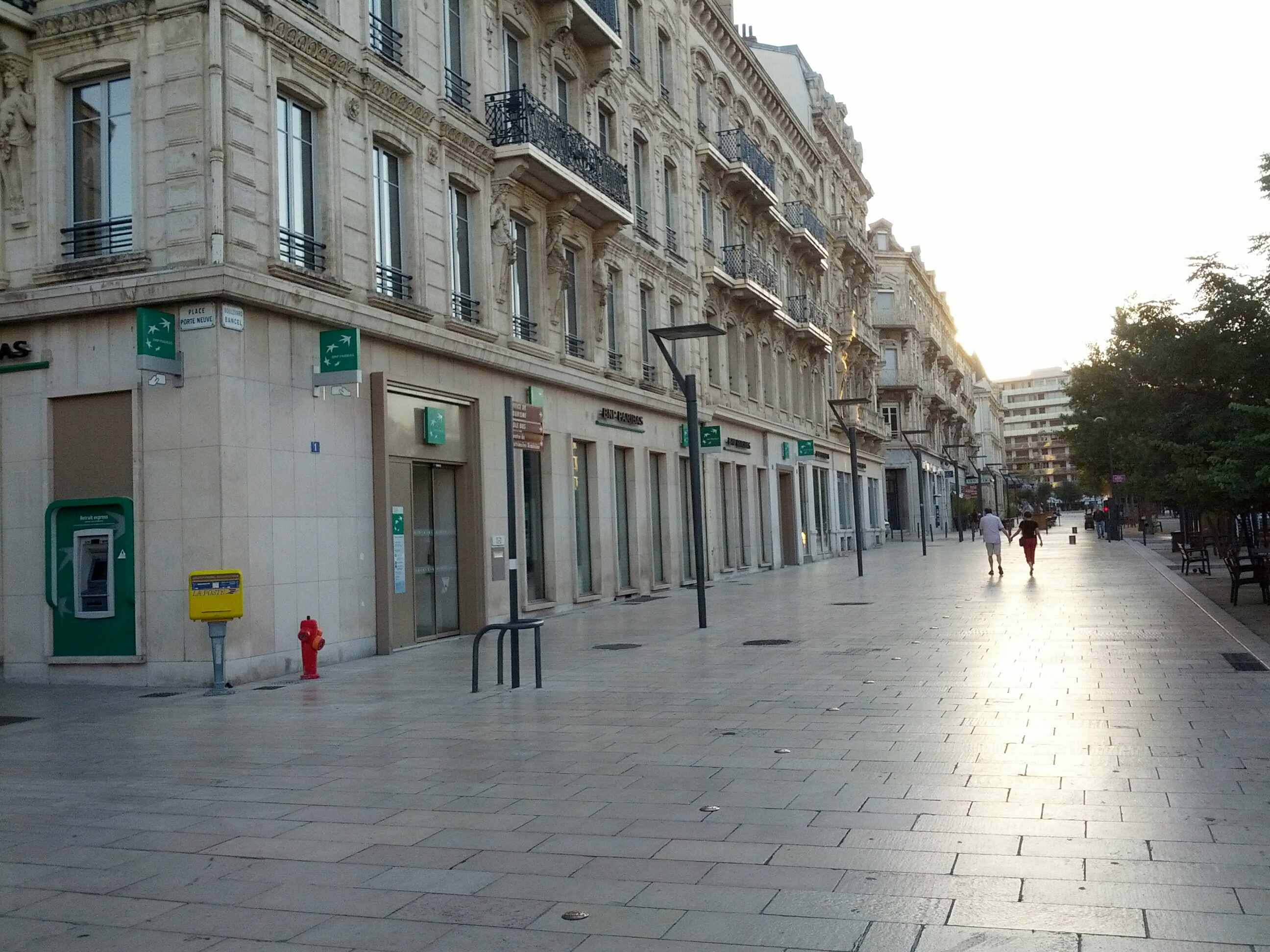
Le boulevard Bancel.

Les « boulevards de Valence » sont les principales artères commerçantes du centre-ville de Valence et se divisent en trois boulevards principaux : Bancel, Maurice Clerc et d'Alsace. Le boulevard Bancel (orienté est-ouest) longe l'avenue Gambetta et le boulevard Général de Gaulle ; le boulevard Maurice Clerc (orienté nord-sud) longe l'avenue Félix Faure ; et le boulevard d'Alsace (dans la continuité de Maurice Clerc) longe l'avenue Sadi Carnot. S'étendant du pont Frédéric-Mistral (via l'avenue Gambetta) jusqu'à l'hôtel de préfecture de la Drôme, les boulevards forment une large promenade tracée sur l'ancien emplacement des remparts et bordée d'immeubles de style « hausmannien ». Entre 2004 et 2009, les boulevards ont fait l'objet d'un vaste plan de restructuration urbaine et d'embellissement. Ils sont très animés, y compris en soirée, et sont bordés de commerces, de boutiques, de restaurants, d'hôtels, de bars et de terrasses de cafés ; on y trouve aussi des kiosques à journaux, un manège, des buvettes ou encore des services tels que l'office de tourisme et le siège de la Citéa.
La gare de Valence-Ville, dont la façade s'inspire du Petit Trianon de Versailles, est l'une des deux principales gares de la région, l'autre étant la gare de Valence-TGV. Le bâtiment voyageurs d'aujourd'hui, qui a été mise en service en avril 1866, a été conçu par Louis-Jules Bouchot, architecte de Napoléon III. La façade principale du pavillon central est inscrit au titre des monuments historiques depuis le 11 octobre 1982.
Le château d'eau de Philolaos (premières études du sculpteur en 1963), construit entre 1969 et 1971, se trouve dans le parc Jean-Perdrix (grand parc situé entre les quartiers du Plan et de Fontbarlettes) dans le secteur de Valence-le-Haut. Il est constitué de deux tours vrillées aux lignes épurées hautes de 52 et 57 mètres qui allient fonctionnalité et recherche artistique. En 1981, il a obtenu le « prix du quartier de l'Horloge » récompensant la meilleure œuvre d'art urbain des années 1970. La sculpture-château d'eau est distinguée par le label XXe siècle en 2003 et a fait l'objet de l'émission d'un timbre en 2013.

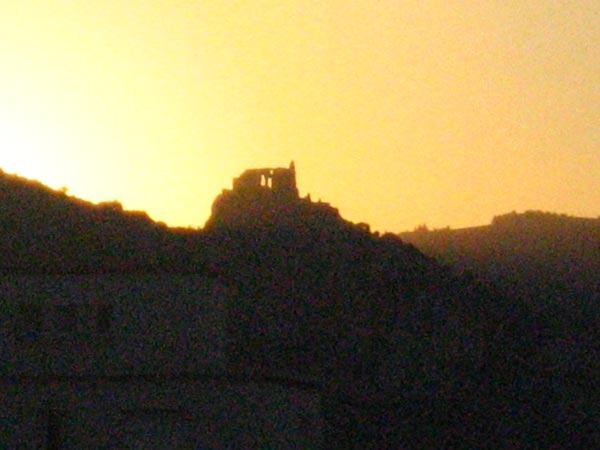
Vue sur la façade du château de Crussol depuis le Champ de Mars.
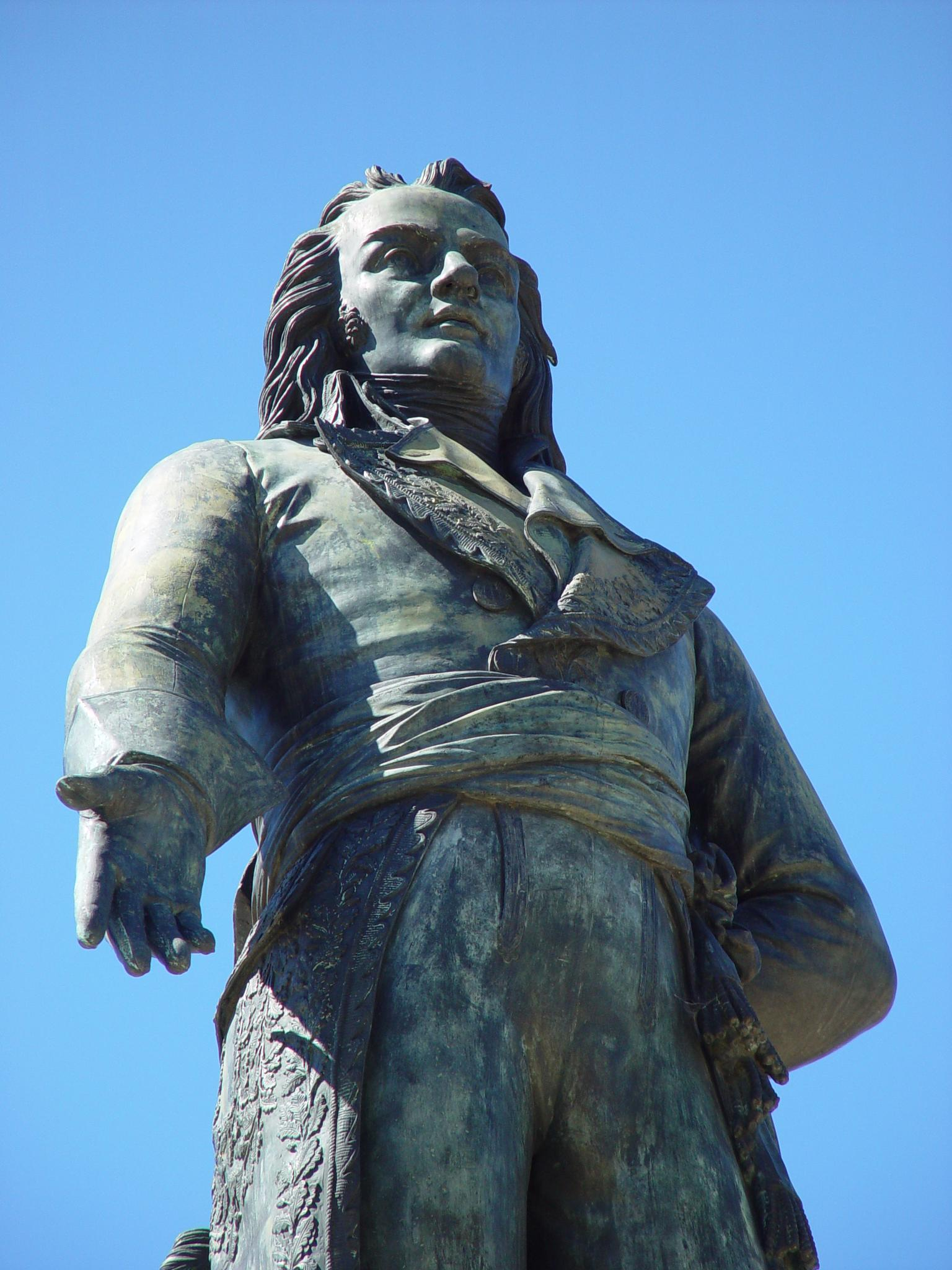
Statue de Championnet sur le Champ de Mars.
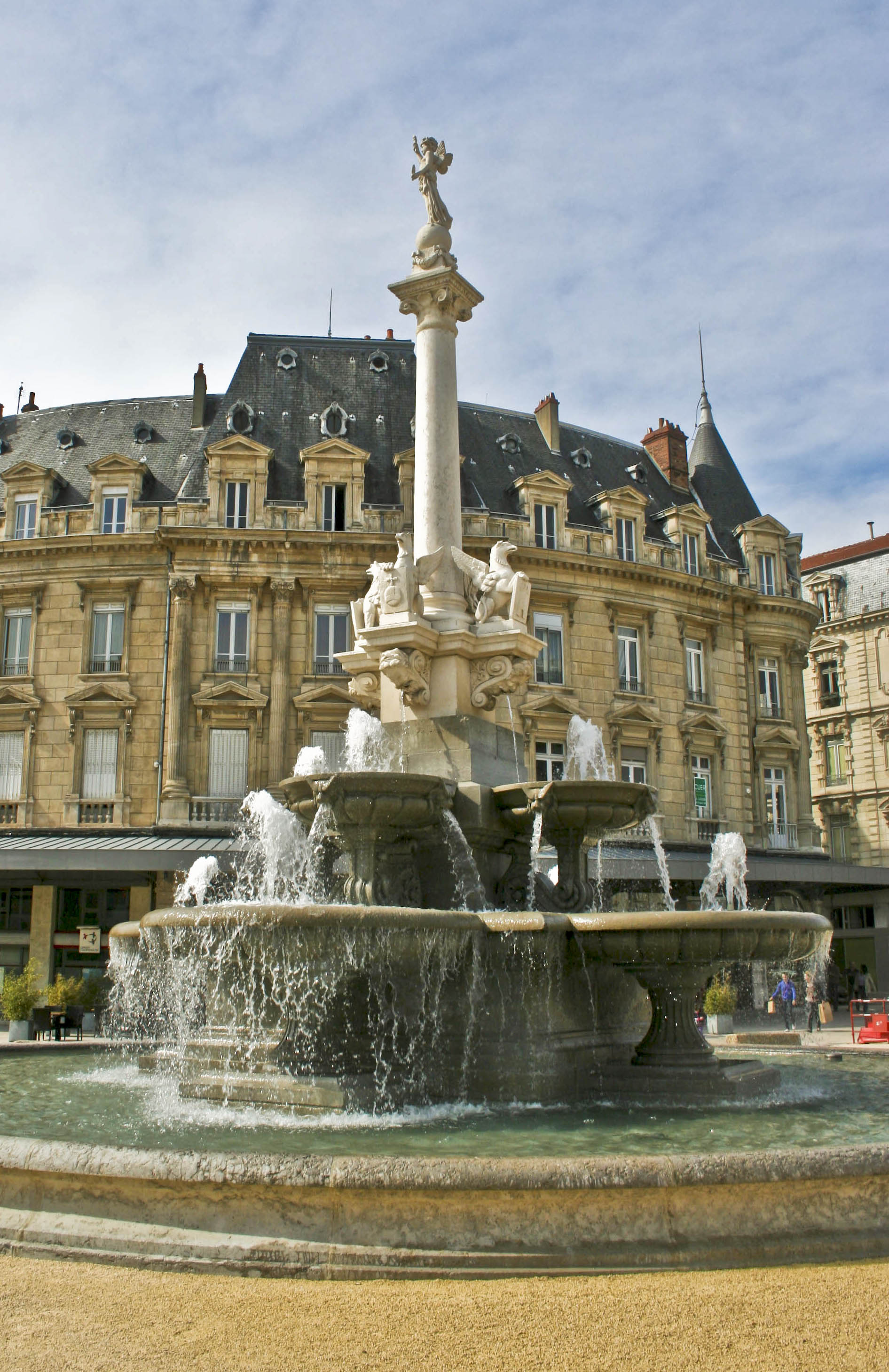
La fontaine monumentale.
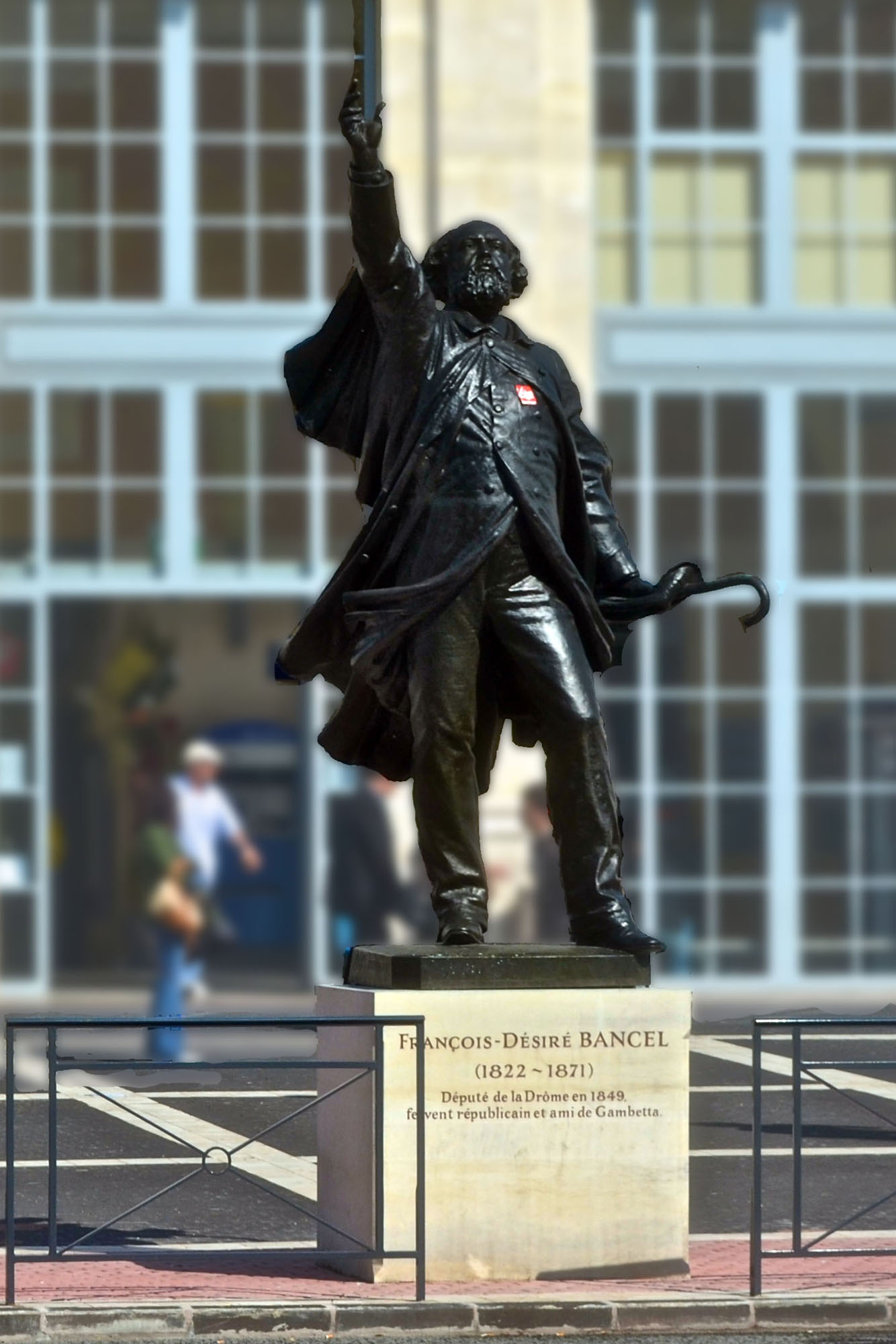
Statue de François-Désiré Bancel.

#### Canaux valentinois

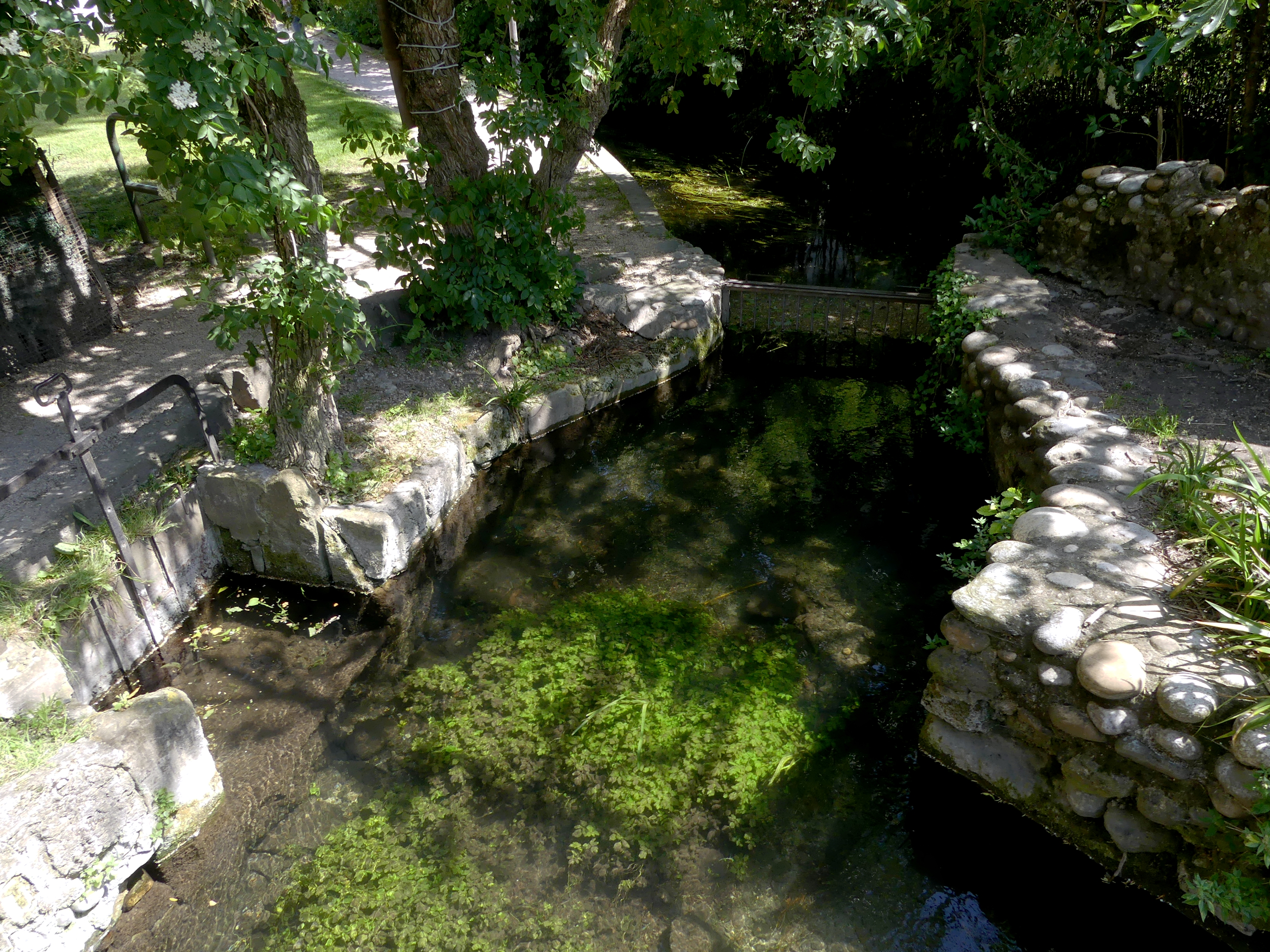
Canal des Malcontents Nord.

Patrimoine naturel et écologique unique en France, les canaux accompagnent Valence depuis l'époque romaine. Le nom de Valence proviendrait d'ailleurs de trois mots celtes: « val » (eau), « len » (plaine) et « ty » (habitation) et signifierait « lieu habité riche en eau ». À l’époque ces cours d'eau permettaient aux habitants de satisfaire de nombreux besoins et activités : pêche, irrigation, lavage, trempage, force motrice pour les moulins à blé, à huile, à foulon et à soie. Ils sont aujourd'hui un lieu de promenade pour de nombreux valentinois.
C'est dans les quartiers Est de Valence, au pied d'un gradin, la terrasse du séminaire, que les canaux (d'une longueur totale de 17 kilomètres et 40 kilomètres en comptant les canaux secondaires d'arrosage) prennent leur source. Très vite, les Valentinois vont s'attacher à canaliser ces eaux formant des marécages insalubres. Au XIIIe siècle, la réglementation et l'utilisation des canaux sont le privilège des monastères de Saint-Ruf et Saint-Victor qui décidèrent de l'emplacement des moulins.
En effet, l'eau, utilisée pour l'irrigation, la consommation d'eau potable et les lavoirs, est également une source d'énergie précieuse pour le développement économique de l'époque. Les principaux (Charran, Thon, Moulins et Malcontents) traversent la ville d'est en ouest avant de se rejoindre pour former le canal de l'Épervière qui se jette ensuite dans le Rhône. Au XIXe siècle, les canaux perdent leur importance et seront même un peu oubliés, cachés par l'urbanisation, les immeubles de grande hauteur et les routes.
La municipalité a entrepris depuis quelques années un travail de mise en valeur des chemins, bordés de peupliers et de saules, longeant ces canaux. Des itinéraires verdoyants ont été balisés le long des canaux des Malcontents, de la Grande Marquise, de Thibert, du Charran et de Californie. Des canaux qui continuent encore aujourd'hui d'arroser les jardins. La municipalité veut également favoriser les déplacements doux sur les bords des berges des canaux.

### Patrimoine culturel

#### Musée de Valence

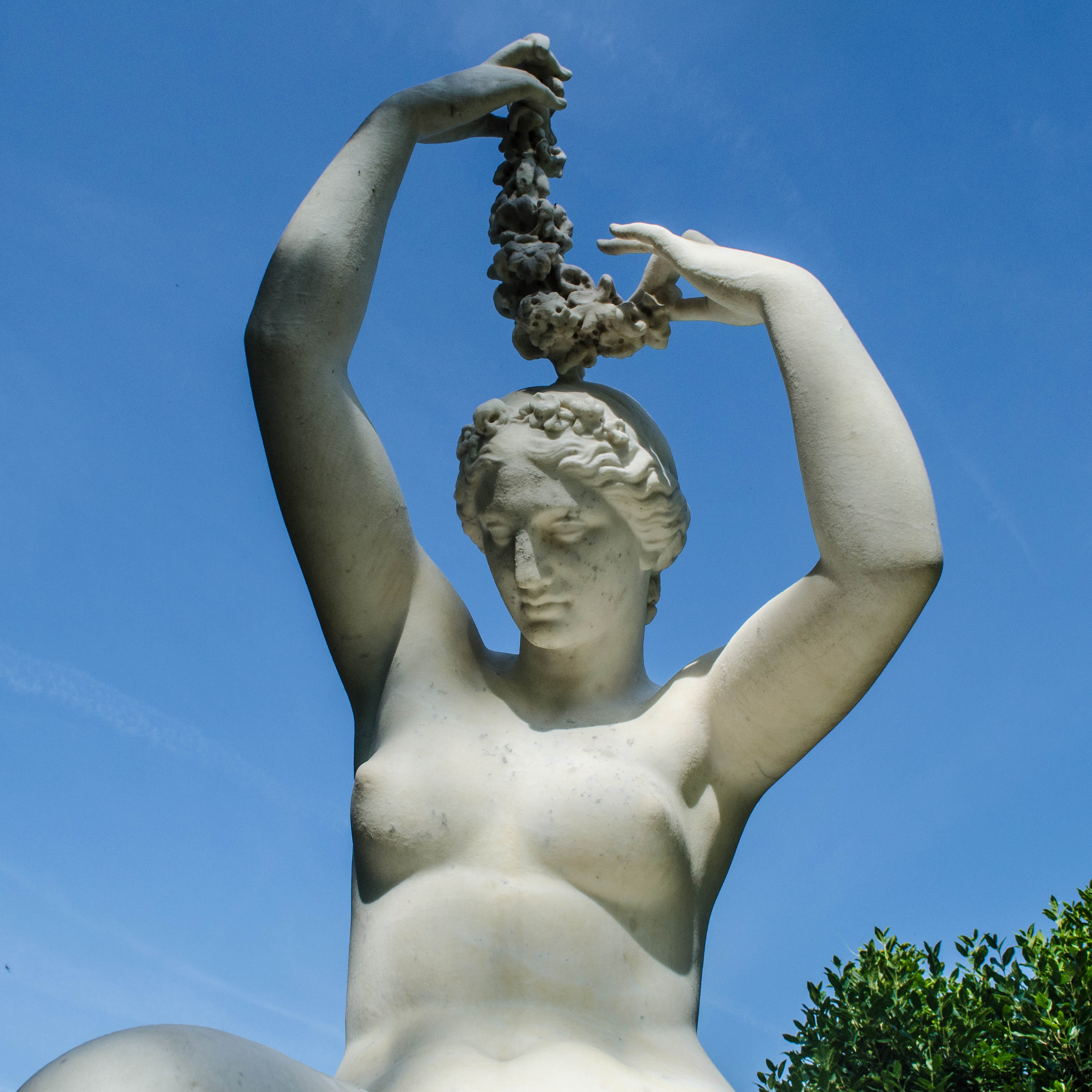
Chloris, jardin du musée d'Art et d'Archéologie.

Le musée d'Art et d'Archéologie de Valence est le seul musée du genre dans la Drôme. Ses collections réunissent peintures, dessins, sculptures, arts décoratifs du XVIe  au  XXe siècle.
Créé en 1850 et installé dans l'ancien évêché depuis 1911, il abrite une centaine de dessins d'Hubert Robert dont beaucoup de sanguines. Les travaux d'agrandissement du musée (qui ont commencé en 2009) ont été achevés en décembre 2013. Le nouvel aménagement du musée se compose de trente-cinq salles, réparties sur cinq niveaux : au rez-de-chaussée, les collections archéologiques se poursuivent aux cinquième et quatrième niveaux, puis on remonte le temps en descendant vers les niveaux inférieurs. L'aménagement a permis des circulations faciles par escaliers et ascenseurs, et privilégié l'éclairage naturel, ouvrant de nombreuses vues sur la ville et le Rhône, tout en mettant en valeur l’architecture de l’ancien évêché.

#### Valence et son kiosque

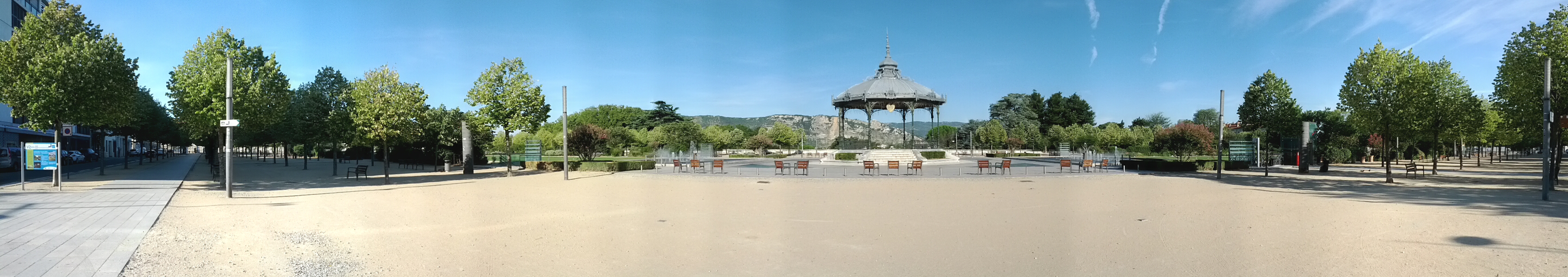
Vue panoramique sur l'esplanade du Champ de Mars avec le kiosque Peynet en son centre.

Le kiosque Peynet est l'œuvre de l’architecte Eugène Poitoux ; il est classé monument historique depuis 1982.
En 1942, ce kiosque à musique inspira au dessinateur Raymond Peynet ses célèbres « amoureux » qui feront le tour du monde et orneront quantité d'objets. Raymond Peynet travaillera pour de nombreux journaux et, devenu célèbre, il revient à Valence en avril 1966 pour baptiser le kiosque qui portera désormais son nom.
Les amoureux de Peynet ont inspiré la chanson Les amoureux des bancs publics de Georges Brassens. Ils ont été déclinés en timbres en 1985 en France, en oblitération à la poste de Saint-Valentin dans l’Indre chaque 14 février, en cartes postales, en poupées, dans des livres, sur des médailles, en statues (telle celle élevée à Hiroshima au Japon). Objet d’une quête inlassable de milliers de collectionneurs, le petit couple est célèbre aux quatre coins du monde. Le Japon possède deux musées Peynet (à Karuizawa et à Sakuto), tandis qu’à Hiroshima, une statue des Amoureux fait face au mémorial de la Bombe atomique.
Il existe également un kiosque et un musée dédiés au dessinateur dans la petite commune de Brassac-les-Mines, dans le Puy-de-Dôme dont la mère de Peynet, Isabelle Bard était originaire.

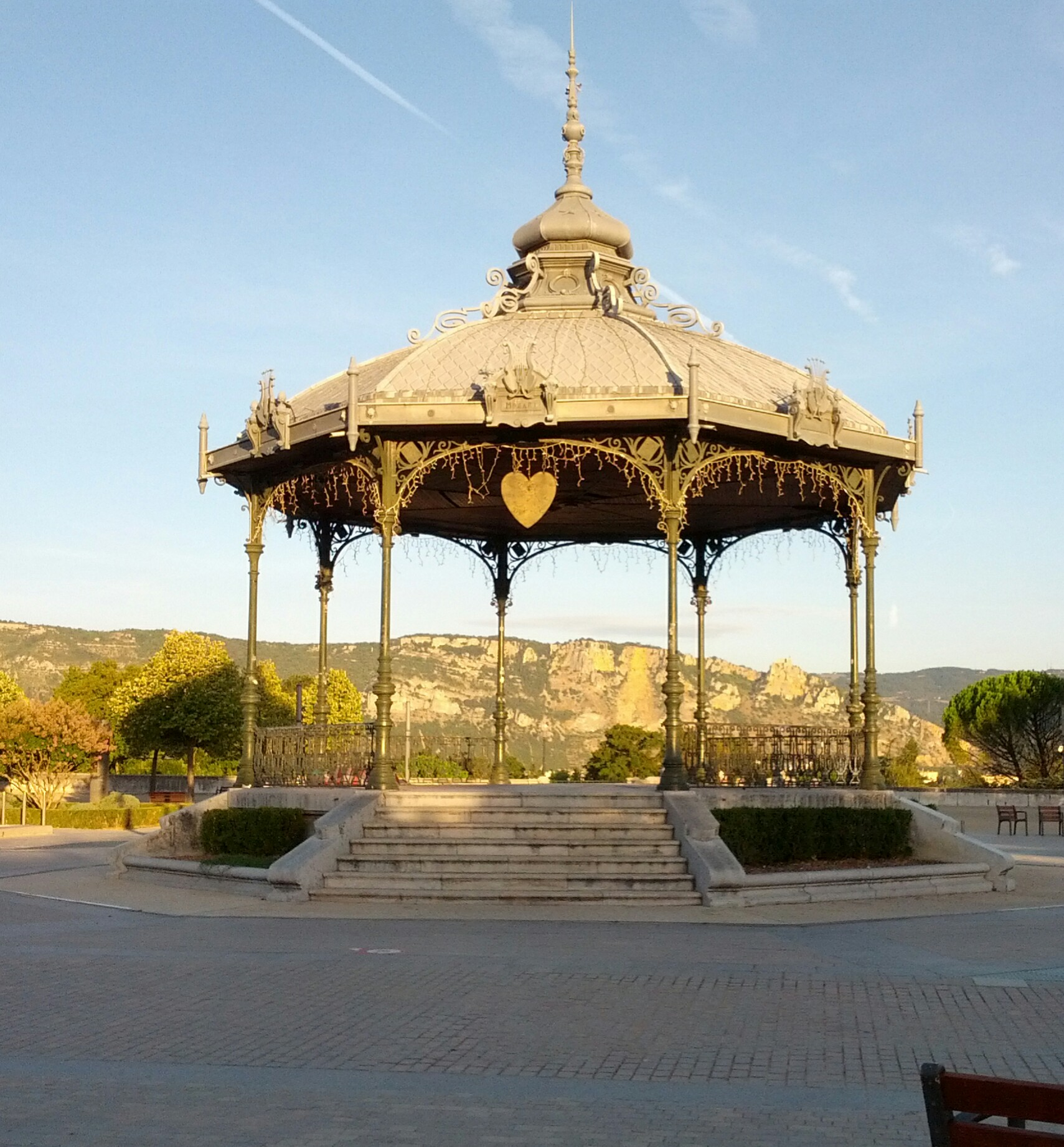
Lever de soleil sur le kiosque Peynet.
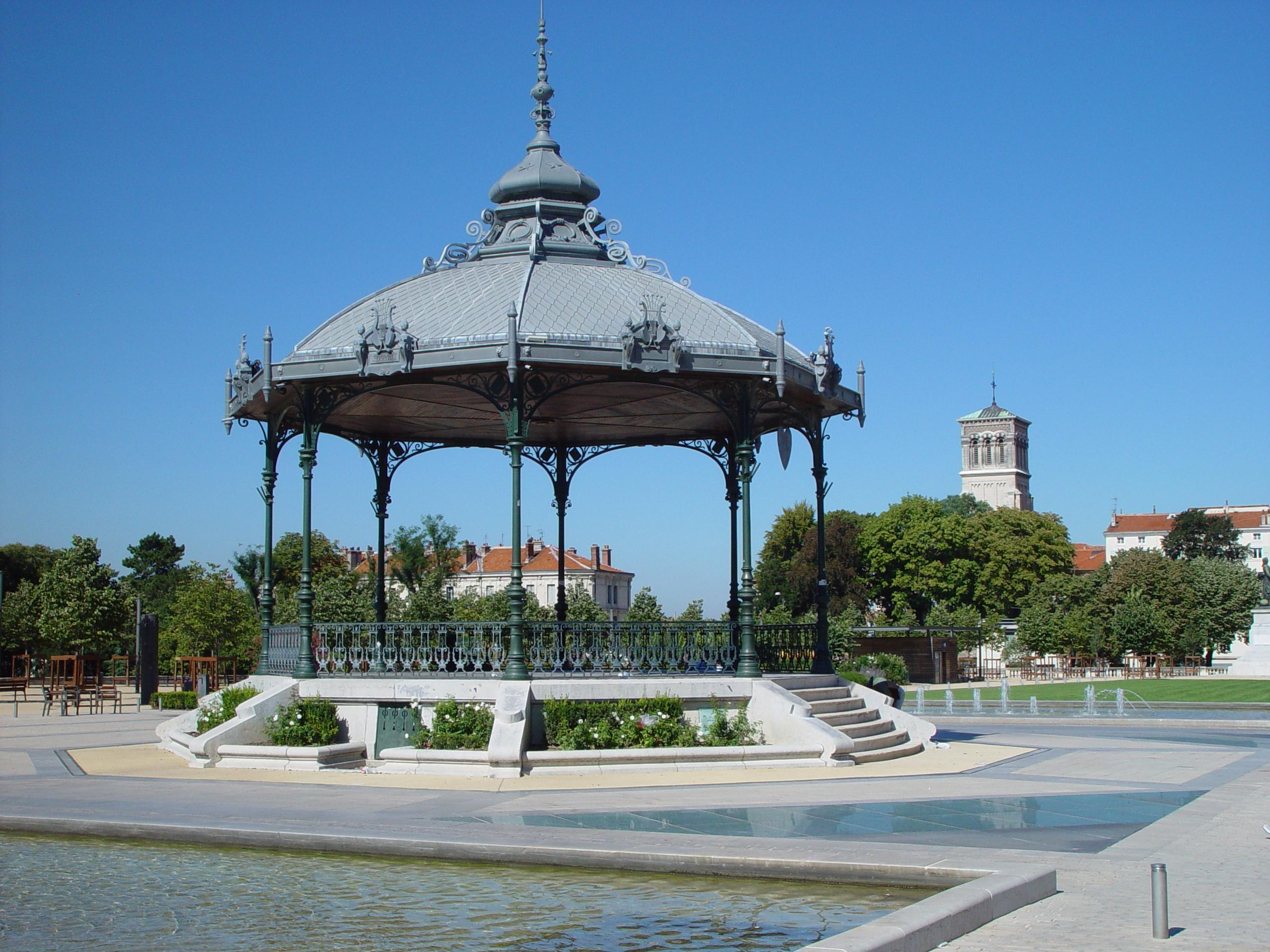
Le kiosque Peynet sur le Champ de Mars, avec en arrière-plan le clocher de la cathédrale Saint-Apollinaire.
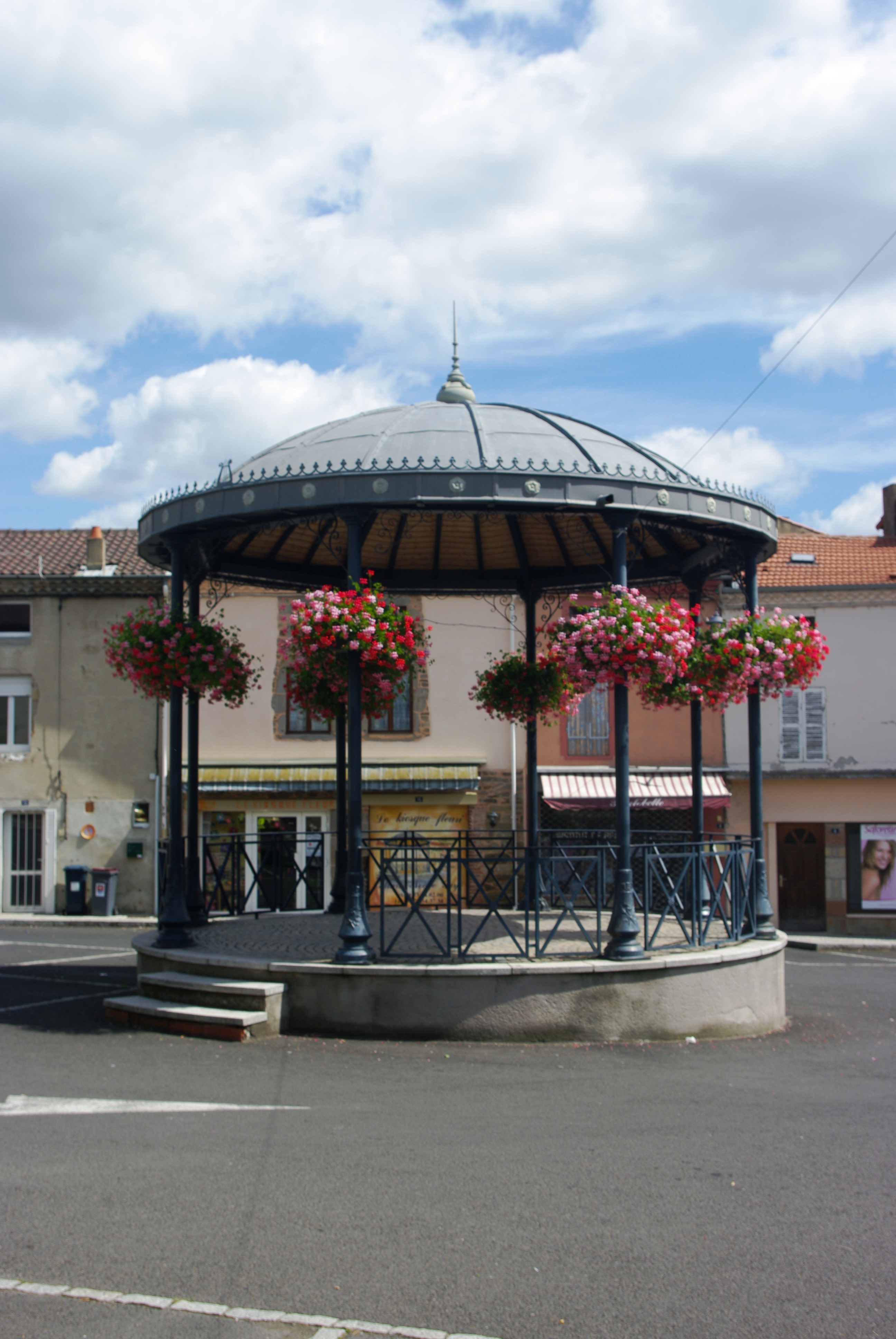
Le kiosque Peynet de Brassac-les-Mines, plus petit que son homologue valentinois.

#### Valence dans la chanson
Valence est la ville dont Paris est un petit faubourg, dans la chanson Route nationale 7 de Charles Trenet. En 1953, le kiosque de Valence a inspiré la chanson Les amoureux des bancs publics de Georges Brassens.

#### Valence dans la peinture
Dans la peinture, Valence et sa région sont représentées par des peintres et lithographes tels que le grenoblois Alexandre Debelle (1805-1897), le polonais Zygmunt Waliszewski (1897-1936) ou encore le parisien Bernard Cathelin (1919-2004) dont certaines des peintures ont été exposées au musée d'Art et d'Archéologie de Valence lors d'expositions temporaires en 1976, 1997 et 2014.

#### Valence au cinéma
La liste qui suit concerne les films ayant été entièrement ou partiellement tournés à Valence.
- 1947 : Les Amants du pont Saint-Jean de Henri Decoin, avec Michel Simon et Gaby Morlay
- 1968 : Les Cracks d'Alex Joffé, avec Bourvil, Robert Hirsch, Monique Tarbès et Michel de Ré.
- 1974 : Les Valseuses de Bertrand Blier, avec Gérard Depardieu, Patrick Dewaere, Miou-Miou et Jeanne Moreau.
- 1976 : L'Une chante, l'autre pas d'Agnès Varda, avec Valérie Mairesse et Thérèse Liotard
- 1992 : Riens du tout de Cédric Klapisch, avec Fabrice Luchini, Marc Berman, Karin Viard et Olivier Broche.
- 1994 : Les Braqueuses de Jean-Paul Salomé, avec Catherine Jacob, Clémentine Célarié, Alexandra Kazan et Nanou Garcia.
- 1996 : Les Grands Ducs de Patrice Leconte, avec Jean-Pierre Marielle, Philippe Noiret, Jean Rochefort et Michel Blanc.
- 1999 : Une femme d'extérieur de Christophe Blanc, avec Agnès Jaoui et Serge Riaboukine.
- 2001 : Du côté des filles de Françoise Decaux-Thomelet, avec Clémentine Célarié, Sophie Guillemin, Catherine Mouchet et Édith Scob.
- 2005 : Je vous trouve très beau d'Isabelle Mergault, avec Michel Blanc, Medeea Marinescu et Wladimir Yordanoff.
- 2008 : Passe-passe de Tonie Marshall, avec Nathalie Baye, Édouard Baer et Guy Marchand.
- 2009 : Dans tes bras d'Hubert Gillet, avec Michèle Laroque, Martin Loizillon et Catherine Mouchet.
- 2011 : Toutes nos envies de Philippe Lioret, avec Vincent Lindon, Marie Gillain et Amandine Dewasmes.
- 2014 : Trois cœurs de Benoît Jacquot[206] avec Benoît Poelvoorde, Charlotte Gainsbourg, Chiara Mastroianni et Catherine Deneuve
- 2024 : Un p'tit truc en plus d’Artus, avec Artus, Alice Belaïdi, Clovis Cornillac, Marc Riso et Céline Groussard.

#### Gastronomie
Spécialités
- Dragée de Valence : confiserie à la praline ou au chocolat enrobée de sucre fabriquée dans la plus pure tradition, pour fêter les évènements solennels de la vie tels que les baptêmes, communions et mariages. Les matières utilisées, sont des amandes calibrées et régulières, provenant essentiellement de France (Ferraduelle), mais aussi d'Espagne (Longuette, Planeta) ou de Sicile (Avola). Ces variétés sont les seules qui permettent d'obtenir une très belle dragée[207].
- Estouffade de bœuf et d'oignons de Valence : il s'agit d'une spécialité dauphinoise surtout présente dans le Valentinois[208]. Ce ragoût est cuisiné à base de viande de bœuf, de lard, d'oignons et de légumes[208]. On l'appelle aussi « grillade marinière », rappelant que, des siècles durant, avant l'arrivée du chemin de fer, les mariniers descendaient le Rhône et ont laissé sur les bords du fleuve la recette de la matelote et de cette estouffade.
- Suisse de Valence : ce biscuit en pâte sablée en forme de bonhomme constitue une spécialité de la ville[209]. Parfois improprement dénommé « Pantin », le Suisse de Valence est parfumé à la fleur d'oranger, il contient de la poudre d'amande et de petits morceaux d'écorce d'orange confite. Le nom, la forme et la décoration de ce biscuit sont inspirés de l'uniforme des gardes suisses du pape Pie VI décédé à Valence en 1799. Le Suisse se déguste traditionnellement pendant les fêtes de Pâques et notamment pendant le dimanche des Rameaux, jour de sa fête.

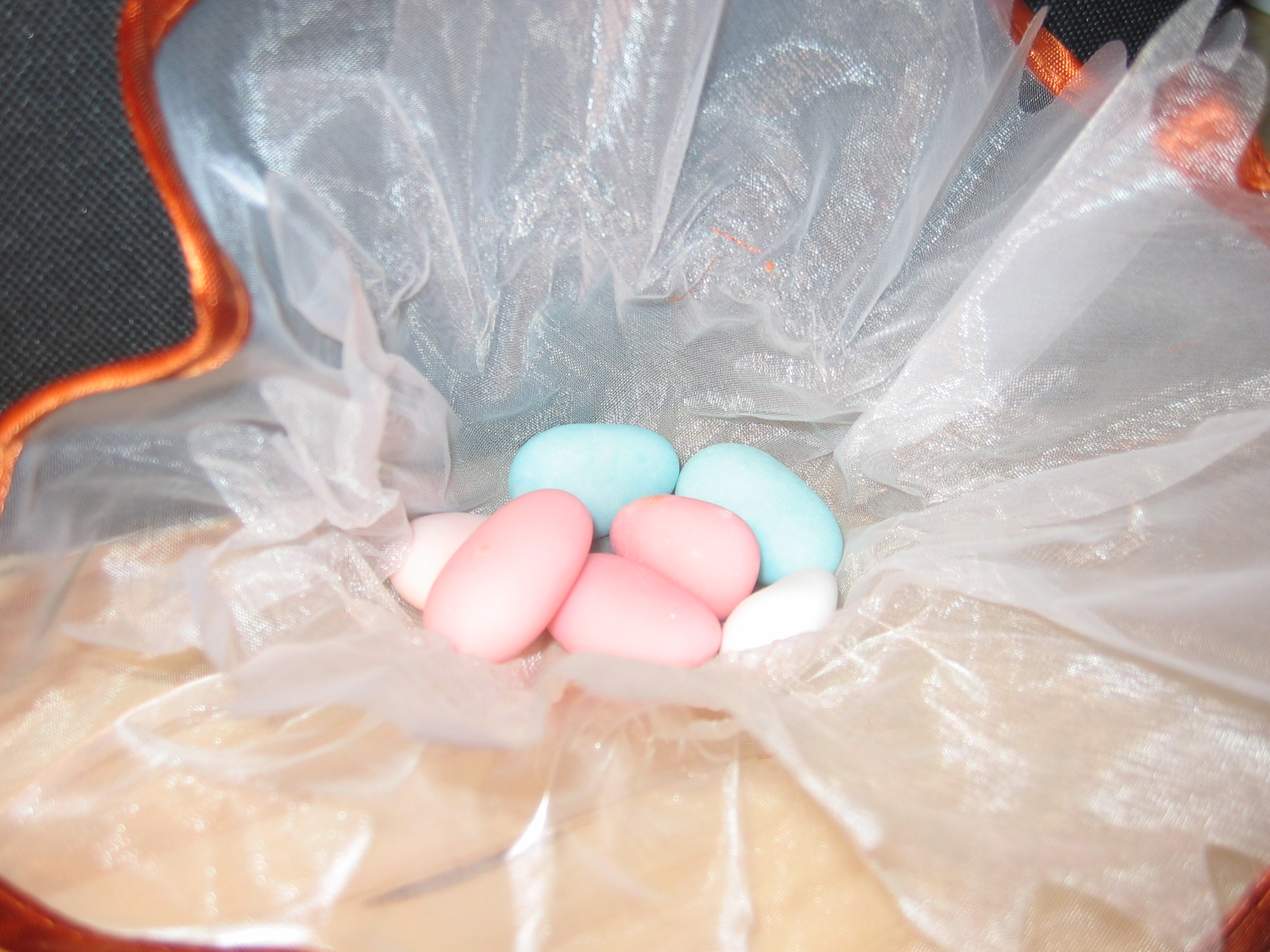
Dragées de Valence.
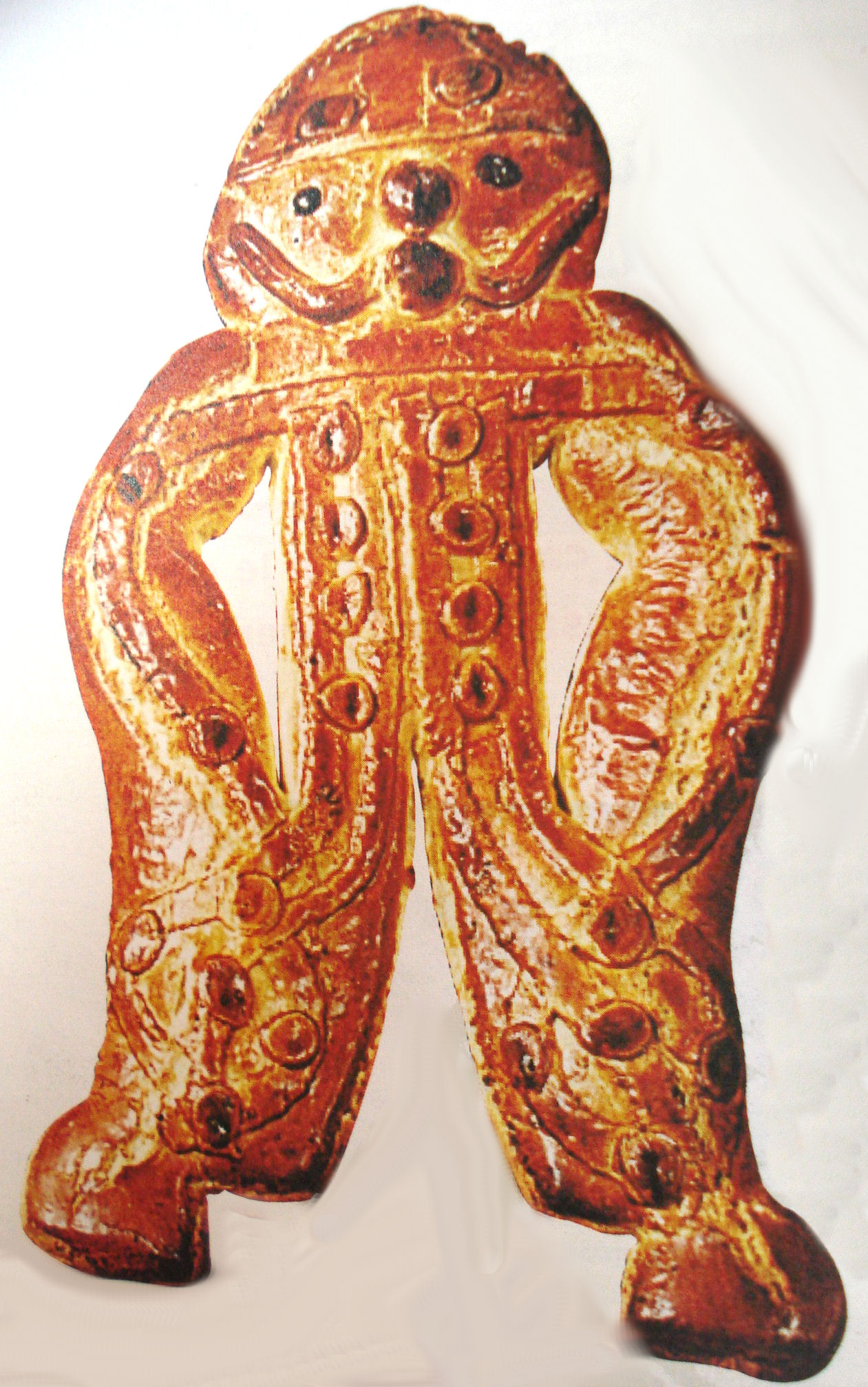
Suisse de Valence.

Restauration
- Anne-Sophie Pic (cheffe cuisinière)

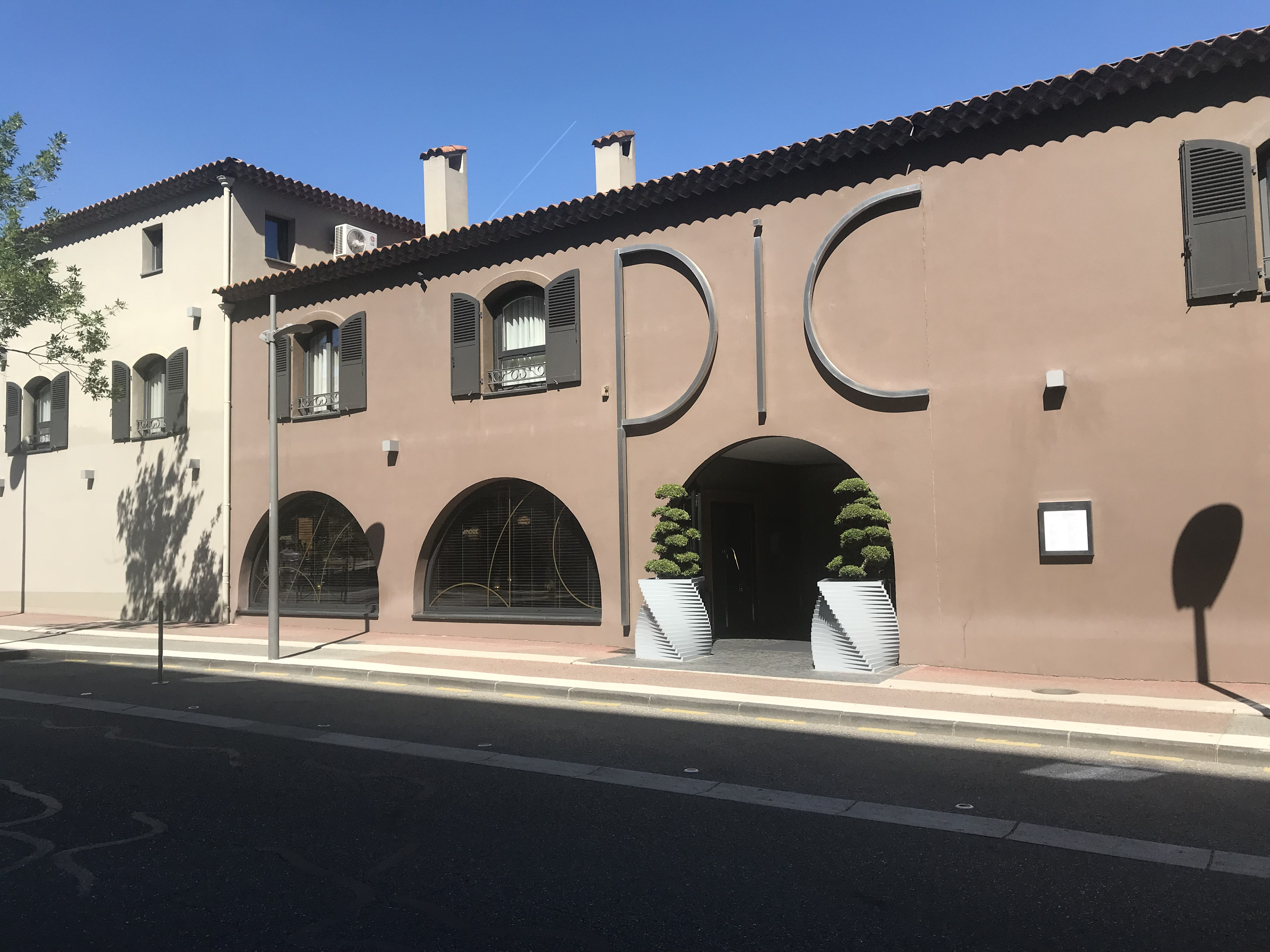
Entrée de la Maison Pic.
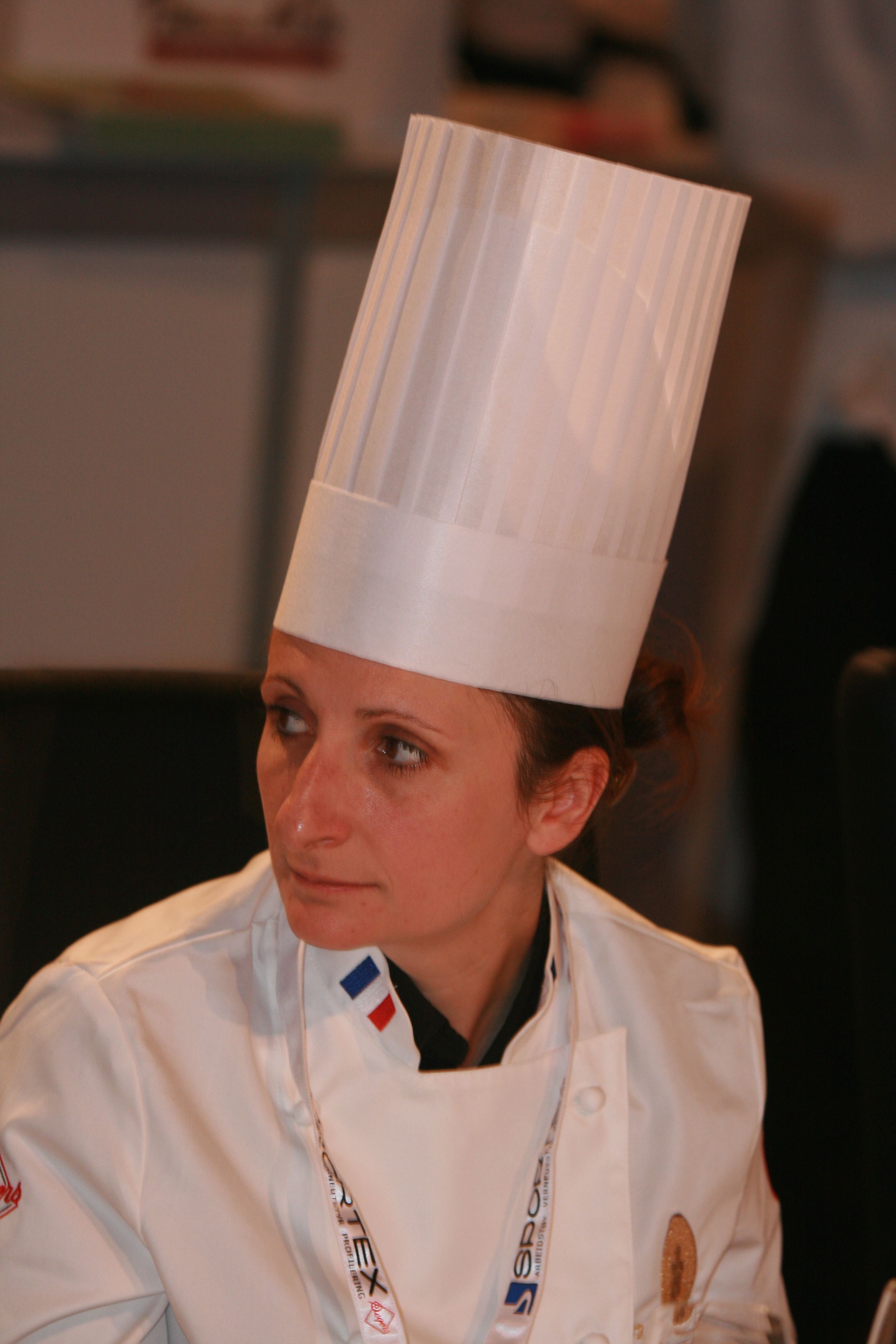
La cheffe Anne-Sophie Pic.

- Baptiste Poinot, chef du restaurant Flaveurs (créé en janvier 2006 : 1 étoile au guide Michelin[210]). Les flaveurs sont les sensations gustatives perçues aussi bien par le nez que par les papilles au moment de la mise en bouche d'un aliment.
- Masashi Ijishi, chef du restaurant La Cachette (1 étoile au guide Michelin)[211].

Industriel
- Alain Milliat est un créateur de jus de fruit depuis 1997 ; sa marque est désormais présente dans plus de 20 pays[212].

### Patrimoine naturel

#### Végétation
La végétation dans la plaine de Valence est de type médio-européenne appartenant à l'étage supraméditerranéen (chêne pédonculé, chêne rouvre dans les endroits les plus froids, taillis de charmes) mêlée d'espèces thermophiles comme le chêne pubescent, voire chênes verts (Quercus ilex) sur les versants exposés ayant des sols drainants. On trouve également au sud de la vallée de la Drôme où l'influence méditerranéenne l'emporte enfin (20 km plus au sud) des populations spontanées de thym, de lavande, d'euphorbe characia, genêts d'Espagne (Genista hispanica), canne de Provence (Arundo donax), ainsi que de pins d'Alep (Pinus halepensis) sur la face ouest de la colline de Crussol. En raison de l'exposition et de la nature du sol, les coteaux ardéchois offrent des paysages de garrigue et de chênaies méditerranéennes (Quercus ilex) dès Tournon-sur-Rhône qui se situe à 20 km au nord de Valence (collines de Cornas, Saint-Péray et Soyons). Les collines (calcaires pour la plupart) possèdent une double végétation : méditerranéenne côté sud et sub-continentale côté nord.
Autrefois, la culture de l'olivier remontait jusque sur les hauteurs bien exposées de Tain-l'Hermitage (19 km au nord), mais elles furent remplacées par la culture de la vigne dans un premier temps, puis par celle des abricotiers, pêchers et autres fruitiers qui sont encore très présents dans la région, même si plus de 7 000 ha de fruitiers (abricotiers, cerisiers, pêchers et kiwis principalement) ont disparu des paysages drômois du fait d'une épidémie de sharka et de bactériose obligeant à l'arrachage depuis 2003.

#### Parcs et espaces verts

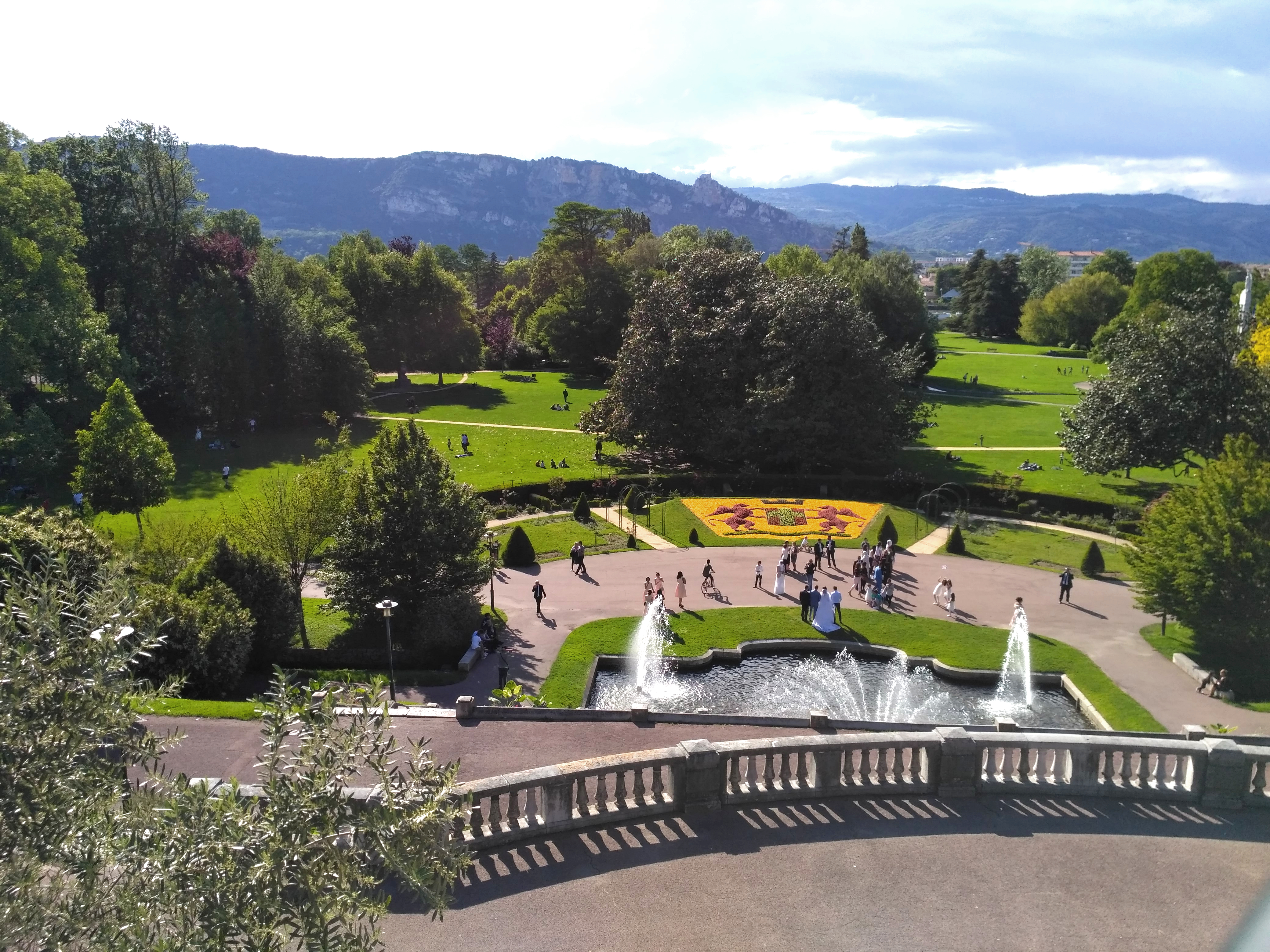
Vue du parc Jouvet et du paysage montagneux depuis le Champ de Mars au printemps 2017.

Composée d'un patrimoine de 250 hectares de parcs et d'espaces verts, la ville de Valence compte 10 grands parcs urbains, 17 kilomètres de canaux à ciel ouvert, et plus de 20 000 arbres d'ornement et d'alignement dans ses parcs, ses squares et le long de ses rues et avenues.
Située dans le centre-ville entre le Vieux Valence au nord, le parc Jouvet à l'ouest, le quartier de la gare à l'est, et le lycée Emile Loubet au sud, l'esplanade du Champ de Mars est une vaste promenade de 3 hectares planté de tilleuls, avec le kiosque Peynet en son centre. L'esplanade se compose de deux grandes pelouses sur lesquelles il est possible de pique-niquer. Elle est également le lieu de manifestations culturelles telles que des concerts et des expositions en été. En 2000, avant les travaux de reconversion du Champ de Mars, il s'agissait d'un parking bordé de platanes lequel est désormais souterrain.
Sous cette terrasse, se trouve le jardin de ville ou parc Jouvet qui porte le nom de Théodore Jouvet, généreux donateur qui offrit à la ville de Valence la somme nécessaire à l'achat du terrain et dont la statue est placée près du belvédère depuis la Belle Époque. Ce jardin occupe des pentes qui relient le quartier de Basse ville et le Champ de Mars. Il est traversé de petits ruisseaux et orné de statues. Parc central, c'est aussi un des plus importants ensembles monumentaux et civique de Valence : le monument aux morts de la ville, en forme d'obélisque, y est construit après la Première Guerre mondiale ; le général Championnet, enfant du pays, y a aussi sa statue, qui est démontée en mai 1944 et cachée, pour empêcher qu'elle soit fondue par l'occupant allemand. La rencontre du médecin Gilbert Dreyfuse avec Louis Aragon, son contact dans la Résistance, a été racontée par le poète après guerre dans un petit article, publié en 2001.
D'une superficie de 26 ha, le parc Jean-Perdrix est le plus grand de la ville. Il se trouve à Valence-Le-Haut entre les quartiers de Fontbarlettes et du Plan. Le parc compte de nombreux arbres, notamment 400 cèdres près d'un espace naturel en forme d'amphithéâtre. Ce parc de Valence propose un parcours de santé, des aires de jeux pour enfants, et un large plan d'eau sur lequel se reflètent les deux châteaux d'eau futuristes. Réalisé entre 1969 et 1971 par le sculpteur grec Philolaos à l'initiative de l'architecte urbaniste André Gomis, le château d'eau est une sculpture-architecture labellisée « patrimoine du XXe siècle » et se compose de deux tours vrillées, dont la plus haute mesure 57 m de haut.
Le parc Saint-Ruf est le parc de l'ancienne préfecture et se situe dans le Vieux Valence, dans le quartier de Saint-Jean. Ce petit parc de 0,5 ha offre une belle vue sur l'Ardèche et les ruines de Crussol. Il relie le centre historique à la vieille ville. C’est sur ce coteau particulièrement bien exposé au soleil couchant que la Commune libre de Saint-Jean a planté son vignoble. À l'entrée du parc se trouve le portail du palais abbatial de l'abbaye Saint-Ruf.
Situé dans le quartier de Valensolles, le parc Marcel-Paul est un parc paysager de 3,7 hectares, parcouru d'une source naturelle canalisée en ruisseau champêtre. Il dispose de pelouses accessibles aux visiteurs, de jeux pour les enfants et d'un espace aménagé pour les boulistes. Il est traversé par l'Épervière.
Non loin se trouve le parc de l'Épervière. Outre son port de plaisance, ce parc comprend un plan d'eau de 32 000 m2, protégé par une digue longue de 400 mètres. Dans son espace loisirs et détente le parc contient des restaurants, un camping, un hôtel, une piscine, un court de tennis, un billard, un bowling, des promenades, et propose des croisières fluviales. Après plusieurs mois de travaux de réaménagement du parc, il rouvre au public en 2016.
Les espaces verts publics de Valence totalisent 250 hectares (plus de 10 % de la superficie de la commune). Listés ci-dessous par ordre décroissant de superficie (en hectare), les principaux parcs de la ville sont :
- le parc Jean-Perdrix (26 ha) ;
- le parc Jouvet (7 ha) ;
- le parc de l'Épervière (7 ha) ;
- le parc des Trinitaires (4,3 ha) ;
- le parc du Polygone (4 ha) ;
- le parc Marcel-Paul (3,7 ha) ;
- le Champ de Mars (3 ha) ;
- le parc Benjamin-Delessert (2,3 ha) ;
- le parc Itchevan (1,8 ha) ;
- le parc de Châteauvert ;
- le parc Saint-Ruf (0,5 ha).

#### Valence, ville «4 fleurs»
Depuis 2002, la ville de Valence fait partie des 226 communes françaises qui bénéficient du label « ville fleurie » avec « 4 fleurs » attribuées par le Conseil national des villes et villages fleuris de France au concours des villes et villages fleuris. Cette distinction soumise tous les trois ans à l’appréciation d’un jury national, récompense la qualité du travail des équipes du service des Espaces verts de la ville et s'assure que les critères d'évaluation sont bien respectés.
Les graines et les jeunes plants sont gardés et entretenus dans les serres municipales valentinoises jusqu’à ce qu’ils soient prêts à fleurir et à résister aux aléas climatiques. Chaque campagne de fleurissement fait l’objet d’un travail de concertation en amont entre les différentes équipes de jardiniers municipaux afin d’assurer une harmonie des plantations sur l’ensemble de la ville. Les massifs sont renouvelés deux fois par an avec des plantes saisonnières : des « annuelles » au mois de mai (pavot, œillet, tournesol, bleuet...), des « bisannuelles » au mois d’octobre (primevère, pâquerette, pensée, tulipe, crocus...).

### Personnalités liées à la commune

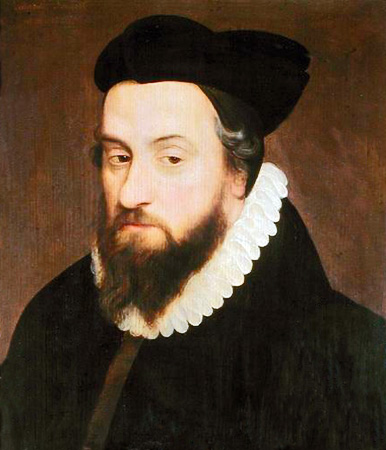
Laurent Joubert (1529-1583), médecin du roi Henri III de Navarre.

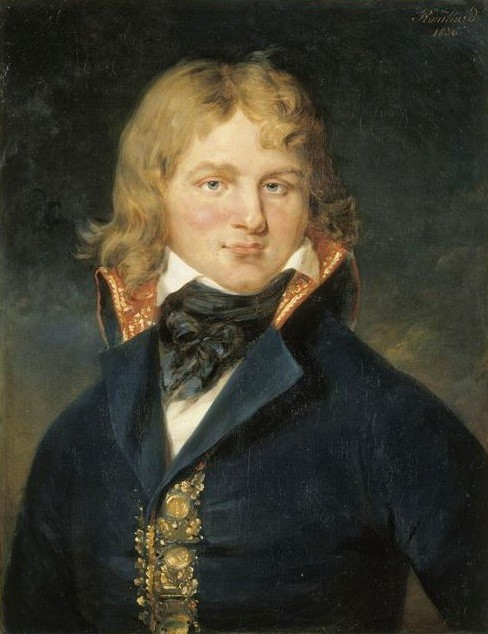
Championnet (1762-1800), général des armées de la République.

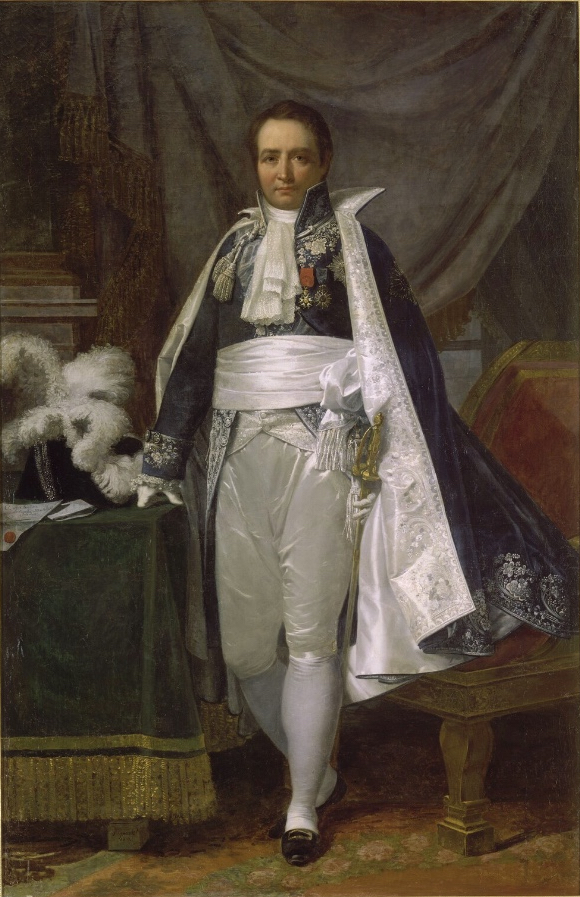
Jean-Pierre de Montalivet (1766-1823), comte de Montalivet, maire de Valence de 1795 à 1801.

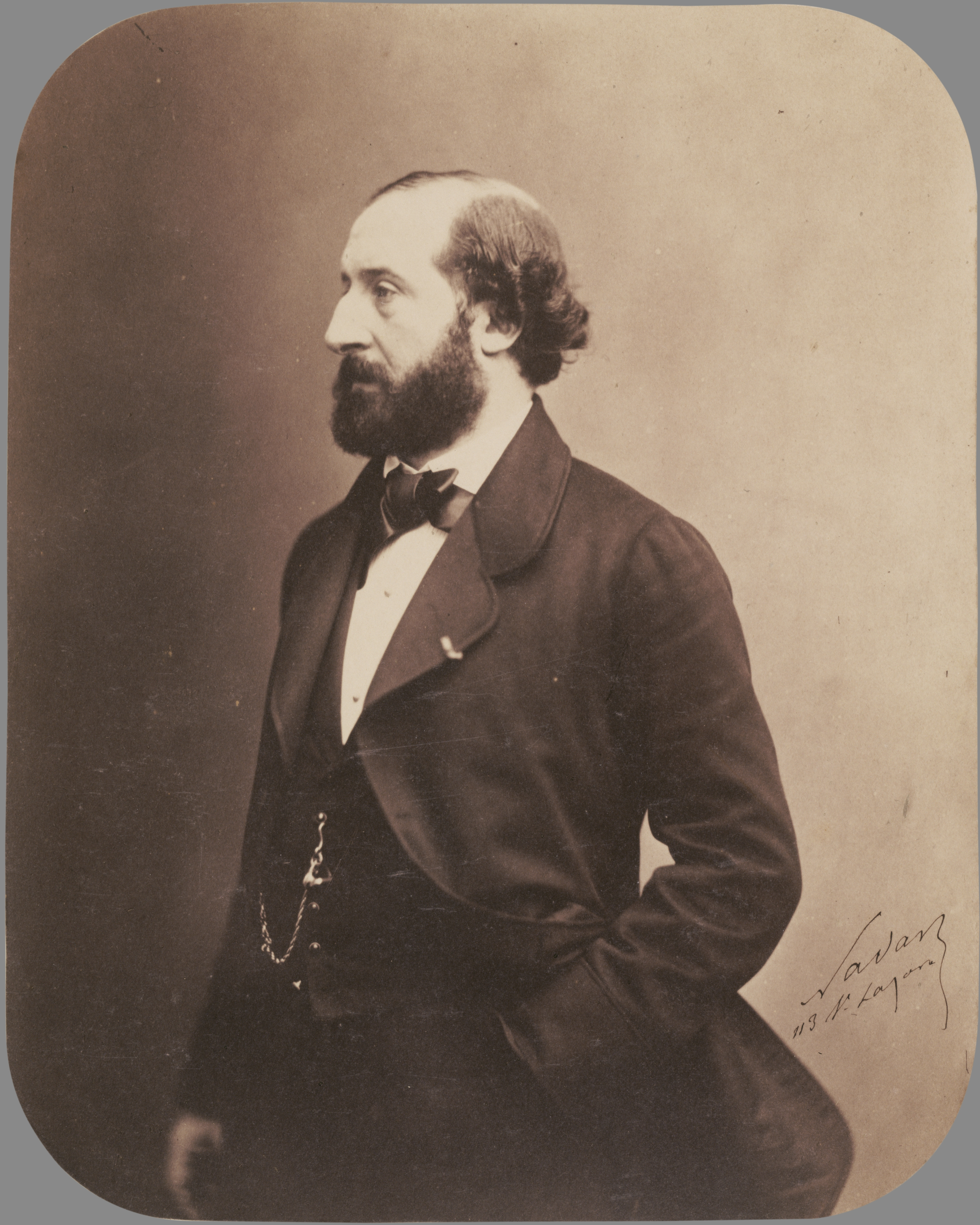
Émile Augier (1820-1889), poète et dramaturge.

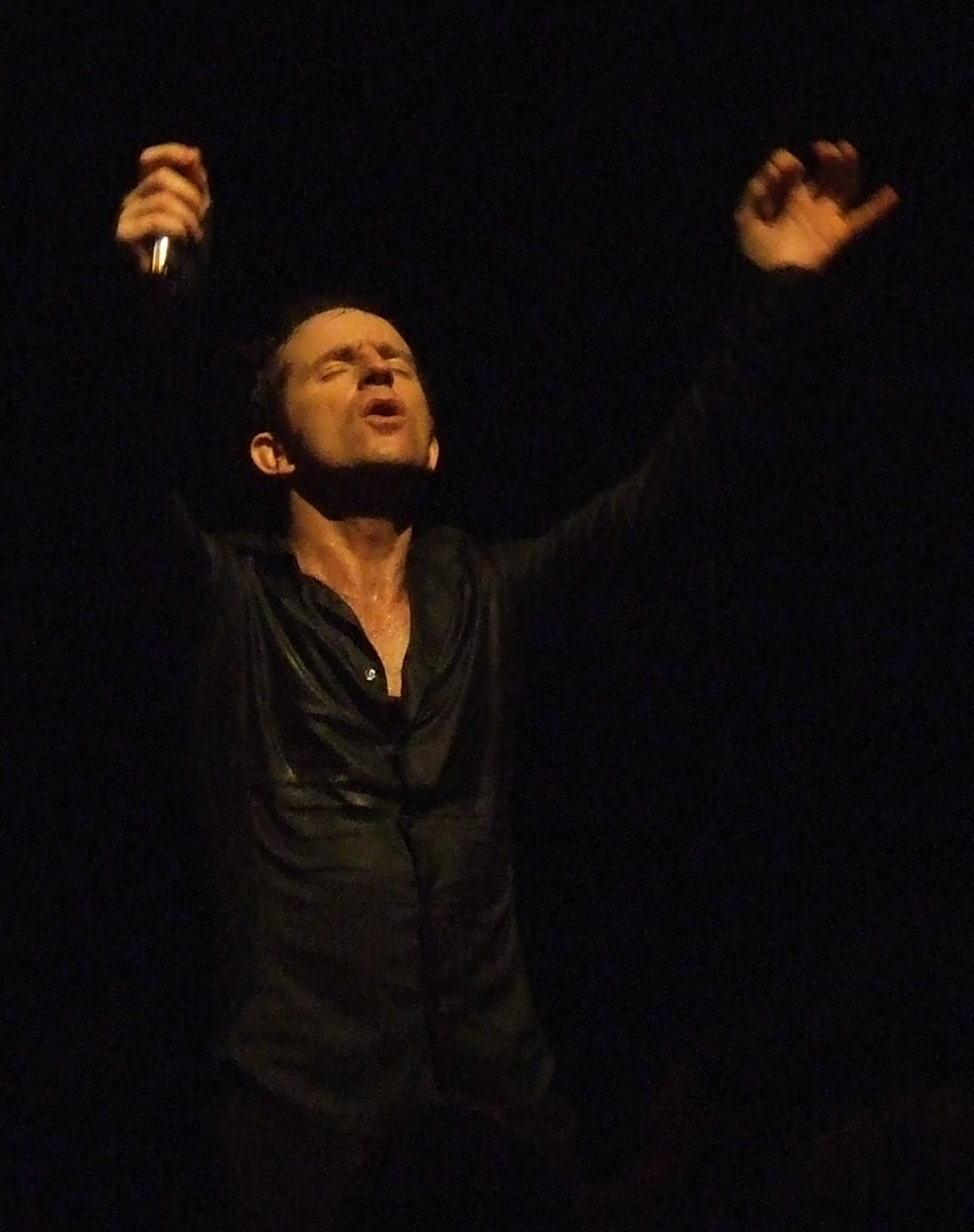
Mathias Malzieu (né en 1974), chanteur du groupe de rock Dionysos.

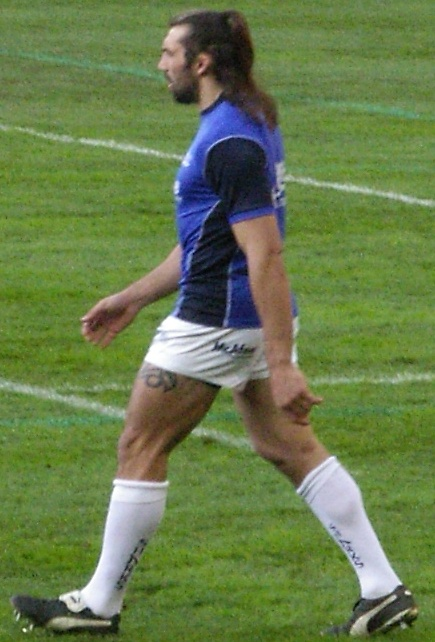
Sébastien Chabal (né en 1977), joueur de l'équipe de France de rugby à XV.

- Fortunat de Valence : fondateur de l’Église de Valence, avec Félix et Achillée. Tous les trois furent martyrisés vers 212 et reconnus saints.
- Laurent Joubert (né en 1520 à Valence, mort en 1583 à Lombers (Tarn)) : médecin du roi Henri IV.
- Jacques Cujas (1522-1590) : professeur à l'Université de Valence de 1557 à 1559 et de 1567 à 1575, contribua à la renommée de cette université.
- Marie Aymar, dite Teyssonier, plus connue sous le nom de Marie de Valence (née en 1576 et morte en 1648) : personnage mystique, aujourd'hui quasiment oublié, dont la renommée à l'époque parvient jusqu'à la cour du roi Louis XIII qui lui rend visite en personne.
- Balthazar Baro (né en 1596 à Valence, mort en 1650 à Paris) : écrivain. Il est le premier Valentinois élu à l'Académie française en mai 1636.
- Christophe d'Authier de Sisgau (en) (né en 1609 à Marseille, mort en 1667 à Valence) : bénédictin, évêque in partibus de Bethléem (1651)[221].
- Nicolas Pinson (né en 1635 à Valence, mort en 1681 à Rome) : graveur et peintre.
- René de Genas (né 1639 à Valence, mort en 1739 à Cléon d'Andran : lieutenant du roi (gouverneur) de Valence.
- Louis Mandrin (né 1725 à Saint-Étienne-de-Saint-Geoirs (Isère), exécuté à Valence) : contrebandier célèbre, surnommé le « bandit au grand cœur », condamné à mort, roué vif place des Clercs le 26 mai 1755 devant plusieurs milliers de spectateurs.
- Jean Laurent Gaillard (1730-1816), homme politique né et décédé à Valence, député de la Drôme de 1791 à 1792.
- Pierre Choderlos de Laclos (1741-1803) : auteur des Liaisons dangereuses. Il fut d'abord officier d'artillerie, impliqué dans la mise au point du boulet creux chargé de matières explosives éclatant à l'impact. En 1777, il reçoit la mission d’installer le régiment de La Fère à Valence dans la future caserne du Polygone. C'est de retour à Besançon dès l'été 1778 que, peut-être inspiré par son séjour valentinois, il entreprend la rédaction de son sulfureux roman.
- Antoine Joseph Marie Valette (1748-1823), général français de la Révolution et de l’Empire.
- Alexandre Camille Taponnier (né en 1749 à Valence, mort en 1831 à Paris : général de division. Il s'est illustré en 1789, alors simple sergent, en prenant la tête de l'assaut lors de la prise de la Bastille.
- Jean-Charles Antoine Curnier (né en 1751 à Crest, mort en 1821 à Valence) : magistrat et administrateur, grand père de Jean-Charles Curnier.
- Jean Urbain Fugière (né 1752 à Valence, mort en 1813 en Avignon) : général de la République. Il fut gravement blessé lors de la campagne d'Égypte en 1799.
- Le jeune Napoléon Bonaparte (1769-1821) : il fit partie du régiment de La Fère du 30 octobre 1785 au 15 septembre 1786, puis de nouveau du 15 juin au 1er septembre 1791.
- Le pape Pie VI fait captif par la République française, emmené en France, c'est à Valence qu'il meurt, épuisé, le 29 août 1799 à l'âge de 82 ans. C'est en son honneur qu'un pâtissier de la ville eut l'idée de confectionner le fameux Suisse de Valence.
- François Argod (né en 1759 à Valence, mort 1799 à la bataille de Cassano : général des armées de la République.
- Jean-Étienne Vachier dit Championnet (né en 1762 à Alixan (Drôme), mort en 1800) : général des armées de la République. Sous le commandement de Kléber, puis de Hoche, il se distingue à Fleurus en 1794, Wurzbourg, Altenkirchen en 1796, puis est nommé successivement commandant en chef de l'armée de Rome qui conquiert Capoue puis Naples en 1798, de l'armée des Alpes en 1799 puis de l'armée d'Italie où il tombe malade du typhus. Bonaparte le remplace par Massena peu avant qu'il ne meure à Antibes en janvier 1800. Son cœur, déposé dans une urne offerte par Bonaparte, se trouve dans la chapelle Saint-Ruf. Sa statue, réalisée par Victor Sappey, inaugurée en septembre 1848, s'élève sur le Champ de Mars. Elle fut descendue de son piédestal le 5 avril 1944 pour être enterrée dans la cour du musée jusqu'à la fin de la guerre, afin d'éviter la réquisition du métal par les occupants allemands.
- Pierre Joseph Marie Baude (1763-1840), administrateur, préfet du Tarn, de l'Ain, baron d'Empire.
- Jean-Pierre Bachasson, comte de Montalivet (1766-1823) : pair de France et homme d'État, ministre de l'Intérieur de Napoléon Ier. Sa statue se dresse sur la place Montalivet. Il fut maire de Valence de 1795 à 1801. Son fils, Camille Bachasson, comte de Montalivet (1801-1880), pair de France et homme d'État, ministre de l'Intérieur de Louis-Philippe Ier. L'allée Camille-de-Montalivet a été nommée en son honneur.
- Jean-Pierre, baron Arbot (né en 1767 à Valence, mort au combat en 1813 à Castalla) : militaire français.
- Pierre-André-Hercule Berlier (né en 1769 à Crest, mort en 1821 à Valence) : général des armées de la République et de l'Empire.
- Jean-Louis Olivier Mossel (né en 1770 à Lagrasse (Aude), mort en 1848 à Valence) : général d'artillerie des armées de la République et de l'Empire.
- Étienne François Raymond Pouchelon (né en 1770, mort en 1831 à Valence) : général des armées de la République et de l'Empire.
- Dominique Mottet de Gérando (né en 1771 à Valence, mort en 1828 à Lyon), homme politique, député du Rhône de 1827 à 1828, membre de l'académie des Sciences Belles-Lettres et Arts de Lyon.
- Jean-François Réalier-Dumas (né en 1788 à Valence, mort en 1840) : député de la Drôme.
- Jean-Jacques Baude (1792-1862), haut fonctionnaire et homme politique, sous-secrétaire d'État à l'Intérieur dans le gouvernement de Jacques Laffitte.
- Louis-Bernard Bonjean (né en 1804 à Valence, mort en 1871) : jurisconsulte, magistrat, député de la Drôme, sénateur, conseiller d'Etat, président de la Chambre des requêtes de la Cour de cassation, fusillé sous la Commune.
- Léo de Laborde (né en 1805 à Valence, mort 1874 en Avignon) : député du département du Vaucluse.
- Napoléon Chancel (1808-1883), militant révolutionnaire, préfet de la Drôme.
- Félix Milliet (né en 1811 à Valence, mort en 1888 à Paris) : militant et chansonnier républicain, exilé après le coup d'État du 2 décembre 1851 puis membre de la Colonie.
- Léo de Plan de Sieyes (né en 1812 à Valence, mort en 1883 à Fontainebleau (Seine-et-Marne)), député de la Drôme.
- Jean Joseph Frédéric Albert Farre (né en 1816 à Valence, mort 1887 à Paris : général et ministre de la Guerre.
- Corneille Trumelet (né en 1817 à Reims, mort en 1892 à Valence) : écrivain militaire.
- Jean-Charles Curnier (né en 1817 à Valence, mort en 1863 à Valence) : homme politique.
- Émile Augier (né en 1820 à Valence, mort en 1889 à Croissy-sur-Seine (Yvelines)) : poète et dramaturge.
- François-Désiré Bancel (né en 1822 à Lamastre (Ardèche), mort en 1871 dans cette même commune) : député républicain. Un boulevard de la ville porte son nom et une statue à son effigie se dresse devant la gare de Valence.
- Martian de Bernardy de Sigoyer (né en 1824 à Valence, mort en 1871) : officier et chef de bataillon français. Il est connu pour avoir activement participé, en tant que commandant de l'armée régulière, au sauvetage du Musée du Louvre des flammes, à la suite de l'incendie du Palais des Tuileries perpétré par des communards durant la Semaine sanglante.
- Antoine d'Estienne de Prunières (né en 1834 à Valence, mort en 1923) : ancien député du département des Hautes-Alpes.
- Eugène Chauffeur (né en 1830 à Valence, mort en 1904 à Rouen) : colonel du 32e régiment d'infanterie de ligne.
- Louis Gallet (né à Valence en 1835, mort en 1898 à Paris) : poète, romancier et librettiste.
- Casimir Genest (né en 1846 à Voiron (Isère), mort en 1918 à Valence) : architecte.
- Louis Le Cardonnel (né en 1862 à Valence, mort en 1936 en Avignon) : poète.
- Louis Ageron (né en 1865 à Valence, mort en 1935 dans cette même ville) : peintre et aquarelliste français.
- Jules Nadi (né en 1872 à Valence, mort en 1928 à Paris) : homme politique. Dès vingt-six ans, adhérant au Parti ouvrier français de Jules Guesde, il dirige à Valence la revue littéraire L'Œuvre. À partir de 1903, il devient un des plus fidèles disciples de Jean Jaurès et sera successivement élu conseiller général (1910), député SFIO (1914), puis maire de Romans-sur-Isère (1919).
- Edmond Ponsoye (né en 1880 à Valence, mort en 1954 à Crest) : pasteur, théologien protestant, historien du protestantisme, fils d'Isidore Ponsoye, marchand de vins à Valence et de Marie Dorsival.
- Gaston Dintrat (né en 1889 à Valence, inhumé dans cette même ville après son décès en 1964 à La Roche-de-Glun (Drôme)) : sculpteur. Il réalisa de nombreuses sculptures, dont Le Rhône inséré dans le soubassement du mur de la préfecture de la Drôme à Valence[222].
- François Bérenger (né en 1901 à Milan en Italie, mort en 1978 à Valence) : architecte.
- René Higonnet (né en 1902 à Valence, mort en 1983 en Suisse) : inventeur avec Louis Moyroud de la Lumitype, première photocomposeuse.
- Maurice Chapelan (né en 1906 à Valence, mort en 1992 à Coye-la-Forêt (Oise)) : journaliste, essayiste et scénariste français.
- Paul-Jacques Bonzon (né en 1908 à Sainte-Marie-du-Mont (Manche), mort en 1978 à Valence) : écrivain de romans.
- André Deluol (né en 1909 à Valence, petit-fils de Casimir Genest) : sculpteur et peintre. Les œuvres d'André Deluol sont exposées au Musée d'art moderne de la ville de Paris, au Musée de la ville de Paris (ou Petit Palais), et dans ceux de Poitiers, Nîmes, Valence, et Amsterdam, ainsi qu'au musée Deluol de Saint-Michel-en-l'Herm (Vendée) (150 sculptures et peintures).
- Paul Ricœur (né en 1913 à Valence, mort en 2005 à Châtenay-Malabry, Hauts-de-Seine) : philosophe.
- Simone Abat (née en 1915 à Valence, morte en 1944 à Romans-sur-Isère) : résistante communiste française, tuée en mission.
- Catherine Langeais (née en 1923 à Valence, morte en 1998 à Mantes-la-Jolie (Yvelines)) : actrice de cinéma et présentatrice de la télévision française.
- Robert Bornecque (né en 1926 à Valence) : professeur d'université, historien et écrivain français.
- Henri Merkarian (né en 1926 à Valence, mort en 1985 en Belgique) : chanteur d'origine arménienne.
- Jacques Pouchain (né en 1927 à Paris, décédé en 2015 à Valence) : céramiste, peintre, sculpteur.
- Suzanne Bernus, dite Suzy (née Vianès à Valence en 1928, morte au Mali en 1990) : ethnologue et africaniste française.
- Jacques Pic (né en 1932 à Saint-Péray (Ardèche), mort en 1992 à Valence) : grand chef cuisinier, 3 étoiles au Guide Michelin en 1973.
- Rodolphe Pesce (né en 1935) : maire de Valence (1977-1995), député de la Drôme (1978-1988), président du Conseil général de la Drôme (1985-1992), officier de la Légion d'honneur.
- Jacquette Reboul (1937-2022), née à Valence, écrivaine, essayiste et poétesse française.
- L'abbé Pierre a été ordonné diacre le samedi 18 décembre 1937, par Camille Pic, évêque de Valence, dans la chapelle du Grand Séminaire, 75 rue Montplaisir (qui abrite aujourd'hui le lycée privé catholique Montplaisir).
- Arthur Bernard (né en 1940 à Valence) : romancier et historien.
- Louis Nicollin (né en 1943 à Valence, mort en 2017) : entrepreneur et dirigeant du groupe Nicollin (entreprise d'assainissement) ; président du Montpellier Hérault Sport Club de football en 1974.
- Jacques Tardi (né en 1946 à Valence) : dessinateur de bande dessinée.
- Jean Besson (né en 1948) : adjoint au maire de Valence (1977-1983), sénateur de la Drôme (1989-2014), chevalier de la Légion d'honneur[223],[224].
- Jacques-Rémy Girerd (né en 1952) : écrivain, cinéaste, fondateur de Folimage (1981), président de la Cour des Images, président de la Poudrière, chevalier des Arts et des Lettres, chevalier dans l’ordre national du mérite.
- Catherine Fradier (née en 1958 à Valence) : écrivain français de romans policiers.
- Alain Robert (né en 1962 à Digoin (Saône-et-Loire)) : il a grandi à Valence ; grimpeur urbain, parfois surnommé « Spider-Man ».
- Laina Hadengue (née en 1962 à Valence) : artiste.
- Hervé Mestron (né en 1963 à Valence) : écrivain.
- Anne-Sophie Pic (née en 1969 à Valence) : grand chef cuisinier, 3 étoiles au Guide Michelin (depuis 2007), propriétaire de l'hôtel et restaurant gastronomique la Maison Pic (trois fois 3 étoiles) à Valence.
- Jean-François Piège (né en 1970 à Valence) : grand chef cuisinier, 2 étoiles au Guide Michelin.
- Antoine Girard (né en 1970 à Valence) : aventurier des sports extrêmes et de nature.
- Virgile Bayle (né en 1971 à Valence) : acteur. Il a - entre autres rôles - tenu celui du docteur Guillaume Leserman dans la série Plus belle la vie de 2005 à 2017.
- Franck Jurietti (né en 1975 à Valence) : international de football français.
- Guillaume Gille (né en 1976 à Valence, frère aîné de Bertrand Gille) : international français de handball, demi-centre du HSV Hambourg.
- Sébastien Chabal (né en 1977 à Valence) : rugbyman international français.
- Bertrand Gille (né en 1978 à Valence) : international français de handball, pivot du HSV Hambourg.
- Florent Peyre (né en 1980 à Valence) : humoriste et comédien français. Il s'est fait connaître en participant sur France 2 à l'émission On n'demande qu'à en rire présentée par Laurent Ruquier.
- Gaël Faure (né en 1987 à Valence) : chanteur et auteur-compositeur français.
- Mathilde Ramadier (née en 1987 à Valence) : scénariste de bande dessinée, traductrice et auteure d'essais française.
- Dionysos : groupe de rock formé à Valence en 1993. Il est composé de Mathias Malzieu, Éric Serra-Tosio (alias Rico), Michaël Ponton (alias Miky Biky) et Guillaume Garidel (alias Guillermo), qui se sont rencontrés au lycée Camille Vernet à Valence.
- Olivia Leray (née en 1993 à Valence) : chroniqueuse et journaliste sportive.

### Héraldique, logotype et devise
Voir l'Armorial des villes et des villages de France.
| Armes de Valence | Les armes de Valence se blasonnent ainsi : « De gueules à la croix d'argent chargée en cœur d'une tour d'azur. » Devise : Unguibus et Rostro (Par les ongles et le bec). |

Notons que Valence partage la même devise avec Avignon (pour cette dernière ville, la devise daterait de 1348 et serait due au pape Clément VI[réf. nécessaire]).

Se défendre unguibus et rostro, c'est se défendre vigoureusement et sans lâcher prise.